# Az Újpest FC 2016–2017-es szezonja
Ez a szócikk az Újpest FC 2016–2017-es szezonjáról szól, mely sorozatban a 105., összességében pedig a 111. idénye a csapatnak a magyar első osztályban. A klub fennállásának ekkor volt a 131. évfordulója.

## A szezon részletesen

### 2016
A nyári felkészülését Ausztriában kezdte meg a csapat, ahol három nevesebb együttessel mérkőzött meg. Hazatérése után két NB II-es klubbal is összecsapott a lila-fehér gárda.
A FIFA egy 2014 év eleji igazolás miatt azzal a sportfegyelmi szankcióval sújtotta a klubot, hogy két, soron következő átigazolási időszakban nem regisztrálhat új játékosokat. Ezek után az Újpest próbálta minél több labdarúgóját megtartani, és a kölcsönbe érkezőket végleg leigazolni.
Július 17-én elkezdődött a bajnoki szezon, az első fordulóban hazai pályán, 2500 néző előtt a Budapest Honvéd csapatát fogadta a lilák. A hazaiak öt alapembere hiányzott: Jonathan Heris, Kylian Hazard, Balogh Balázs és Mihajlo Perovics sérülés, Balajcza Szabolcs eltiltás miatt. A Szusza Ferenc Stadion felújításának következtében a Vasas-pályán rendezték a mérkőzést, ahol a játékosoknak a heves esőzéssel is szembe kellett nézniük. A Honvéd már az első félidőben eldöntötte a három pont sorsát, a 4. percben Hidi, majd a 44-ben Eppel volt eredményes. A második félidőben az Újpest támadójátéka Lázok becserélésével fellendült, de gólt nem sikerült szerezniük.
Július 24-én a Diósgyőr otthonába látogatott az Újpest, ahol egy véleményes büntetővel kerültek előnybe a lila-fehérek Andrics révén. A második félidő elején Oláh szöglet utáni fejesével, majd a bombaformában lévő Bognár távoli lövésével fordított a borsodi alakulat, és megnyerte a találkozót.
Július 31-én az Újpest rossz formája ellenére 3000 néző előtt fogadta a mumusnak számító Paksot. A tolnaiaknál is megforduló Lázok fejesgóljával szerzett vezetést a budapesti csapat. A lila-fehérek végig a kezükben tartották a mérkőzést, Andrics a második félidőben ziccert rontott, de ez is belefért az Újpestnek a győzelemhez.
Augusztus 6-án az Újpest ideiglenes otthonában játszott idegenben, ugyanis a Vasas fogadta a lilákat. A mérkőzés kiélezett volt, mindkét csapat kidolgozott helyzeteket, de egészen a hajráig nem tudták azokat érvényesíteni. A 85. percben Andrics zseniális labdájával megindulva Bardi szerezte meg a győztes gólt a IV. kerületieknek.
Augusztus 13-án az addig nem túl fényesen szereplő, újonc Gyirmóttal nézett szembe a budapesti csapat. A 3000 néző meglepetésére a győri csapat szerzett vezetést már a 3. percben. Az Újpest több helyzetet is kialakított, de nem sikerült kiegyenlítenie az első félidőben. A fordulás után, azonban kiszakadt a gólzsák. A lila-fehér gárda öt perc alatt szerzett három góljával tartotta ideiglenes otthonában a három pontot.
Augusztus 17-én a válogatott szünet miatt megrendezték az első hétközi fordulót. Az újpestieknek Mezőkövesdre kellett utazniuk, hogy megszerezzék újabb győzelmüket. A hazai gárda kezdte jobban a találkozót, de csak lesről sikerült gólt szerezniük, így maradt a 0-0-s állás. A kihagyott helyzetek pedig megbosszulták önmagukat, az Újpest Bardi visszafejelt labdája után Andrics révén szerezte meg a vezetést a 29. percben, majd Diarra sokadik próbálkozásából a 43. percben tovább növelte az előnyét. A második félidőben a lila-fehérek biztosan őrizték a kapujukat, nem született több gól a mérkőzésen.
Augusztus 21-én immár 3300 néző előtt fogadta az MTK-t a IV. kerületi együttes. A mérkőzésen a hálóőröké volt a főszerep, akik végig a kezükben tartották a találkozót. Balajczának és Hegedüsnek sok dolga akadt, de mindketten megállták a helyüket, a budapestiek összecsapásán nem született gólt.
Szeptember 2-án az MLSZ Versenybizottsága elkészítette a Magyar kupa 6. fordulójának sorsolását, ebben a fordulóban kapcsolódnak be az első osztályú csapatok a küzdelmekbe. A szeptember 14-én sorra kerülő mérkőzésen a Borsod-Abaúj-Zemplén megyei első osztályban szereplő Felsőzsolca lesz az újpestiek első ellenfele. A versenyszabályzat értelmében az alacsonyabb osztályú csapat a pályaválasztó, így Felsőzsolcán rendezik meg az összecsapást.
Szeptember 3-án a Honvéd együttese látta vendégül az Újpestet egy felkészülési mérkőzés erejéig, ahol a kispestiek 5–0-ás vereséget mértek ellenfelükre. Bár az eredmény nem kedvezett, Vignjevics mester jó tapasztalatszerző találkozónak vélte a vesztes meccset.
Szeptember 10-én a lila-fehér gárda Debrecenben csapott össze a Lokival. A Nagyerdei stadionban rendezett mérkőzésen hamar megszerezte a vezetést a hazai együttes, amelyet az első félidőben meg is tartott. Az Újpestnek a második félidőre sikerült felpörögnie, egy öngóllal egyenlítettek. A hajrára azonban újabb rohamokat indított a Loki, és dr. Horváth Zsolt találatával eldöntötte a három pont sorsát.
Szeptember 14-én az Újpest nekivágott a hazai kupamenetelésnek, Felsőzsolcán nyert könnyedén 4–0-ra.
Szeptember 17-én a Videoton FC látogatott Angyalföldre, hogy összecsapjon az Újpesttel, eddig a liláknál szezonrekordnak számító 3500 néző előtt. A székesfehérváriak az első félidőben Lazovics, Géresi és Stopira góljaival 3–0-ás előnyre tettek szert, és úgy tűnt, hogy a meccs kiütéssel végződik. A fordulás után az újpestiek negyedóra elteltével egy gólnyira csökkentették hátrányukat, Pátkai viszont bebiztosította a Videoton győzelmét 20 perccel a lefújás előtt. Enisz Bardi mégsem csüggedt, hatalmas szabadrúgásgólt ragasztott Kovácsik kapujába az utolsó minutumban.
Szeptember 21-én egy hét alatt harmadik meccsüket játszhatták a IV. kerületiek, ezúttal a Szombathelyi Haladás volt a lila-fehérek vendége. A mérkőzésen egy szerencsés góllal szerzett vezetést az Újpest, Stef Wils tisztázás helyett a saját hálójába gurított. A hazaiak végig uralták a meccset, a vasiak mégis egyenlíteni tudtak. Wils második gólját jegyezhette a mérkőzésen, ezúttal már Banai kapuját is bevette. A budapestiek még a hajrában is sok helyzetet dolgoztak, azonban nem tudtak eredményesek lenni.
Szeptember 24-én a forduló rangadóját, azaz a Ferencváros–Újpest derbit csodálhatta az a 11760 néző, aki kilátogatott a Groupama Arénába. A helyzetek kidolgozását a hazaiak kezdték, akik korán előnybe kerültek Marco Djuricin révén. A lila-fehérek a kapott gól után talpra álltak, és fél órával később Diarra bombájával és Balogh fejesével már az 1–2-es felirat állt az eredményjelzőn. Így vonultak a csapatok a pihenőre, amelyet követő második félidő hasonlóan izgalmas volt. Egy kezezés utáni büntetőből az Újpest tovább növelte előnyét, a Fradinak lépnie kellett, és léptek is a zöld-fehérek. Leandro szabadrúgásából szépítettek, a végeredményt pedig az újpesti Pávkovics állította be a maga öngóljával (3–3).
Október 8-án a Siófokkal játszott 1–1-es döntetlent az Újpest felkészülési mérkőzésen, ahol sok játékos kapott lehetőséget, akik korábban tétmeccsen nem.

## Játékoskeret

### Átigazolások
2016. évi nyári átigazolási időszak, 
 2017. évi téli átigazolási időszak
| Név                | Nemzetiség         | Poszt              | Életkor            | Honnan             | Időpont            | Év                 | Megj.              | Név                | Nemzetiség         | Poszt              | Életkor            | Hová               | Időpont            | Év                 | Megj.              |
| Érkezett játékosok | Érkezett játékosok | Érkezett játékosok | Érkezett játékosok | Érkezett játékosok | Érkezett játékosok | Érkezett játékosok | Érkezett játékosok | Távozott játékosok | Távozott játékosok | Távozott játékosok | Távozott játékosok | Távozott játékosok | Távozott játékosok | Távozott játékosok | Távozott játékosok |
| ------------------ | ------------------ | ------------------ | ------------------ | ------------------ | ------------------ | ------------------ | ------------------ | ------------------ | ------------------ | ------------------ | ------------------ | ------------------ | ------------------ | ------------------ | ------------------ |
| Nagy Tibor         | magyar             | V                  | 24                 | MTK Budapest FC    | 2016. 06. 17.      | 2                  | k.u.v.             | Litauszki Róbert   | magyar             | V                  | 26                 | KS Cracovia Kraków | 2016. 05. 21.      | 3                  | sz.l.              |
| Kecskés Ákos       | magyar             | V                  | 20                 | Atalanta BC        | 2016. 06. 30.      |                    | k.                 | Kabát Péter        | magyar             | CS                 | 38                 | WKW ETO FC Győr    | 2016. 06. 09.      |                    |                    |
| Tóth Patrik        | magyar             | CS                 | 19                 | Budaörsi SC        | 2016. 06. 30.      |                    | k.v.               | Lencse László      | magyar             | CS                 | 28                 | Puskás Akadémia FC | 2016. 06. 30.      |                    | k.v.               |
| Cseke Benjámin     | magyar             | KP                 | 21                 | MTK Budapest FC    | 2016. 07. 01.      |                    | k.u.v.             | Filkor Attila      | magyar             | KP                 | 28                 | Gyirmót FC         | 2016. 07. 14.      | 2                  | sz.l.              |
|                    |                    |                    |                    |                    |                    |                    |                    | Nagy Tibor         | magyar             | V                  | 25                 | Diósgyőri VTK      | 2017. 02. 08.      |                    |                    |

Jelmagyarázat: (k.v.) = kölcsönből vissza; (k.) = kölcsönbe; (k.u.v.) = kölcsön után végleg; (sz.l.) = szerződése lejárt; (sz.i.) = szabadon igazolhat; (sz.b.) = szerződés bontás; (n.h.sz.) = nem hosszabbították meg szerződését; (a.p.b.) = aktív pályafutását befejezte

## Statisztikák
Utolsó elszámolt mérkőzés: 2017. április 22.

### Összesített statisztika
A felkészülési mérkőzéseket nem vettük figyelembe.
| Lejátszott mérkőzés               | 35 (28 OTP Bank Liga, 7 Magyar kupa) |
| Győzelem                          | 14 (9 OTP Bank Liga, 5 Magyar kupa) |
| Döntetlen                         | 13 (12 OTP Bank Liga, 1 Magyar kupa) |
| Vereség                           | 8 (7 OTP Bank Liga, 1 Magyar kupa) |
| Szerzett gól                      | 61 (44 OTP Bank Liga, 17 Magyar kupa) |
| Kapott gól                        | 46 (42 OTP Bank Liga, 4 Magyar kupa) |
| Gólkülönbség                      | +15 |
| Sárga lap                         | 66 (60 OTP Bank Liga, 6 Magyar kupa) |
| Kiállítás                         | 3 (2 OTP Bank Liga, 1 Magyar kupa) |
| Legnagyobb arányú győzelem        | 4–0: Mojito-Lemon BTE Felsőzsolca, idegenben (2016. 09. 14. – Magyar kupa, 6. forduló) 4–0: Mád FC, idegenben (2016. 10. 26. – Magyar kupa, 7. forduló)                                |
| Legnagyobb arányú vereség         | 1–5 Videoton FC, idegenben (2017. 02. 18. – OTP Bank Liga, 22. forduló) |
| Legmagasabb hazai nézőszám        | 8 005, 2017. 03. 04., Ferencváros, OTP Bank Liga, 22. forduló |
| Legalacsonyabb hazai nézőszám     | 700, 2016. 11. 26., Mezőkövesd–Zsóry, OTP Bank Liga, 17. forduló 700, 2016. 12. 10., Debreceni VSC, OTP Bank Liga, 19. forduló                                                         |
| Góllövőlista                      | 11 gól: Bardi (10 bajn., 1 kupa) 7 gól: Diarra (4 bajn., 3 kupa) 6 gól: Andrics (5 bajn., 1 kupa), Lázok (5 bajn., 1 kupa), Perovics (2 bajn., 4 kupa) 5 gól: Balogh (3 bajn., 2 kupa) |
| Legtöbbet figyelmeztetett játékos | minden kiírás: 12 figyelmeztetés: Diarra (11 , 1 ) csak bajnokság: 11 figyelmeztetés: Diarra (10 , 1 )                                                                                 |
| Legtöbbször pályára lépő játékos  | minden kiírás: 34 mérkőzésből 33-szor: Balázs csak bajnokság: 27 mérkőzésből 27-szer: Windecker                                                                                        |
| Pont*                             | 38 megszerzett pont a lehetséges 81-ből (47%) |

* OTP Bank Liga kiírásban.

### Kiírások
Dőlttel a jelenleg még le nem zárult kiírásokat illetve az azokban elért helyezést jelöltük.
| Kiírás        | Statisztikák | Statisztikák | Statisztikák | Statisztikák | Statisztikák | Statisztikák | Statisztikák | Kezdő forduló/ helyezés  | Végső forduló/ helyezés | Mérkőzések dátumai | Mérkőzések dátumai | Mérkőzések dátumai |
| Kiírás        | M            | GY           | D            | V            | LG–KG        | GK           | GÁ           | Kezdő forduló/ helyezés  | Végső forduló/ helyezés | Első               | Utolsó             | Következő          |
| ------------- | ------------ | ------------ | ------------ | ------------ | ------------ | ------------ | ------------ | ------------------------ | ----------------------- | ------------------ | ------------------ | ------------------ |
| OTP Bank Liga | 32           | 10           | 12           | 10           | 47 – 49      | 0–2          | 1,47         | 12.                      | 7.                      | 2016. 07. 16.      | 2017. 05. 20.      | 2017. 05. 27.      |
| Magyar kupa   | 07           | 05           | 01           | 01           | 17 – 04      | +13          | 2,43         | 6. forduló (legjobb 128) | Negyeddöntők            | 2016. 09. 14.      | 2017. 04. 05.      | –                  |
| Összesen      | 39           | 15           | 13           | 11           | 64 – 53      | +11          | 1,64         |                          |                         |                    |                    |                    |

### Mikor született Újpest gól
Mindkét félidőt három egyenlő, egyenként 15 perces részre osztottuk és összesítve a kiírásokat megmutatjuk, melyik negyedórában hány találatot szereztek az Újpest FC labdarúgói.
| Kiírás        | I. félidő  | I. félidő   | I. félidő   | I. félidő | II. félidő  | II. félidő  | II. félidő  | II. félidő |
| Kiírás        | 1–15. perc | 16–30. perc | 31–45. perc | Összesen  | 46–60. perc | 61–75. perc | 76–90. perc | Összesen   |
| ------------- | ---------- | ----------- | ----------- | --------- | ----------- | ----------- | ----------- | ---------- |
| OTP Bank Liga | 05         | 07          | 06          | 19        | 08          | 07          | 10          | 25         |
| Magyar kupa   | 02         | 02          | 03          | 07        | 05          | 04          | 01          | 10         |
| Összesen      | 07         | 09          | 10          | 26        | 13          | 11          | 11          | 35         |

### Játékos statisztikák
Utolsó elszámolt mérkőzés: 2017. április 22.
A táblázat a szezon összes mérkőzését tartalmazza (kivéve a felkészülési találkozókat), a játékosok vezetékneve alapján abc-sorrenbe rendezve.
A mérkőzés oszlopban a játékos összes pályára lépésének száma szerepel (zárójelben, hogy ebből hányszor állt be csereként).
Arany színnel azt a játékost jelöltük, aki az összes kiírást tekintve a legtöbb gólt szerezte. Kiírásonként is jelöltük a legtöbb gólt.
Zöld színnel azt a játékost jelöltük, aki az összes kiírást tekintve a legtöbbször lépett pályára. Kiírásonként is jelöltük a legtöbbször pályára lépő játékost.
Kék színnel azt a játékost jelöltük, akinek a legmagasabb az InStat-index átlaga.
      Legtöbb gólt szerző;
      Legtöbbször pályára lépő;
      Legtöbb percet pályán töltő;
      Második legtöbb percet pályán töltő;
      Legkevesebb percet pályán töltő;
      Legtöbb figyelmeztetést kapó játékos(ok)
      Legjobb InStat-index adat
| Andrics, Nemanja                             | 19       | CS       | 31 (8)  | 06 | 2127 | 67 | 25 (6)  | 05 | 1692 | 67 | 210,7 | 07 (2) | 01 | 0435 | 66 | 05 | 05 | 0  | 0  |
| Angelov, Viktor                              | 17       | CS       | 18 (8)  | 01 | 0754 | 24 | 14 (7)  | 01 | 0512 | 20 | 199,9 | 04 (1) | 0  | 0242 | 37 | 01 | 01 | 0  | 0  |
| Balajcza Szabolcs                            | 1        | K        | 17 (0)  | 0  | 1560 | 49 | 15 (0)  | 0  | 1350 | 54 | 217,0 | 02 (0) | 0  | 0210 | 32 | 0  | 0  | 0  | 0  |
| Balázs Benjámin                              | 21       | KP       | 34 (8)  | 04 | 2315 | 73 | 27 (6)  | 03 | 1829 | 73 | 212,8 | 07 (2) | 01 | 0486 | 74 | 05 | 05 | 0  | 0  |
| Balogh Balázs                                | 8        | KP       | 27 (3)  | 05 | 2217 | 70 | 21 (1)  | 03 | 1790 | 71 | 219,2 | 06 (2) | 02 | 0404 | 61 | 02 | 02 | 0  | 0  |
| Banai Dávid                                  | 23       | K        | 14 (1)  | 0  | 1215 | 38 | 13 (1)  | 0  | 1125 | 45 | 215,7 | 01 (0) | 0  | 090  | 14 | 0  | 0  | 0  | 0  |
| Bardi, Enisz                                 | 7        | KP       | 28 (7)  | 11 | 1840 | 58 | 24 (5)  | 10 | 1566 | 62 | 233,4 | 04 (2) | 01 | 0204 | 31 | 04 | 04 | 0  | 0  |
| Cseke Benjámin                               | 5        | KP       | 31 (7)  | 02 | 2170 | 68 | 25 (5)  | 02 | 1803 | 72 | 214,7 | 06 (2) | 0  | 0367 | 57 | 02 | 02 | 0  | 0  |
| Diarra, Souleymane                           | 20       | KP       | 31 (1)  | 06 | 2636 | 83 | 24 (1)  | 04 | 2003 | 80 | 236,3 | 07 (0) | 02 | 0633 | 96 | 11 | 10 | 01 | 0  |
| Gere Zoltán                                  | 25       | CS       | 01 (0)  | 01 | 090  | 03 | –       | –  | –    | –  | –     | 01 (0) | 01 | 090  | 14 | 0  | 0  | 0  | 0  |
| Hazard, Kylian                               | 10       | CS       | 03 (2)  | 0  | 0117 | 04 | 01 (1)  | 0  | 07   | 0  | 205,0 | 02 (1) | 0  | 0110 | 17 | 0  | 0  | 0  | 0  |
| Heris, Jonathan                              | 3        | V        | 20 (3)  | 02 | 1548 | 49 | 16 (3)  | 02 | 1158 | 46 | 225,7 | 04 (0) | 0  | 0390 | 60 | 05 | 05 | 0  | 0  |
| Kálnoki-Kis Dávid                            | 4        | V        | 17 (0)  | 0  | 1416 | 45 | 15 (0)  | 0  | 1236 | 49 | 208,3 | 02 (0) | 0  | 0180 | 27 | 04 | 03 | 0  | 01 |
| Kecskés Ákos                                 | 15       | V        | 24 (2)  | 0  | 1925 | 61 | 20 (1)  | 0  | 1684 | 67 | 216,8 | 04 (1) | 0  | 0241 | 37 | 06 | 05 | 01 | 0  |
| Kovács Zoltán                                | 32       | K        | 05 (0)  | 0  | 0405 | 13 | 01 (0)  | 0  | 045  | 02 | 223,0 | 04 (0) | 0  | 0360 | 55 | 01 | 01 | 0  | 0  |
| Lázok János                                  | 28       | CS       | 27 (12) | 06 | 1215 | 38 | 23 (11) | 04 | 1053 | 42 | 201,9 | 04 (1) | 01 | 0162 | 25 | 03 | 03 | 0  | 0  |
| Mohl Dávid                                   | 13       | V        | 33 (1)  | 02 | 2889 | 91 | 27 (0)  | 01 | 2430 | 96 | 226,0 | 06 (1) | 01 | 0459 | 70 | 03 | 03 | 0  | 0  |
| Nagy Gábor                                   | 14       | KP       | 08 (5)  | 01 | 0297 | 9  | 05 (5)  | 0  | 0117 | 5  | 170,7 | 03 (0) | 01 | 0270 | 41 | 02 | 02 | 0  | 0  |
| Pávkovics Bence                              | 27       | KP       | 25 (7)  | 0  | 1754 | 55 | 20 (7)  | 0  | 1394 | 55 | 203,2 | 05 (0) | 0  | 0450 | 68 | 04 | 04 | 0  | 0  |
| Perovics, Mihajlo                            | 11       | CS       | 13 (6)  | 06 | 0681 | 21 | 09 (5)  | 03 | 0351 | 14 | 211,1 | 04 (1) | 03 | 0330 | 50 | 01 | 01 | 0  | 0  |
| Szankovics, Bojan                            | 18       | KP       | 17 (5)  | 0  | 1204 | 38 | 13 (3)  | 0  | 0921 | 37 | 229,0 | 04 (2) | 0  | 0253 | 38 | 03 | 03 | 0  | 0  |
| Szűcs Kristóf                                | 29       | V        | 06 (4)  | 01 | 0274 | 9  | 03 (2)  | 01 | 0154 | 6  | 228,0 | 03 (2) | 0  | 0120 | 18 | 02 | 02 | 0  | 0  |
| Tóth Patrik                                  | 24       | CS       | 06 (5)  | 0  | 0149 | 5  | 05 (5)  | 0  | 059  | 2  | 170,3 | 01 (0) | 0  | 090  | 14 | 0  | 0  | 0  | 0  |
| Windecker József                             | 6        | KP       | 33 (4)  | 04 | 2604 | 82 | 28 (4)  | 03 | 2209 | 88 | 221,8 | 05 (0) | 01 | 0395 | 60 | 03 | 03 | 0  | 0  |
| öngól                                        | öngól    | öngól    |         | 03 |      |    |         | 02 |      |    |       |        | 01 |      |    |    |    |    |    |
| Már nem tagjai az aktuális játékoskeretnek:* |          |          |         |    |      |    |         |    |      |    |       |        |    |      |    |    |    |    |    |
| Nagy Tibor                                   | 2        | V        | 17 (2)  | 0  | 1332 | 67 | 15 (2)  | 0  | 1122 | 66 | 212,2 | 02 (0) | 0  | 0210 | 70 | 04 | 04 | 0  | 0  |
| Összesen                                     | Összesen | Összesen |         | 61 |      |    |         | 44 |      |    |       |        | 17 |      |    | 69 | 66 | 02 | 01 |

Jelmagyarázat: K: kapus, V: védő, KP: középpályás, CS: csatár.

* Azon játékosoknál, akik már nem tagjai az aktuális játékoskeretnek, az adatok, beleértve a százalék értéket az utolsó elszámolt mérkőzésénél a csapat által addig lejátszott összes mérkőzés szerint értendő.

### Nézőszámok
Az alábbi táblázatban az Újpest FC 2016–17-es szezonjának hazai nézőszámai szerepelnek.
A táblázat nem tartalmazza a felkészülési mérkőzéseket.
      OTP Bank Liga
      Magyar kupa
| Időpont       | Kiírás, forduló                              | Ellenfél                  | Nézőszám   | Helyszín                 |
| 2016. 07. 16. | OTP Bank Liga, 1. forduló                    | Budapest Honvéd FC        | 02 500 fő  | Illovszky Rudolf Stadion |
| 2016. 07. 30. | OTP Bank Liga, 3. forduló                    | Paksi FC                  | 03 000 fő  | Illovszky Rudolf Stadion |
| 2016. 08. 13. | OTP Bank Liga, 5. forduló                    | Gyirmót FC Győr           | 03 000 fő  | Illovszky Rudolf Stadion |
| 2016. 08. 21. | OTP Bank Liga, 7. forduló                    | MTK Budapest FC           | 03 300 fő  | Illovszky Rudolf Stadion |
| 2016. 09. 17. | OTP Bank Liga, 9. forduló                    | Videoton FC               | 03 500 fő  | Illovszky Rudolf Stadion |
| 2016. 09. 21. | OTP Bank Liga, 10. forduló                   | Szombathelyi Haladás      | 02 500 fő  | Illovszky Rudolf Stadion |
| 2016. 10. 22. | OTP Bank Liga, 13. forduló                   | Diósgyőri VTK             | 02 000 fő  | Illovszky Rudolf Stadion |
| 2016. 11. 05. | OTP Bank Liga, 15. forduló                   | Vasas SC                  | 01 442 fő  | Széktói Stadion          |
| 2016. 11. 26. | OTP Bank Liga, 17. forduló                   | Mezőkövesd–Zsóry          | 0700 fő    | Széktói Stadion          |
| 2016. 12. 10. | OTP Bank Liga, 19. forduló                   | Debreceni VSC             | 0700 fő    | Széktói Stadion          |
| 2017. 03. 01. | Magyar kupa, nyolcaddöntők, második mérkőzés | Zalaegerszegi TE FC       | 01 009 fő  | Szusza Ferenc Stadion    |
| 2017. 03. 04. | OTP Bank Liga, 22. forduló                   | Ferencvárosi TC           | 08 005 fő  | Szusza Ferenc Stadion    |
| 2017. 03. 11. | OTP Bank Liga, 23. forduló                   | Budapest Honvéd FC        | 03 130 fő  | Szusza Ferenc Stadion    |
| 2017. 03. 29. | Magyar kupa, negyeddöntők, első mérkőzés     | Vasas SC                  | 01 733 fő  | Szusza Ferenc Stadion    |
| 2017. 04. 08. | OTP Bank Liga, 25. forduló                   | Paksi FC                  | 01 568 fő  | Szusza Ferenc Stadion    |
| 2017. 04. 15. | OTP Bank Liga, 27. forduló                   | Gyirmót FC Győr           | 01 673 fő  | Szusza Ferenc Stadion    |
| Összesen      | 14 OTP Bank Liga mérkőzés                    | 14 OTP Bank Liga mérkőzés | 037 018 fő | átlag: 02 644 fő         |
| Összesen      | 2 Magyar Kupa mérkőzés                       | 2 Magyar Kupa mérkőzés    | 02 742 fő  | átlag: 01 371 fő         |
| Összesen      | 16 mérkőzés                                  | 16 mérkőzés               | 039 760 fő | átlag: 02 485 fő         |

Nézőszám fordulónként, idővonalon ábrázolva:

### Játékvezetők
Azon játékvezetők, akik legalább egy mérkőzést vezettek az Újpest FC csapatának. 
A táblázat nem tartalmazza a felkészülési- és nemzetközi kupamérkőzéseket. 
Zárójelben a forduló sorszámát tüntettük fel.
| Játékvezető       | Összesen | Mérkőzés száma | Mérkőzés száma | Mérkőzések                                                                                     |
| Játékvezető       | 35       | OTP Bank Liga  | Magyar kupa    | Mérkőzések                                                                                     |
| ----------------- | -------- | -------------- | -------------- | ---------------------------------------------------------------------------------------------- |
| Andó-Szabó Sándor | 4        | 4              | –              | Honvéd (12.), Mezőkövesd (17.), Haladás (21.), Vasas (26.)                                     |
| Bognár Tamás      | 4        | 3              | 1              | Debrecen (8.), Paks (14.), MTK (18.), Zalaegerszeg (Magyar kupa, nyolcaddöntők, első mérkőzés) |
| Solymosi Péter    | 4        | 4              | –              | Vasas (4.), MTK (7.), Vasas (15.), Videoton (20.)                                              |
| Iványi Zoltán     | 3        | 3              | –              | Honvéd (1.), Videoton (9.), Debrecen (19.)                                                     |
| Kassai Viktor     | 3        | 3              | –              | Ferencváros (11.), Honvéd (23.), Mezőkövesd (28.)                                              |
| Pintér Csaba      | 3        | 3              | –              | Paks (3.), Diósgyőr (13.), Gyirmót (27.)                                                       |
| Szőts Gergely     | 3        | 2              | 1              | Haladás (10.), Gyirmót (16.), Vasas (Magyar kupa, negyeddöntők, második mérkőzés)              |
| Farkas Ádám       | 2        | 2              | –              | Ferencváros (22.), Diósgyőr (24.)                                                              |
| Vad II. István    | 2        | 1              | 1              | Diósgyőr (2.), Vasas (Magyar kupa, negyeddöntők, első mérkőzés)                                |
| Berke Balázs      | 1        | 1              | –              | Mezőkövesd (6.)                                                                                |
| Bogár Gergő       | 1        | –              | 1              | Magyar kupa, nyolcaddöntők, második mérkőzés                                                   |
| Ducsai József     | 1        | –              | 1              | Mád (Magyar kupa 7. forduló)                                                                   |
| Erdős József      | 1        | 1              | –              | Gyirmót (5.)                                                                                   |
| Karakó Ferenc     | 1        | 1              | –              | Paks (25.)                                                                                     |
| Oláh Gábor        | 1        | –              | 1              | Kozármisleny (Magyar kupa 8. forduló)                                                          |
| Takács János      | 1        | –              | 1              | Felsőzsolca (Magyar kupa 6. forduló)                                                           |

### Melyik játékos hányszor viselte a csapatkapitányi karszalagot
A táblázat nem tartalmazza a felkészülési mérkőzéseket.
Zárójelben a bajnokság, valamint a hazai kupaforduló sorszámát tüntettük fel.
| Játékos           | Összesen | Mérkőzés száma | Mérkőzés száma | Mérkőzések |
| Játékos           | 35       | OTP Bank Liga  | Magyar kupa    | Mérkőzések |
| ----------------- | -------- | -------------- | -------------- | --- |
| Balajcza Szabolcs | 17       | 15             | 2              | Diósgyőr (2.), Paks (3.), Vasas (4.), Gyirmót (5.), Mezőkövesd (6.), MTK (7.), Debrecen (8.), Videoton (9.), Ferencváros (11.), Debrecen (19.), Videoton (20.), Haladás (21.), Ferencváros (22.), Honvéd (23.), Diósgyőr (24.) Kozármisleny (Magyar kupa 8. forduló), Vasas (Magyar kupa, negyeddöntők, első mérkőzés) |
| Balogh Balázs     | 10       | 8              | 2              | Haladás (10.), Honvéd (12.), Diósgyőr (13.), Paks (14.), Vasas (15.), Gyirmót (16.), Mezőkövesd (17.), MTK (18.) Felsőzsolca (Magyar kupa 6. forduló), Zalaegerszeg (Magyar kupa, nyolcaddöntők, első mérkőzés) |
| Windecker József  | 6        | 4              | 2              | Paks (25.), Vasas (26.), Gyirmót (27.), Mezőkövesd (28.) Zalaegerszeg (Magyar kupa, nyolcaddöntők, második mérkőzés), Vasas (Magyar kupa, negyeddöntők, második mérkőzés) |
| Banai Dávid       | 1        | 1              | –              | Honvéd (1.) |
| Mohl Dávid        | 1        | –              | 1              | Mád (Magyar kupa 7. forduló) |

## OTP Bank Liga
Győzelem
      Döntetlen
      Vereség
| 1. ford. |

| Újpest | 0 – 2 | Honvéd |
| ------ | ----- | ------ |
|        |       |        |

| Részletek |

| 2. ford. |

| Diósgyőr | 2 – 1 | Újpest |
| -------- | ----- | ------ |
|          |       |        |

| Részletek |

| 3. ford. |

| Újpest | 1 – 0 | Paks |
| ------ | ----- | ---- |
|        |       |      |

| Részletek |

| 4. ford. |

| Vasas | 0 – 1 | Újpest |
| ----- | ----- | ------ |
|       |       |        |

| Részletek |

| 5. ford. |

| Újpest | 3 – 1 | Gyirmót |
| ------ | ----- | ------- |
|        |       |         |

| Részletek |

| 6. ford. |

| Mezőkövesd | 0 – 2 | Újpest |
| ---------- | ----- | ------ |
|            |       |        |

| Részletek |

| 7. ford. |

| Újpest | 0 – 0 | MTK |
| ------ | ----- | --- |
|        |       |     |

| Részletek |

| 8. ford. |

| Debrecen | 2 – 1 | Újpest |
| -------- | ----- | ------ |
|          |       |        |

| Részletek |

| 9. ford. |

| Újpest | 3 – 4 | Videoton |
| ------ | ----- | -------- |
|        |       |          |

| Részletek |

| 10. ford. |

| Újpest | 1 – 1 | Haladás |
| ------ | ----- | ------- |
|        |       |         |

| Részletek |

| 11. ford. |

| Ferencváros | 3 – 3 | Újpest |
| ----------- | ----- | ------ |
|             |       |        |

| Részletek |

| 12. ford. |

| Honvéd | 1 – 1 | Újpest |
| ------ | ----- | ------ |
|        |       |        |

| Részletek |

| 13. ford. |

| Újpest | 4 – 4 | Diósgyőr |
| ------ | ----- | -------- |
|        |       |          |

| Részletek |

| 14. ford. |

| Paks | 1 – 1 | Újpest |
| ---- | ----- | ------ |
|      |       |        |

| Részletek |

| 15. ford. |

| Újpest | 2 – 2 | Vasas |
| ------ | ----- | ----- |
|        |       |       |

| Részletek |

| 16. ford. |

| Gyirmót | 1 – 2 | Újpest |
| ------- | ----- | ------ |
|         |       |        |

| Részletek |

| 17. ford. |

| Újpest | 1 – 1 | Mezőkövesd |
| ------ | ----- | ---------- |
|        |       |            |

| Részletek |

| 18. ford. |

| MTK | 1 – 1 | Újpest |
| --- | ----- | ------ |
|     |       |        |

| Részletek |

| 19. ford. |

| Újpest | 2 – 0 | Debrecen |
| ------ | ----- | -------- |
|        |       |          |

| Részletek |

| 20. ford. |

| Videoton | 5 – 1 | Újpest |
| -------- | ----- | ------ |
|          |       |        |

| Részletek |

| 21. ford. |

| Haladás | 0 – 2 | Újpest |
| ------- | ----- | ------ |
|         |       |        |

| Részletek |

| 22. ford. |

| Újpest | 0 – 1 | Ferencváros |
| ------ | ----- | ----------- |
|        |       |             |

| Részletek |

| 23. ford. |

| Újpest | 1 – 1 | Honvéd |
| ------ | ----- | ------ |
|        |       |        |

| Részletek |

| 24. ford. |

| Diósgyőr | 3 – 1 | Újpest |
| -------- | ----- | ------ |
|          |       |        |

| Részletek |

| 25. ford. |

| Újpest | 1 – 1 | Paks |
| ------ | ----- | ---- |
|        |       |      |

| Részletek |

| 26. ford. |

| Vasas | 2 – 3 | Újpest |
| ----- | ----- | ------ |
|       |       |        |

| Részletek |

| 27. ford. |

| Újpest | 2 – 2 | Gyirmót |
| ------ | ----- | ------- |
|        |       |         |

| Részletek |

| 28. ford. |

| Mezőkövesd | 3 – 1 | Újpest |
| ---------- | ----- | ------ |
|            |       |        |

| Részletek |

| 29. ford. |

| Újpest | 1 – 2 | MTK |
| ------ | ----- | --- |
|        |       |     |

| Részletek |

| 30. ford. |

| Debrecen | 1 – 0 | Újpest |
| -------- | ----- | ------ |
|          |       |        |

| Részletek |

| 31. ford. |

| Újpest | 0 – 3 | Videoton |
| ------ | ----- | -------- |
|        |       |          |

| Részletek |

| 32. ford. |

| Újpest | 2 – 1 | Haladás |
| ------ | ----- | ------- |
|        |       |         |

| Részletek |

| 33. ford. |

| Ferencváros | 2 – 0 | Újpest |
| ----------- | ----- | ------ |
|             |       |        |

| Részletek |

### Első kör
| 1. forduló 2016. július 16., szombat 18:00 |

| Újpest FC                                         | 0 – 2               | Budapest Honvéd FC                                     |
| ------------------------------------------------- | ------------------- | ------------------------------------------------------ |
| Andrics 18' Kecskés 28' Diarra 58' Szankovics 69' | (0 – 2) Jegyzőkönyv | 4' (0–1) Hidi 44' (0–2) Eppel 12' Holender 89' Lovrics |

| Illovszky Rudolf Stadion, Budapest Nézőszám: 2 500 Játékvezető: Iványi Zoltán (magyar) Asszisztensek: Albert István és Farkas Balázs |

Újpest FC: Banai  – Nagy T., Pávkovics, Kecskés, Mohl – Cseke, Windecker – Andrics, Bardi (Lázok  51'), Balázs (Diarra  szünetben) – Angelov (Szankovics  71') · Fel nem használt cserék: Kovács (kapus), Kálnoki-Kis, Nagy G., Gere · Vezetőedző: Nebojsa Vignjevics
Az Újpest átmeneti otthonát, a Fáy utcai Vasas-pályát alaposan megviselte az egész napos esőzés, a pocsolyákkal tarkított mély talaj gyakran megtréfálta a játékosokat. A 4. percben egy tócsa becsapta az újpesti védőket, Eppel Márton csapott le a labdára, Hidi Patrikot hozta helyzetbe, aki a jobb alsó sarokba lőtt (0–1). Az Újpest többet birtokolta a labdát a folytatásban, de nem tudott alkalmazkodni a pálya talajához, így elmaradt az egyenlítés, sőt a 44. percben Koszta Márk beadását követően Eppel fejelt a hálóba (0–2). A második félidőben tovább romlott a pálya állapota, az Újpest küzdött becsülettel, de hiába, inkább a kontrákra beálló Honvédnak voltak lehetőségei a gólszerzésre. Az eredmény azonban már nem változott, a Honvéd 2-0-ra megnyerte a fővárosi rangadót.
Gratulálnom kell a Honvédnak, hatalmas szívvel, lelkesedéssel küzdött. De azt gondolom, mi is mindent megtettünk a győzelemért. Ilyen talajon most ennyire futotta. A küzdeni tudásunkkal, a lelkesedésünkkel nem volt gond, mindenki megtette a magáét, ugyanakkor ezúttal nem volt szerencsénk. Megvoltak a helyzeteink, de mi hibáztunk, a Honvéd pedig nem. Ezzel nem értek egyet [hogy ez lenne a leggyengébb újpesti keret, amióta Vignjevics az edző – a szerk.]. Korábban is voltak nehéz pillanataink, amikor már az Újpest válságáról beszéltek, és mindig talpra álltunk. Tehetséges, jó futballistáink vannak, és ezt be is bizonyítjuk.
Futballról aligha beszélhetünk, a körülmények nem tették lehetővé, hogy közönségszórakoztató játékkal rukkoljunk ki. De mindkét csapat hatalmasat küzdött, és azt gondolom, hogy ez alkalommal ez volt a maximum. Csakugyan jobban alkalmazkodtunk a talajhoz, hiszen több lehetőségünk volt, mint az Újpestnek. De hiába a taktika, ha nem lehet passzolni, és így marad a felrúgott, felívelt, előrevágott labda. Szerencsére jókor szereztük a gólokat, a másodikkal elintéztük a meccset. Egyértelműen. Mi alakítottunk ki több ziccert, és ha jobban összpontosítunk, további gólokat szerezhettünk volna. De el kell ismernem, a talaj a mi játékunkat segítette.
| Csapat | Labdabirtoklás | Lövés | Kaput talált lövés | Gól | Szöglet | Szabálytalanság | Les | Sárga lap | Piros lap | Pontos passz | Megnyert párharc |
| ------ | -------------- | ----- | ------------------ | --- | ------- | --------------- | --- | --------- | --------- | ------------ | ---------------- |
| Újpest | 30:25 (61,37%) | 11    | 2                  | 0   | 8       | 16              | 4   | 4         | 0         | 396 (76,15%) | 118 (48,96%)     |
| Honvéd | 19:09 (38,63%) | 7     | 5                  | 2   | 0       | 16              | 0   | 2         | 0         | 221 (64,06%) | 123 (51,04%)     |

- Az Újpest, „albérletben”, az angyalföldi Illovszky-stadionban rendezte a mérkőzést, a Megyeri úti Szusza Ferenc Stadion őszi felújítása miatt.
- A lila-fehérek 2008 óta mindössze egyszer nyerték meg az első fordulóbeli mérkőzésüket, azt is idegenben, Szombathelyen (2014). Pályaválasztóként nyolc éve nem tudnak három pontot szerezni az első fordulóban.
- Nebojsa Vignjevics együttese február közepe óta nyolc hazai bajnoki találkozójából csak kettőt tudott megnyerni.
- A Budapest Honvéd 2014 márciusa óta először nyert az Újpest ellen, az előző öt meccsből kétszer kikapott (éppen a legutóbbi kettőn), háromszor pedig döntetlent játszott.
- A kispestiek az utóbbi időben mindig jó rajtot vesznek, 2013 óta sorozatban már harmadszor nyertek, méghozzá kapott gól nélkül.
- Hidi Patrik lőtte a bajnoki idény első gólját. Ezzel máris teljesítette azt a gólmennyiséget, amennyit a 2015–2016-os idényben elért.
- Eppel Márton a tizenkettedik, a Budapest Honvédban játszott bajnokiján a hatodik gólját érte el.[11]

| 2. forduló 2016. július 23., szombat 18:00 (tv: M4 Sport) |

| Diósgyőri VTK                                                                               | 2 – 1               | Újpest FC                                |
| ------------------------------------------------------------------------------------------- | ------------------- | ---------------------------------------- |
| Oláh (1–1) 52' Bognár (2–1) 54' Tamás 11' Oláh 14' Antal 27' Okuka 28' Elek 49' Nikházi 56' | (0 – 1) Jegyzőkönyv | 28' (0–1) Andrics 11' Mohl 50' Pávkovics |

| DVTK-stadion, Miskolc Nézőszám: 6 381 Játékvezető: Vad II. István (magyar) Asszisztensek: Tóth II. Vencel és Viszokai László |

Újpest FC: Balajcza  – Nagy T., Kecskés, Pávkovics, Mohl – Windecker (Bardi  58'), Cseke (Balázs  80') – Diarra, Szankovics, Andrics – Angelov (Lázok  58') · Fel nem használt cserék: Banai (kapus), Kálnoki-Kis, Gere · Vezetőedző: Nebojsa Vignjevics 
A diósgyőriek kezdtek aktívabban, de nem tudták feltörni az újpesti védelmet, majd a 30. percben vezetéshez jutott az Újpest: Antal Botond húzta le a labdát egy beadás után, majd a kezével Angelov felé csapott. A játékvezető büntetőt ítélt, amit Nemanja Andrics értékesített (0–1). A második félidő elején két percen belül két gólt is szerzett a DVTK, az 52. percben, Bognár István szöglet után Oláh Bálint fejelt a hálóba, második élvonalbeli bajnokiján megszerezve első NB I-es gólját (1–1). Az 54. percben Bognár lőtt óriási gólt 19 méterről, ezzel már a hazaiaknál volt az előny (2–1). A folytatásban aktivizálta magát az Újpest, a legnagyobb lehetőségét a 93. percben hagyta ki, amikor Antal Botond védett bravúrral. Az eredmény nem változott, a Diósgyőr két győzelemmel, az Újpest két vereséggel kezdte az idényt.
Biztos nem az öltözőből jött az erő a fordításhoz, mert úgy ültek a játékosok a szünetben, hogy azt hittem, meghalt valaki. Nem néztek ki jól, de hála istennek, ezt a meccset is meg tudták fordítani. Még mindig ugyanaz a csapat vagyunk, mint amellyel elkezdtük a bajnokságot. Látszik, hogy a srácok mennek az életükért. A diósgyőri szurkolók elkezdhetik szeretni őket, mert ma itt a szívüket kitették a pályán.
Hiányzik még némi tapasztalat a csapatból. Vezettünk, kontrolláltuk a mérkőzést, majd jött öt perc kihagyás, és két könnyű, gyors gólt kaptunk. Voltak még helyzeteink, de nem tudtunk betalálni.
| Csapat   | Labdabirtoklás | Lövés | Kaput talált lövés | Gól | Szöglet | Szabálytalanság | Les | Sárga lap | Piros lap | Pontos passz | Megnyert párharc |
| -------- | -------------- | ----- | ------------------ | --- | ------- | --------------- | --- | --------- | --------- | ------------ | ---------------- |
| Diósgyőr | 23:51 (44,37%) | 8     | 4                  | 2   | 6       | 18              | 3   | 6         | 0         | 254 (75,6%)  | 73 (45,06%)      |
| Újpest   | 29:54 (55,63%) | 19    | 8                  | 1   | 11      | 12              | 3   | 2         | 0         | 461 (84,9%)  | 89 (54,94%)      |

- A két csapat a századik egymás elleni találkozóját vívta az élvonalban.
- 2015 őszén is 2-1-re nyerte a DVTK az Újpest elleni hazai mérkőzését, sőt akkor is 0-1-ről fordított, s az egykori újpesti, Bognár István akkor is a gólszerzők között volt.
- A Diósgyőri VTK legutóbb tíz éve kezdte két bajnoki győzelemmel az élvonalban az idényt. Az egyik legyőzött akkor is az Újpest volt. A borsodiak a jó rajt ellenére csak a kilencedik helyen végeztek a bajnokságban.
- Az Újpest 2016-ban még továbbra sem nyert vendégként bajnoki mérkőzést.
- A lila-fehérek legutóbb a 2012–2013-as idényben kezdték két vereséggel a bajnoki idényt, az egyik legyőző akkor is a DVTK volt.
- Bognár István először szerzett az élvonalbeli pályafutása során két egymást követő mérkőzésen három gólt. (A második vonalban is csak egyszer volt hasonlóra példa.) Három gólja máris egyéni csúcs, korábban még egyetlen idényben sem jutott két gólnál többig egy teljes szezonban.
- Oláh Bálint a második NB I-es meccsén megszerezte az első gólját.[14]

| 3. forduló 2016. július 30., szombat 18:00 |

| Újpest FC                                | 1 – 0               | Paksi FC                                |
| ---------------------------------------- | ------------------- | --------------------------------------- |
| Lázok (1–0) 11' Nagy T. 8' Balázs B. 70' | (1 – 0) Jegyzőkönyv | 90' Balázs Zs. 90+2' Gévay 90+2′ Bartha |

| Illovszky Rudolf Stadion, Budapest Nézőszám: 3 000 Játékvezető: Pintér Csaba (magyar) Asszisztensek: Berettyán Péter és Kóbor Péter |

Újpest FC: Balajcza  – Nagy T., Kecskés Á., Kálnoki-Kis, Mohl – Szankovics, Cseke – Andrics (Pávkovics  85'), Balázs B. (Tóth P.  75'), Diarra – Lázok (Windecker  54') · Fel nem használt cserék: Banai (kapus), Nagy G., Gere · Vezetőedző: Nebojsa Vignjevics 
Az újpestiek a 11. percben szereztek vezetést, a volt paksi támadó, Lázok János 13 méterről fejelt kapura Mohl beadása után, a labda a keresztléc és a bal kapufa érintésével jutott a hálóba (1–0). A folytatásban a Paks kevés veszélyt tudott jelenteni a hazai kapura, inkább az Újpesttől lehetett gólra számítani. A második félidőben Andrics hagyott ki óriási lehetőséget, de ezúttal ez is belefért, a paksiak ugyanis nem tudtak újítani támadásban, így pont nélkül zárták a találkozót.
Nehéz helyzetben kellett nekivágnunk a mérkőzésnek, két okból is. Az egyik, hogy két vereséggel kezdtük a bajnokságot, amely nem éppen ideális, a másik, hogy a Paks erős csapat, ráadásul újpesti edzőként még sohasem nyertem ellene hazai pályán. Végre teljesült a kívánságom, sikerült győznünk! A gól után nem birtokoltuk eleget a labdát, a paksiak agresszívabban játszottak. Ennek ellenére eldönthettük volna a találkozót, hiszen Nemanja Andrics óriási helyzetben hibázott.
Rosszul kezdtük a mérkőzést, rossz felfogásban. Jobban játszott az Újpest, s bár a második félidőben mindent egy lapra feltéve támadtunk, sajnos nem egyenlítettünk, sőt a hazaiak veszélyes kontratámadásokat vezettek.
| Csapat | Labdabirtoklás | Lövés | Kaput talált lövés | Gól | Szöglet | Szabálytalanság | Les | Sárga lap | Piros lap | Pontos passz | Megnyert párharc |
| ------ | -------------- | ----- | ------------------ | --- | ------- | --------------- | --- | --------- | --------- | ------------ | ---------------- |
| Újpest | 25:48 (43,23%) | 8     | 3                  | 1   | 4       | 19              | 4   | 2         | 0         | 337 (80,62%) | 98 (47,34%)      |
| Paks   | 33:53 (56,77%) | 9     | 2                  | 0   | 4       | 13              | 0   | 2         | 1         | 458 (83,27%) | 109 (52,66%)     |

- Megtört a jég: kilenc sikertelen kísérlet után az Újpest otthon (eddig mindig a Megyeri úton) le tudta győzni a zöld-fehéreket. A mostanit megelőző legutóbbi siker dátuma: 2010. április 24.
- Lázok János 2013. március 2-án négy gólt szerzett a Paks játékosaként az Újpest ellen, a Megyeri úton 6-0-ra megnyert találkozón. Most a lila-fehéreket segítette a három ponthoz. A csatár tavaly július 18. óta először szerzett bajnoki gólt.
- A Paks tíz emberrel fejezte be a mérkőzést az Illovszky Stadionban, Bartha László kiállítása miatt (92. perc).
- Nebojsa Vignjevics együttese február közepe óta a kilenc hazai bajnoki meccséből hármat tudott megnyerni.
- Az Újpest április 6. óta először nem kapott gólt hazai bajnoki mérkőzésen.
- Csertői Aurél csapata még nyeretlen a bajnokságban, két döntetlen után kikapott. Mindhárom mérkőzésén kapott egy gólt, most először nem szerzett ellenben.
- 2011 augusztusa óta, közel öt éve mindössze másodszor fordult elő, hogy a Paks nem szerzett gólt bajnoki mérkőzésen az Újpest vendégeként.[17]

| 4. forduló 2016. augusztus 6., szombat 20:30 (tv: M5) |

| Vasas SC   | 0 – 1               | Újpest FC                                                        |
| ---------- | ------------------- | ---------------------------------------------------------------- |
| Berecz 51' | (0 – 0) Jegyzőkönyv | 85' (0–1) 84' Bardi 30' Kecskés 32' Cseke 65' Lázok 90+3' Balázs |

| Illovszky Rudolf Stadion, Budapest Nézőszám: 4 629 Játékvezető: Solymosi Péter (magyar) Asszisztensek: Georgiou Theodoros és Szert Balázs |

Újpest FC: Balajcza  – Nagy T., Kálnoki-Kis, Kecskés, Mohl – Cseke (Bardi  70'), Windecker – Andrics, Szankovics, Diarra (Pávkovics  90') – Lázok (Balázs  81') · Fel nem használt cserék: Banai (kapus), Nagy G., Tóth P., Gere · Vezetőedző: Nebojsa Vignjevics 
Az FTC botlásával a Vasas az első helyért játszhatott hazai pályán az Újpest ellen. Ennek ellenére nem játszott jól a piros-kék alakulat, de a lilák is kihagyták a helyzeteiket, így gól nélküli döntetlen állt az eredményjelzőn a szünetben. Mindkét csapat nyerni akart, így támadócserékkel próbálkoztak a vezetőedzők – az Újpest cserélt jobban, ugyanis Bardi a hajrában, a 85. percben megszerezte a győztes találatot a liláknak (0–1).
Nem mondanám, hogy csalódott vagyok, de természetesen sajnálom, hogy vereséget szenvedtünk. Csapatunk mindent megtett a győzelemért, támadókat cseréltem be, a három pontot érő gólt ugyanakkor az Újpest szerezte. Ezen változtatni már nem lehet, csak elfogadjuk, hogy így történt.
Két vesztes mérkőzés után is megőriztem a derűlátásomat, ám két győztes mérkőzés után nem szeretnék túlzott optimistának mutatkozni. Dicséret jár a csapatomnak, hogy nyert, ez is azt mutatja, hogy jó úton járunk. Ezzel együtt még rengeteg munka vár ránk, hogy fejlődjön a játékunk.
| Csapat | Labdabirtoklás | Lövés | Kaput talált lövés | Gól | Szöglet | Szabálytalanság | Les | Sárga lap | Piros lap | Pontos passz | Megnyert párharc |
| ------ | -------------- | ----- | ------------------ | --- | ------- | --------------- | --- | --------- | --------- | ------------ | ---------------- |
| Vasas  | 25:59 (51,64%) | 10    | 1                  | 0   | 4       | 8               | 1   | 1         | 0         | 352 (80,37%) | 84 (46,93%)      |
| Újpest | 24:20 (48,36%) | 10    | 4                  | 1   | 2       | 13              | 7   | 5         | 0         | 347 (77,63%) | 95 (53,07%)      |

- A Vasas is elveszítette százszázalékos mérlegét, a piros-kékek egyébként öt mérkőzésből álló győzelmi sorozatot buktak el.
- Hazai pályán április 16. óta először kapott ki az angyalföldi legénység.
- 2016. március 8. óta először maradt szerzett gól nélkül hazai bajnoki mérkőzésen a Vasas. Az idegenbelieket is beszámítva március 12. óta először nem tudott a kapuba találni.
- Az Újpest – minden sorozatot beleértve – a legutóbbi hét meccséből hatszor nyerni tudott a piros-kékek ellen.
- A bajnokságot két vereséggel kezdő lila-fehérek két egymást követő győzelemmel törtek előre az ötödik helyre. 2016-ban először nyert meg Nebojsa Vignjevics együttese két egymást követő bajnoki találkozót.
- Ugyancsak először fordult elő 2016-ban, hogy az Újpesten két egymást követő bajnoki mérkőzésen nem kapott gólt.
- Enisz Bardi a nyolcadik gólját jegyezte magyarországi élvonalbeli pályafutása során. 2016-ban eddig csak fővárosi riválisnak, sorrendben az MTK-nak, a Honvédnak és most a Vasasnak lőtt gólt.[20]

| 5. forduló 2016. augusztus 13., szombat 18:00 |

| Újpest FC                                                                            | 3 – 1               | Gyirmót FC Győr           |
| ------------------------------------------------------------------------------------ | ------------------- | ------------------------- |
| Bardi (1–1) 66' • (3–1) 71' Balázs (2–1) 68' Kálnoki-Kis 57' Andrics 64' Nagy T. 75' | (0 – 1) Jegyzőkönyv | 3' (0–1) Máté 67' Nagy O. |

| Illovszky Rudolf Stadion, Budapest Nézőszám: 3 000 Játékvezető: Erdős József (magyar) Asszisztensek: Kelemen Attila és Márkus Tamás |

Újpest FC: Balajcza  – Nagy T., Pávkovics, Kálnoki-Kis, Mohl – Cseke (Windecker  73'), Szankovics – Andrics (Tóth P.  80'), Bardi, Diarra – Lázok (Balázs  a szünetben) · Fel nem használt cserék: Banai (kapus), Nagy G., Gere · Vezetőedző: Nebojsa Vignjevics 
Jól kezdte a mérkőzést az újonc vendégcsapat, ugyanis Máté János találatával már a harmadik percben vezetéshez jutott. A gól után átvette az irányítást a fővárosi együttes, de helyzeteket nem tudott kidolgozni, mert a Gyirmót védői rendre kifejelték a beadásokat, vagy pedig az asszisztens lest jelzett. Az első félidő végén mindkét oldalon adódtak lehetőségek, több gól azonban nem született. A szünet után gyökeresen megváltozott a játék képe, egyértelműen az Újpest irányított, és hét perc alatt elért három találatával végül magabiztosan szerezte meg a három bajnoki pontot. A Gyirmót továbbra is nyeretlen az élvonalban.
A játékosok azt hitték, a Gyirmót „feltartott kézzel” áll ki, és könnyen megszerezzük a három pontot. Ehhez képest nagyon szervezett, veszélyesen futballozó ellenféllel találtuk magunkat szembe, szerencsénk volt, hogy az első félidőben nem kaptunk egynél több gólt. Később jobb volt a hozzáállás, sokkal agresszívebben játszottunk, és az egyéni megoldások helyett végre a csapatmunka került túlsúlyba. Az a fajta hozzáállás, ami az első félidőben jellemzett minket, soha egyetlen csapat ellen sem elfogadható, de ez legalább tanulság volt számunkra a folytatásra. A győzelemnek természetesen örülök. Lázok János erőnlétileg nem volt a topon, fáradtnak tűnt, és bár voltak lehetőségei, nem azt a Lázokot láttuk a pályán, akit az előző két-három mérkőzésen, ezért cseréltem le a szünetben.
Ha kicsit nagyobb rutinunk van és elszántabbak vagyunk, megszerezhettük volna a második gólt is, akkor esélyünk lett volna a pontszerzésre. Volt néhány kontratámadásunk, amelyet végig kellett volna vezetni. Sajnos nem vagyunk elég versenyképesek ahhoz, hogy jól jöjjünk ki egy-egy adok-kapokból. Semmiképpen sem úgy vágunk neki a szerdai, Ferencváros elleni hazai meccsnek, hogy számolgatjuk, hány gólt kaptunk eddig. Szervezetten kell futballoznunk a Fradi ellen is, de persze tudjuk, nem lesz könnyű, miután a bajnokság egyik legerősebb csapatával találkozunk. Ráadásul van hét-nyolc hiányzónk is, és úgy néz ki, még egy játékosunk kiesett. Filkor Attilának valószínűleg eltört az orra, szerinte lekönyökölték, ám a sárga vagy a piros lap szóba sem került, a játékvezető azt mondta, az ellenfél játékosa nem fegyverként használta a kezét – mi lett volna, ha fegyverként használja?! A helyezkedési hibáink miatt kaptunk ki.
| Csapat  | Labdabirtoklás | Lövés | Kaput talált lövés | Gól | Szöglet | Szabálytalanság | Les | Sárga lap | Piros lap | Pontos passz | Megnyert párharc |
| ------- | -------------- | ----- | ------------------ | --- | ------- | --------------- | --- | --------- | --------- | ------------ | ---------------- |
| Újpest  | 30:55 (61,75%) | 14    | 7                  | 3   | 7       | 15              | 2   | 3         | 0         | 501 (87,13%) | 105 (50%)        |
| Gyirmót | 19:09 (38,25%) | 6     | 1                  | 1   | 4       | 14              | 1   | 1         | 0         | 268 (76,14%) | 105 (50%)        |

- Az Újpest sorozatban a harmadik bajnoki győzelmét aratta. Legutóbb a tavaszi idény első mérkőzésén tudott győzni két megnyert találkozó után.
- A lila-fehérek egymás után két hazai meccsükön diadalmaskodtak. Április 6. óta erre nem volt példa. (Valójában mindhármat az Illovszky Stadionban nyerték meg, a Vasas ellen vendégként győztek.)
- A mostanit megelőzően három gólt tavaly november 28-án, a Haladás vendégeként szerzett az Újpest a bajnokságban.
- Enisz Bardi duplázott. Tavaly október 24. óta ő az első újpesti, akinek ez sikerült, akkor Mbaye Diagne lőtt kettőt, ezekből egyet tizenegyesből, a Vasasnak. Bardi a legutóbbi két fordulóban három gólt szerzett. Ilyen produkcióra az újpestiek közül legutóbb Nemanja Andrics volt képes, még 2015 májusában.
- Balázs Benjámin 2014. március 1. óta először szerzett az élvonalban gólt.
- Máté János 2013. április 16-án, a Siófok tagjaként lőtt gólt a mostanit megelőzően az élvonalban.
- A Gyirmót sorozatban a harmadik vereségét szenvedte el, 270 perc alatt 11 gólt kapott.[23]

| 6. forduló 2016. augusztus 17., szerda 19:00 |

| Mezőkövesd–Zsóry | 0 – 2               | Újpest FC                                             |
| ---------------- | ------------------- | ----------------------------------------------------- |
| Hudák 66'        | (0 – 2) Jegyzőkönyv | 29' (0–1) 58' Andrics 43' (0–2) Diarra 62' Szankovics |

| Városi stadion, Mezőkövesd Nézőszám: 2 452 Játékvezető: Berke Balázs (magyar) Asszisztensek: Erős Gábor és ifj. Varga Gábor |

Újpest FC: Balajcza  – Nagy T., Kálnoki-Kis, Pávkovics, Mohl – Windecker, Szankovics – Andrics (Nagy G.  89'), Bardi (Cseke  62'), Diarra – Balázs (Lázok  76') · Fel nem használt cserék: Banai (kapus), Tóth P., Gere · Vezetőedző: Nebojsa Vignjevics 
A hazaiak kezdték jobban a találkozót, elsősorban az agilisan futballozó Strestík révén többször veszélyeztettek, de csak lesről sikerült gólt szerezniük. A játékrész derekán kiegyenlítettebbé vált a mérkőzés, az Újpest vezetést szerzett, előnyét pedig a szünet előtt megduplázta: Diarra egy keresztlécről kipattanó labdát továbbított a kapuba. A folytatásban a kapuk alig forogtak veszélyben, a fővárosiak biztosan őrizték előnyüket, így könnyedén vitték el a három pontot Mezőkövesdről.
Még nem tanultunk meg nyerni. Nem tudom elmarasztalni a játékosaimat, mindent megtettek a győzelemért, de az összes helyzetünket kihagytuk, még a kaput sem találtuk el, míg az Újpest kevesebb lehetőségből is két gólt szerzett. Meccsről meccsre fejlődik a játékunk, de amíg képtelenek vagyunk a kapuba találni, addig nem szerzünk pontokat. A helyzeteink megvoltak ahhoz, hogy máshogy alakuljanak az eredmények. De amíg nem tudunk védekezni az ellenfél bedobásaival szemben, amíg rendre elcsúszunk védekezésben, a ziccereinket pedig kihagyjuk, addig nem leszünk eredményesek. Nem vagyok jós vagy varázsló – mondta előretekintve, már a következő, Ferencváros elleni meccsel kapcsolatban is Pintér Attila. – Legjobb tudásunk szerint felkészítjük a csapatot, talán akkor mi nyerünk helyzet nélkül. A játékosok lelkivilágával nem kell külön foglalkoznom, a szezon előtt mindenki tudta, hogy a bennmaradás a cél, ennek megfelelően lépünk pályára. Előttünk áll még a válogatott meccsek miatti szünet, a téli felkészülés szintén, a lényeg, hogy decemberig ne szakadjunk le az előttünk álló csapatoktól.
Érdekes, hogy az első két vereség után a kiesésről kérdeztek, most pedig a dobogó a téma. A gyengébb rajt után sem kongattuk meg a vészharangot, és most, négy győzelem után sem állítjuk, hogy mindent tudunk a futballról. Nem szeretnék terhet rakni a játékosaimra, hiszen a csapat keretét nem az európai kupaindulásra alakítottuk ki. Ugyanakkor örömteli, hogy hétről hétre fejlődünk, szerencsére a fiatalok egyre több rutint szereznek, ami az eredményeken is meglátszik. Nagyon nehéz meccs volt, a hazaiak jóval erősebbek annál, mint amit a tabella mutat. Az volt a döntő, hogy az első félidőben irányítottuk a meccset, több helyzetet is kialakítottunk, megérdemelten kerültünk kétgólos előnybe. A folytatásban a hazaiak hosszú labdákkal próbálkoztak, ami okozott némi zavart a védelmünkben. Szerencsére átvészeltük a nehéz perceket, nagy küzdelmet vívtunk, és megérdemelten szereztük meg az újabb győzelmet. Semmi különös nem történt – mondta a szakember a hazai szakmai stábbal történt nézeteltérése kapcsán. – Semmi vulgáris nem hangzott el, csak másként láttunk egy szabálytalanságot. A hazai csapat vesztésre állt, ilyenkor az ember idegesebb a kelleténél, de hamar tisztáztuk a helyzetet.
| Csapat     | Labdabirtoklás | Lövés | Kaput talált lövés | Gól | Szöglet | Szabálytalanság | Les | Sárga lap | Piros lap | Pontos passz | Megnyert párharc |
| ---------- | -------------- | ----- | ------------------ | --- | ------- | --------------- | --- | --------- | --------- | ------------ | ---------------- |
| Mezőkövesd | 27:18 (54,49%) | 10    | 1                  | 0   | 4       | 10              | 4   | 1         | 0         | 422 (79,77%) | 96 (49,48%)      |
| Újpest     | 22:48 (45,51%) | 13    | 7                  | 2   | 2       | 18              | 0   | 2         | 0         | 301 (76,4%)  | 98 (50,52%)      |

- Az Újpest sorozatban negyedszer győzött az OTP Bank Ligában, a legjobb sorozat most az övé.
- Ez volt a lilák első győzelme, amelyet az Illovszky Stadiontól távol értek el.
- Nebojsa Vignjevics csapata sorozatban másodszor nyert vendégként az OTP Bank Ligában. Ilyenre tavaly november óta nem volt példa.
- 2008 márciusa óta először nyert két egymást követő idegenbeli bajnoki mérkőzésen nullára az Újpest.
- Nemanja Andrics, aki Győrben volt a mostani mezőkövesdi edző, Pintér Attila játékosa is, a második gólját érte el a bajnoki szezonban. Souleymane Diarra az első gólját szerezte a magyar élvonalban.
- A Mezőkövesd sorozatban háromszor veszített a bajnokságban.
- Pintér Attila együttese a legutóbbi három fordulóban nem tudott gólt szerezni.[26]

| 7. forduló 2016. augusztus 21., vasárnap 18:00 |

| Újpest FC                              | 0 – 0               | MTK Budapest FC        |
| -------------------------------------- | ------------------- | ---------------------- |
| Kálnoki-Kis 62' Diarra 81' Nagy T. 82' | (0 – 0) Jegyzőkönyv | 54' Borbély 77' Vukmir |

| Illovszky Rudolf Stadion, Budapest Nézőszám: 3 300 Játékvezető: Solymosi Péter (magyar) Asszisztensek: dr. Varga Zsolt, Márkus Tamás |

Újpest FC: Balajcza  – Nagy T., Kálnoki-Kis, Pávkovics, Mohl – Cseke, Szankovics – Andrics (Tóth P.  84'), Bardi (Windecker  75'), Diarra – Balázs (Lázok  54') · Fel nem használt cserék: Banai (kapus), Nagy G., Gere · Vezetőedző: Nebojsa Vignjevics 
Az Újpest sorozatban négyszer győzött a fővárosi rangadó előtt, míg az MTK az előző fordulóban aratta első sikerét a szezonban. Az első félidőben inkább az újpestiek kezdeményeztek, ám egyik kapu előtt sem adódott komoly lehetőség. A fordulást követően aktívabbá váltak a csapatok, Balajczának és Hegedüsnek is többször volt védenivalója. Hrepka a 75. percben eldönthette volna a meccset, ám Balajcza bravúrral védett.
Figyelnünk kellett az MTK erősségeire, így Torghelle Sándorra és Kanta Józsefre. Sajnos lassan játszottunk, csak erőből támadtunk, nem ésszel. A szezon előtt is tudtuk, hogy nincs klasszikus befejező csatárunk, de góllövő játékosaink akadnak, elég Nemanja Andrics vagy Enisz Bardi nevét említeni. Így is képesek vagyunk megoldani a góllövést, amely sajnos az MTK ellen nem sikerült.
Sikerült megszakítanunk az Újpest sorozatát, erre büszkék lehetünk. Küzdelmes mérkőzést játszottunk, persze a három pont azért jobban jött volna. A lila-fehérek a helyzetükből fakadóan nyugodtabban futballozhattak. Csúsztunk-másztunk, kontrából próbálkoztunk, de nem sikerült góllal befejezni egyik akciónkat sem. A szakmával, a meccsel foglalkoztam, nem azzal, hogy a kezdőbe jelölt Korozmán Kevin helyett Jakab Dávidnak kellett játszani.
| Csapat | Labdabirtoklás | Lövés | Kaput talált lövés | Gól | Szöglet | Szabálytalanság | Les | Sárga lap | Piros lap | Pontos passz | Megnyert párharc |
| ------ | -------------- | ----- | ------------------ | --- | ------- | --------------- | --- | --------- | --------- | ------------ | ---------------- |
| Újpest | 38:29 (58,86%) | 17    | 6                  | 0   | 5       | 11              | 1   | 3         | 0         | 543 (83,54%) | 94 (54,34%)      |
| MTK    | 26:54 (41,14%) | 12    | 5                  | 0   | 1       | 9               | 0   | 2         | 0         | 245 (75,15%) | 79 (45,66%)      |

- Megszakadt az Újpest négy mérkőzésből álló győzelmi sorozata.
- A lila-fehérek először játszottak döntetlent a bajnoki idényben. Az OTP Bank Ligában az Újpest mérkőzése legutóbb szinte napra pontosan egy éve, a Haladás ellen végződött 0-0-ra.
- Az Újpest védelme a legutóbbi öt fordulóban mindössze egy gólt kapott.
- Teodoru Vaszilisz legénysége a legutóbbi három fordulóban nem szenvedett vereséget.
- Az MTK még veretlen idegenben az idényben, mindhárom eddigi meccsén döntetlenre végzett.
- A kék-fehérek az első hét fordulóban ötször maradtak szerzett gól nélkül. A legutóbbi tíz bajnoki meccsükből csak kettőn találtak a kapuba.
- A két csapat legutóbbi négy, egymás elleni bajnokijából három döntetlenre végződött. Ugyanakkor bajnoki meccsen 2007 augusztusa óta először zártak gól nélkül.[29]

| 8. forduló 2016. szeptember 10., szombat 18:00 (tv: M4 Sport) |

| Debreceni VSC                                                               | 2 – 1               | Újpest FC                                             |
| --------------------------------------------------------------------------- | ------------------- | ----------------------------------------------------- |
| Holman (1–0) 10' Horváth (2–1) 83' Szekulics 75' Ferenczi 86' Nagy Z. 90+2' | (1 – 0) Jegyzőkönyv | 78' (1–1) Szekulics 44' Lázok 49' Andrics 89' Nagy T. |

| Nagyerdei stadion, Debrecen Nézőszám: 4 081 Játékvezető: Bognár Tamás (magyar) Asszisztensek: dr. Varga Zsolt és Georgiou Theodoros |

Újpest FC: Balajcza  – Nagy T., Kálnoki-Kis, Pávkovics, Mohl – Balázs (Balogh B.  69'), Windecker – Diarra, Bardi, Andrics – Lázok (Tóth P.  74') · Fel nem használt cserék: Banai (kapus), Nagy G., Kecskés, Angelov · Vezetőedző: Nebojsa Vignjevics 
Az első perctől irányította a mérkőzést az elmúlt hetekben jelentősen átalakult DVSC. A hazaiak fölényének gyorsan meg is lett az eredménye, hiszen Holman Dávid szép találatával már a tizedik percben megszerezték a vezetést. A szünetig nem változott a játék képe, többnyire a DVSC kezdeményezett, az Újpest nem tudott kialakítani komolyabb gólszerzési lehetőséget. A második félidőben sokkal bátrabban játszott a vendégcsapat, amely több ígéretes támadást is vezetett, és a hajrára fordulva egy öngóllal egyenlített. Nem sokáig örülhettek azonban az újpestiek, mert a csereként beállt Horváth Zsolt néhány perc múlva megszerezte a DVSC második, egyben győztes találatát. A debreceniek a portugál Leonel Pontes irányításával először győztek a bajnokságban.
Az első félidőben volt egy nagyon jó húsz percünk. Nagyon erős ellenféllel szemben sikerült megszereznünk a győzelmet, a középpályán sok játékos elfáradt, mindent megtettek a sikerért. Egy csapat sohasem áll meg a fejlődésben, letettünk bizonyos alapokat, de ezeket sokkal stabilabbá kell tenni, erre lehet építkezni.
Nem a győzelemért léptünk pályára. Ez főleg az első félidőre volt igaz. Mintha megijedtünk volna a Debrecentől, megvoltak a lehetőségeink arra, hogy befejezzük az akcióinkat, sajnos ez nem sikerült. A DVSC egyéni akciókból szerzett gólokat, csapatszinten semmit sem csinált, ami veszélyes lett volna az Újpestre. A második félidőben már akartunk nyerni, de nem volt meg az a plusz, amivel ez összejöhetett volna. Nem számítottam hozzáállásbeli problémára, mindig azt mondom a játékosaimnak, hogy a legjobbat hozzák ki magukból. Ennek most nem tudom, milyen következményei lesznek, nem először fordult elő a csapattal. Időről időre előjönnek ezek a hullámvölgyek, de azon leszünk, hogy minél előbb kiküszöböljük a hibákat.
| Csapat   | Labdabirtoklás | Lövés | Kaput talált lövés | Gól | Szöglet | Szabálytalanság | Les | Sárga lap | Piros lap | Pontos passz | Megnyert párharc |
| -------- | -------------- | ----- | ------------------ | --- | ------- | --------------- | --- | --------- | --------- | ------------ | ---------------- |
| Debrecen | 25:22 (48,88%) | 6     | 3                  | 2   | 2       | 11              | 1   | 3         | 0         | 354 (80,64%) | 92 (46%)         |
| Újpest   | 26:32 (51,12%) | 16    | 4                  | 1   | 4       | 8               | 5   | 3         | 0         | 422 (82,91%) | 108 (54%)        |

- A DVSC először győzött az új edző, Leonel Pontes irányításával. Ez volt a portugál negyedik meccse az OTP Bank Ligában.
- Az OTP Bank Liga 2016–2017-es idényében öt hazai mérkőzésen nyolc pontot szerzett eddig a Loki.
- Holman Dávid február 20. óta először szerzett gólt az OTP Bank Ligában. Horváth Zsolt, aki ezúttal csupán 13 percet játszott, a Gyirmót ellen már kapuba talált július végén.
- A Loki eddigi tizenegy bajnoki gólját nyolc futballista szerezte.
- Mindössze másodszor szerzett a DVSC-Teva legalább két gólt bajnoki mérkőzésen a mostani idényben.
- Az Újpest két vereséggel kezdte az idényt, aztán négyszer győzött, most két mérkőzésen újra nyeretlen.
- A lila-fehérek 2009 óta csupán egyszer nyertek Debrecenben, 2013. március 31-én.[32]

| 9. forduló 2016. szeptember 17., szombat 18:30 |

| Újpest FC                                                  | 3 – 4               | Videoton FC                                                                                      |
| ---------------------------------------------------------- | ------------------- | ------------------------------------------------------------------------------------------------ |
| Windecker (1–3) 54' Diarra 72' (2–3) 57' Bardi (3–4) 90+2' | (0 – 3) Jegyzőkönyv | 21' (0–1) Lazovics 29' (0–2) Géresi 45' (0–3) 65' Stopira 70' (2–4) Pátkai 51' Nego 71' Oliveira |

| Illovszky Rudolf Stadion, Budapest Nézőszám: 3 500 Játékvezető: Iványi Zoltán (magyar) Asszisztensek: Albert István és Erős Gábor |

Újpest FC: Balajcza  – Nagy T., Kálnoki-Kis (Pávkovics  43'), Kecskés, Mohl – Balogh, Windecker – Diarra, Bardi, Andrics (Angelov  75') – Lázok (Balázs  65') · Fel nem használt cserék: Banai (kapus), Nagy G., Tóth · Vezetőedző: Nebojsa Vignjevics 
Kevés izgalmat hozott a mérkőzés első 25 perce, a csapatok nem jutottak el helyzetekig. Ezt követően azonban hirtelen megváltozott a meccs képe, a székesfehérváriak ugyanis gyorsan kétgólos előnyre tettek szert, majd még a szünet előtt háromra növelték a különbséget. A pihenő alatt az újpestiek rendezték soraikat, s óriási elánnal kezdték a második félidőt, melynek elején több helyzetet is kidolgoztak, s ezekből kettőt értékesítettek is, így újra nyílttá tették a meccset. A Videoton – melyben a szünetben állt be az augusztus végi átigazolása után most bemutatkozó Fiola Attila, a válogatott védője – ezt követően magára talált, Pátkai pedig még a hajrá előtt kétgólosra állította vissza a különbséget, s tulajdonképpen eldöntötte a mérkőzést. A ráadásban Bardi szabadrúgásból lőtt nagy gólt, de az egyenlítésre már nem volt esélye az újpesti csapatnak.
A mérkőzést az elejétől a végéig mi irányítottuk, mi alakítottuk ki a helyzeteket, és a Videoton góljait is mi hoztuk össze. Az első gól után fejben összezavarodtunk és újabb hibákat vétettünk. A második félidőben mindent megtettünk, hogy fordítani tudjunk, de ez sajnos már nem sikerült, ettől függetlenül nem lehetek elégedetlen a mai játékunkkal.
A négy lőtt góllal és a támadó játékunkkal minden rendben volt, a védekezésünkön azonban javítani kell. Eddig nem voltak jellemzőek ránk a védelmi megingások, ma azonban többször is teret engedtünk az ellenfélnek. A mérkőzés egyébként jó volt, és a nézők is elégedettek lehetnek, hiszen két jó csapatot és hét gólt láthattak.
| Csapat   | Labdabirtoklás | Lövés | Kaput talált lövés | Gól | Szöglet | Szabálytalanság | Les | Sárga lap | Piros lap | Pontos passz | Megnyert párharc |
| -------- | -------------- | ----- | ------------------ | --- | ------- | --------------- | --- | --------- | --------- | ------------ | ---------------- |
| Újpest   | 34:03 (59,11%) | 21    | 9                  | 3   | 5       | 15              | 3   | 1         | 0         | 484 (81,07%) | 89 (56,33%)      |
| Videoton | 23:33 (40,89%) | 8     | 7                  | 4   | 4       | 12              | 0   | 3         | 0         | 249 (70,94%) | 69 (43,67%)      |

- Az első három fordulóban még nyeretlen Videoton FC a legutóbbi hat bajnoki mérkőzéséből ötön győzött.
- Henning Berg együttese a legutóbbi három bajnokiján 12 gólt szerzett, ez négygólos mérkőzésenkénti átlag.
- A szezonban másodszor szerzett idegenben négy gólt, a mostani, angyalföldi siker előtt a Gyirmótot 4–0-ra verte.
- A szerb Danko Lazovics, Pátkai Máté és Géresi Krisztián egyaránt a harmadik, Stopira a második gólját szerezte az OTP Bank Liga 2016–2017-es idényében.
- Az Újpest az idény elején kétszer veszített, majd négyszer nyert, most pedig immár három találkozón nyeretlen. Pályaválasztóként másodszor kapott ki.
- A Videoton FC a mostani előtt legutóbb 2009. július 25-én, Kecskeméten nyert bajnoki mérkőzést három gólt kapva (6–3). A lila-fehérek a mostani előtt legutóbb 2010. november 5-én kaptak úgy ki bajnoki meccsen, hogy három gólt is szereztek.
- Az Újpest 2014. május 3. óta először kapott négy gólt hazai bajnoki mérkőzésen.[35]

| 10. forduló 2016. szeptember 21., szerda 19:00 |

| Újpest FC      | 1 – 1               | Szombathelyi Haladás         |
| -------------- | ------------------- | ---------------------------- |
| Wils (1–0) 18' | (1 – 0) Jegyzőkönyv | 61' (1–1) Wils 57' Kovács L. |

| Illovszky Rudolf Stadion, Budapest Nézőszám: 2 500 Játékvezető: Szőts Gergely (magyar) Asszisztensek: Becséri Gergely és Horváth Zoltán |

Újpest FC: Banai – Nagy T., Pávkovics Bence, Kecskés, Mohl – Balogh  (Balázs  86'), Windecker – Diarra (Lázok  68'), Bardi, Cseke – Angelov (Andrics  57') · Fel nem használt cserék: Kovács (kapus), Nagy G., Tóth · Vezetőedző: Nebojsa Vignjevics 
Élénk első félidőt láthatott az Illovszky stadion közönsége. Mindkét csapat igyekezett támadásokat vezetni, így sok helyzet adódott. Az Újpest a szünet előtt bő két perccel akár meg is duplázhatta volna előnyét, de kihagyta a nagy gólszerzési lehetőségét. A fordulás után sem csökkent a tempó, s az ekkor némileg aktívabb Haladás bő negyedóra elteltével egyenlített. Ez pár percre visszavetette a hazai csapatot, amely a hajrában nagy erőket mozgósított a három pont begyűjtéséért, de nem járt sikerrel.
Akárcsak az előző mérkőzéseken ma is jól ment a játék a csapatnak. Kívülről úgy tűnt, hogy mi vagyunk a jobbak, de nem tanultunk a korábbi hibáinkból, és újra elkövettük őket. Ma nem kaptunk ki, egy pontot szereztünk, de a győzelem nem jött össze. Ennek ellenére gratulálnom kell a csapatomnak, hiszen 75 percig gyakorlatilag tökéletesen játszott. Rengeteg helyzetünk volt, jól helyezkedtünk, ugyanakkor volt néhány hiba is, amelyet az ellenfél kitudott használni, ezért lett döntetlen.
Úgy éreztem, hogy a csapatom nem ijedten, hanem abszolút támadólag lépett fel mindkét félidőben. A kapott gól előtt adódott néhány ajtó-ablak helyzet Stef Wils előtt, akinek az élet visszaadta a lehetőséget az öngólja után, és egy szép fejes találattal tudott egyenlíteni. Ettől kezdve még stabilabban játszottunk, és a végén még a három pont megszerzésére is volt lehetőségünk.
| Csapat  | Labdabirtoklás | Lövés | Kaput talált lövés | Gól | Szöglet | Szabálytalanság | Les | Sárga lap | Piros lap | Pontos passz | Megnyert párharc |
| ------- | -------------- | ----- | ------------------ | --- | ------- | --------------- | --- | --------- | --------- | ------------ | ---------------- |
| Újpest  | 30:32 (55,73%) | 12    | 7                  | 1   | 8       | 12              | 2   | 0         | 0         | 450 (81,23%) | 99 (51,83%)      |
| Haladás | 24:15 (44,27%) | 10    | 3                  | 1   | 7       | 7               | 3   | 1         | 0         | 304 (78,55%) | 92 (48,17%)      |

- A lila-fehérek immár négy forduló óta nyeretlenek.
- Pályaválasztóként az Illovszky Rudolf Stadionban játszott mérkőzéseikből csupán kettőt tudtak megnyerni, négyet nem.
- A legutóbbi három fordulóból kétszer is segítette öngól a lila-fehéreket. A DVSC ellen nem volt elég a pontszerzéshez, most igen.
- A Haladás vendégként először játszott döntetlent az idényben. Legutóbb, Szombathelytől vagy Soprontól távol április 2-án, Felcsúton, a Puskás Akadémia ellen szerzett egy pontot Mészöly Géza együttese.
- Stef Wils a harmadik gólját és az első öngólját érte el a találkozón magyar bajnoki pályafutása során.
- A két csapat legutóbbi négy egymás elleni mérkőzéséből három döntetlenre végződött.
- A legutóbbi öt fordulóban egyetlen csapat sem szerzett több pontot a Haladásnál. A Videoton FC és az MTK a szombathelyiekhez hasonlóan tíz ponttal gazdagodott ebben a szakaszban.[38]

| 11. forduló 2016. szeptember 24., szombat 20:30 (tv: M4 Sport) |

| Ferencvárosi TC                                                                         | 3 – 3               | Újpest FC                                                                   |
| --------------------------------------------------------------------------------------- | ------------------- | --------------------------------------------------------------------------- |
| Djuricin 66' (1–0) 10' Leandro 85' (2–3) 60' Pávkovics (3–3) 65' Nagy D. 53' Pintér 47' | (1 – 2) Jegyzőkönyv | 20' (1–1) 69' Diarra 38' (1–2) • 53' (1–3) Balogh 45' Nagy G. 74' Pávkovics |

| Groupama Aréna, Budapest Nézőszám: 11 760 Játékvezető: Kassai Viktor (magyar) Asszisztensek: Ring György és Tóth II. Vencel |

Újpest FC: Balajcza  – Nagy T. (Nagy G.  23'), Kecskés, Pávkovics, Mohl – Windecker, Cseke Benjámin, Bardi, Balogh B. – Diarra (Andrics  73'), Angelov (Lázok  szünetben) · Fel nem használt cserék: Banai (kapus), Balázs, Tóth · Vezetőedző: Nebojsa Vignjevics 
A Ferencváros nagy helyzetével kezdődött a derbi, de Nagy Dominik elhibázta a lehetőséget, ám kisvártatva az osztrák Marco Djuricin megszerezte a vezetést a hazaiaknak. A folytatásban is az FTC-nek voltak helyzetei, a mali Souleymane Diarra révén mégis az Újpest volt eredményes, aztán Balogh Balázs előbb a kapufát találta el, majd egy szép támadás végén a hálóba fejelt, így az Újpest 2–1-re vezetett a szünetben. A második félidőt jól kezdték a vendégek, és mivel a Rju Szung Vu kezezése miatt jogosan megítélt büntetőt Balogh értékesítette, hamarosan már két találattal jobban álltak. Leandro a 60. percben csökkentette a Ferencváros hátrányát, és ez olyan lendületet adott a hazaiaknak, hogy – Pávkovics Bence öngóljának köszönhetően – kisvártatva egyenlítettek (3–3).
Bíztam az egyenlítésben. Hatalmasat küzdöttek a fiúk. Csökkenteni kell a beszedett gólok számát. Tisztábban, pontosabban kell futballoznunk, és akkor még messzebbre juthatunk.
A harmadik gólunk után megváltozott a játék képe. Megnyugodtunk, emiatt úgy játszottunk, ahogy addig nem volt jellemző. Ezután egyenlített a Fradi. Fontos megérteni, hogy ilyen helyzetekben nem lehet lazítani. Megmutattuk, hogy magas szinten tudunk futballozni, de ez a gondolkodásbeli probléma akár egy harmadik ligás csapatra is jellemző lehetne. Amennyiben ezt orvosoljuk, akkor az pontokban is megmutatkozhat.
| Csapat      | Labdabirtoklás | Lövés | Kaput talált lövés | Gól | Szöglet | Szabálytalanság | Les | Sárga lap | Piros lap | Pontos passz | Megnyert párharc |
| ----------- | -------------- | ----- | ------------------ | --- | ------- | --------------- | --- | --------- | --------- | ------------ | ---------------- |
| Ferencváros | 24:55 (50,47%) | 8     | 2                  | 3   | 3       | 13              | 1   | 4         | 0         | 339 (76,87%) | 91 (49,46%)      |
| Újpest      | 24:27 (49,53%) | 12    | 5                  | 3   | 6       | 16              | 0   | 3         | 0         | 358 (79,03%) | 93 (50,54%)      |

- A Ferencváros a legutóbbi három bajnoki mérkőzésén nyeretlen az Újpest ellen.
- A Fradi tizenkét ponttal szerzett kevesebbet, mint a 2015-2016-os idény első harmadában.
- A legutóbbi öt fordulóban csak négy csapat (Diósgyőr, Mezőkövesd, Paks, Újpest) szerzett a bajnoki címvédőnél kevesebb pontot.
- A zöld-fehérek öt bajnoki mérkőzésből csak egyen győztek. Sőt, nyolcból csak kettőn. 2014 őszén volt legutóbb ilyen rossz sorozatuk (8/2), már Thomas Doll-lal.
- 2010. szeptembere óta először hozott hat gólt a derbi. Akkor minden gólt a lila-fehérek szereztek.
- Az Újpest immár öt forduló óta nyeretlen.
- Nebojsa Vignjevics együttese a legutóbbi három fordulóban kétszer is három gólt szerzett, de mindkétszer nyeretlen maradt.[41]

### Második kör
| 12. forduló 2016. október 15., szombat 18:00 |

| Budapest Honvéd FC  | 1 – 1               | Újpest FC                            |
| ------------------- | ------------------- | ------------------------------------ |
| Lanzafame (1–1) 69' | (0 – 0) Jegyzőkönyv | 52' (0–1) Lázok 68' Bardi 89' Balogh |

| Bozsik József Stadion, Budapest Nézőszám: 2 713 Játékvezető: Andó-Szabó Sándor (magyar) Asszisztensek: Szert Balázs és Szali Balázs |

Újpest FC: Banai – Cseke, Heris, Kecskés, Mohl – Windecker, Diarra (Angelov  90'), Balogh  – Bardi (Andrics  74') – Lázok (Tóth  78') · Fel nem használt cserék: Kovács (kapus), Perovics, Nagy G., Pávkovics · Vezetőedző: Nebojsa Vignjevics 
Kevés eseményt hozott az első félidő. A játékot a Honvéd próbálta irányítani, ám a lila-fehérek védelmét nem tudta feltörni a hazai csapat, mint ahogy az Újpest szórványos támadásai sem jártak eredménnyel. A második játékrész elején Lázok ugrott ki a leshatárról, s lőtt gólt, így gyorsan előnyhöz jutottak a vendégek. A hazaiak ezt követően nagy energiát mozgósítottak a fordításért, Lanzafame gyönyörű szabadrúgásgóljával még a hajrá előtt egyenlítettek, ezt követően azonban már csak kisebb helyzetekig jutottak, s már a lila-fehérek sem találtak újra a kapuba.
Az igazság az, hogy megnyerhettük volna a mérkőzést, sőt meg kellett volna nyernünk. Céltudatosan futballoztunk, több helyzetünk is volt. Az Újpest sokszor csak szabálytalanul tudta megállítani a támadásainkat, más kérdés, hogy egy kivételtől eltekintve nem sikerültek jól a szabadrúgásaink. Elégedett vagyok a csapatommal, mert ki tudta kapcsolni az ellenfél legveszélyesebb játékosait. Nem volt látványos a mérkőzés, de az iramra nem lehetett panasz. El kell fogadnom tehát, hogy döntetlen lett a vége. Davide Lanzafame olyan futballista, aki képes egyedül eldönteni a mérkőzést. Sőt, ő olyan játékos, akiért érdemes kimenni a stadionokba – csak jobban kellene vigyázni rá. Fontos része a Honvédnak, de azt is le kell szögezni, hogy nem ő a Honvéd.
Igazságos eredmény született. El kell ismernem ugyanakkor, hogy nem volt szép a játék, inkább a harc és a küzdelem dominált, mindkét csapat becsülettel dolgozott. Mindig problémáink vannak, ha több hét kimarad a bajnokságban. Nehéz magas szinten tartani a játékosokat, ha nincsenek tétmérkőzések. Ezért is mondom, hogy elégedett vagyok az egy ponttal. Annak ellenére, hogy nálunk volt az előny. Banai Dáviddal elégedett voltam, de nem lepett meg a jó teljesítménye. Amikor bizalmat kapott, rendre élt vele, Újpesten övé lehet a jövő. Ne feledjük el, hogy utánpótlás-válogatott játékosról van szó, akiben én maximálisan hiszek – mint mindenki más a klubban. Balajcza Szabolccsal természetesen egyeztettem, és abban maradtunk, hogy kap némi pihenőt, mert nincs a legjobb formában.
| Csapat | Labdabirtoklás | Lövés | Kaput talált lövés | Gól | Szöglet | Szabálytalanság | Les | Sárga lap | Piros lap | Pontos passz | Megnyert párharc |
| ------ | -------------- | ----- | ------------------ | --- | ------- | --------------- | --- | --------- | --------- | ------------ | ---------------- |
| Honvéd | 25:08 (52,56%) | 12    | 3                  | 1   | 3       | 18              | 1   | 0         | 0         | 340 (79,25%) | 100 (49,02%)     |
| Újpest | 22:41 (47,44%) | 7     | 2                  | 1   | 3       | 21              | 8   | 2         | 0         | 270 (71,05%) | 104 (50,98%)     |

- Nebojsa Vignjevics együttese április 16. óta hét bajnoki mérkőzés játszott vendégként, s bár csak kettőn tudott nyerni, mindegyik találkozón szerzett gólt.
- Két Honvéd- és két Újpest-győzelem után játszottak ismét döntetlenre a felek egymás ellen.
- A Bp. Honvéd hat mérkőzést játszott eddig otthon, miként az Újpest is idegenben. Azonos a mérlegük: 2 győzelem, 2 döntetlen, 2 vereség.
- Davide Lanzafame sorozatban a negyedik bajnoki mérkőzésén szerzett gólt. 2013-as, első magyarországi szereplését is ideértve, a legutóbbi nyolc NB I-es meccsén nyolc gólt ért el.
- Az Újpest nyeretlenségi sorozata immár hat találkozó óta tart.
- Immár a lila-fehéreké a leghosszabb, még tartó győztes meccs nélküli széria az OTP Bank Ligában.
- Lázok János a második góljáét szerezte az idényben, korábban a Paks kapujába talált be.[44]

| 13. forduló 2016. október 22., szombat 18:00 |

| Újpest FC                                                                | 4 – 4               | Diósgyőri VTK                                                                                  |
| ------------------------------------------------------------------------ | ------------------- | ---------------------------------------------------------------------------------------------- |
| Lázok 57' (1–1) 22' Cseke (2–1) 37' • (4–3) 88' Bardi (3–3) 85' Mohl 69' | (2 – 1) Jegyzőkönyv | 3' (0–1) 58' Vela 52' (2–2) Bognár 75' (2–3) Lipták 90+2' (4–4) Jagodinskis 34' Nono 81' Lázár |

| Illovszky Rudolf Stadion, Budapest Nézőszám: 2 000 Játékvezető: Pintér Csaba (magyar) Asszisztensek: Viszokai László, Lémon Oszkár |

Újpest FC: Banai – Balázs, Kecskés, Heris, Mohl – Windecker, Balogh  – Bardi (Andrics  86'), Cseke, Diarra (Nagy G.  69') – Lázok (Angelov  69') · Fel nem használt cserék: Kovács (kapus), Perovics, Tóth, Pávkovics · Vezetőedző: Nebojsa Vignjevics 
Élvezetes, fordulatokban bővelkedő, izgalmas mérkőzést láthattak a nézők Angyalföldön, ahol a vendégcsapat nagyon korán meglepte az Újpestet. A lila-fehérek azonban nem estek kétségbe a 3. percben bekapott gól után, s még a félidő derekán egyenlítettek, sőt bő negyedóra múlva fordítottak is, így előnnyel vonulhattak a szünetre. Fordulás után egy felesleges szabálytalanságot követően korán büntetőhöz jutott a Diósgyőr, amely olyannyira felbátorodott, hogy a tizenegyesből szerzett egyenlítő gól után sem az eredmény megtartására törekedett, hanem tovább támadott. Ennek az utolsó negyedóra kezdetén meglett az eredménye, akkor egy kiváló találat után ismét a vendégeknél volt az előny. Az Újpest azonban nem akart megbékélni a vereség gondolatával, nagy erőket mozgósított, s a lefújáshoz egyre közelebb kerülve, két perc alatt megfordította az állást. A DVTK-nak nagyon kevés ideje maradt, ezt a néhány percet azonban végül eredményesen töltötte: a hosszabbítás perceiben ugyanis a meccs elején csereként beállt Jagodinskis megszerezte a meccs nyolcadik, s a vendégek negyedik gólját, amelynek nyomán pontosztozkodással zárult a minden szempontból szórakoztató összecsapás. A fővárosi lila-fehérek egymás után negyedszer végeztek döntetlenre, s augusztus 17-e óta tart nyeretlenségi sorozatunk a bajnokságban.
Ahogy kollégám mondta, infarktus közeli meccset játszottunk. Az első félidőben jól reagáltunk azután, hogy az első lövésből gólt kaptunk. Fordítottunk még az első félidőben, és a második játékrészt is jól kezdtük, aztán viszont előjöttek azok a problémák, amikkel már régebb óta küzdünk: könnyű gólokat kaptunk. Hiába lövünk négyet, ha négyet is kapunk. Akadtak jó periódusaink, de az utolsó percben kapott gól miatt csalódott vagyok. Gratulálok mindkét csapatnak, mert jó iramú mérkőzést játszottunk, minden jót kívánok a DVTK-nak és edzőkollégámnak!
Infarktus, agyvérzés, szívelégtelenség – egy komplett „Vészhelyzet" lejátszódott ma bennem. Nagyon érdekes, és biztosan szórakoztató mérkőzés volt azoknak, akik nem vettek részt benne. Nagyon sok minden történt ezen a meccsen, nagyon sok pozitív, és nagyon sok negatív dolog, olyanok, amik eddig nem. A pozitívumok mentén elindulhatunk fölfelé, hiszen fordítani tudtunk, az utolsó pillanatig mentünk a győzelemért, volt tartása a csapatnak, ami nagyon fontos, hiszen korábban ez nem volt jellemző ránk. Büszke vagyok arra, hogy a csapatom föl tudott állni az utolsó pillanatban is, ezt a mérkőzést ugyanúgy megnyerhettük, mint ahogy el is veszíthettük volna. Több nem „futballmagyar" is szerepelt ma, mert azt kértem a vezetőktől, hogy a Videoton elleni sikeres mérkőzés után ne kelljen megbontanom a csapatot, különös tekintettel arra, hogy a jövő héten a Ferencváros ellen ismét többen lehetnek a pályán. Erre az egy találkozóra felmentést kaptunk.
| Csapat   | Labdabirtoklás | Lövés | Kaput talált lövés | Gól | Szöglet | Szabálytalanság | Les | Sárga lap | Piros lap | Pontos passz | Megnyert párharc |
| -------- | -------------- | ----- | ------------------ | --- | ------- | --------------- | --- | --------- | --------- | ------------ | ---------------- |
| Újpest   | 28:52 (58,77%) | 20    | 7                  | 4   | 4       | 18              | 2   | 2         | 0         | 467 (82,95%) | 81 (49,69%)      |
| Diósgyőr | 20:15 (41,23%) | 13    | 6                  | 4   | 7       | 15              | 1   | 3         | 0         | 253 (74,63%) | 82 (50,31%)      |

- Az Újpest sorozatban a negyedik bajnoki mérkőzésén játszott döntetlent. A csapat immár hét forduló óta nyeretlen.
- A DVTK az eddigi szerzett góljai több mint egyharmadát, hatot az Újpest ellen érte el.
- A négy diósgyőri gólszerző közül kettő, Bognár István és Lipták Zoltán is korábban a lila-fehérek játékosa volt.
- Cseke Benjámin először szerzett két gólt egy élvonalbeli mérkőzésen.
- A lett válogatott Vitalijs Jagodinskis csereként állt be a mérkőzésen, majd az utolsó percben egyenlítő góllal tette emlékezetessé magyarországi bemutatkozását.
- A lila-fehérek mindössze kettőt nyertek meg az eddigi hét hazai találkozójukból.
- Pályaválasztóként tizenkét gólt kaptak eddig, ezekből nyolcat két mérkőzésen. A Videoton ellen három szerzett gól nem volt elég a pontszerzéshez, most négy a győzelemhez.[47]

| 14. forduló 2016. október 29., szombat 18:00 |

| Paksi FC                                                      | 1 – 1               | Újpest FC                                    |
| ------------------------------------------------------------- | ------------------- | -------------------------------------------- |
| Szakály (1–1) 88' Gévay 40' Kulcsár 58' Báló 67' Vernes 90+1' | (0 – 1) Jegyzőkönyv | 9' (0–1) Balázs 40' Heris 76′, 90+4′ Kecskés |

| Fehérvári úti stadion, Paks Nézőszám: 1 234 Játékvezető: Bognár István (magyar) Asszisztensek: Erős Gábor, Márkus Tamás |

Újpest FC: Banai – Nagy T., Heris, Kecskés, Mohl – Bardi, Windecker – Balázs, Balogh  (Pávkovics  88'), Diarra (Angelov  64') – Lázok (Nagy G.  64') · Fel nem használt cserék: Kovács (kapus), Perovics, Andrics, Tóth · Vezetőedző: Nebojsa Vignjevics 
A mérkőzés első perceiben az Újpestnél volt többet a labda, és egy védelmi hibát kihasználva a fővárosi lila-fehérek gyorsan vezetéshez is jutottak (0–1). A hazaiak a kapott gól után fokozatosan átvették az irányítást, és a játékrész végére egyre közelebb jutottak a rivális kapujához, a szünetig azonban nem sikerült egyenlíteniük. Fordulás után a Paks kisebb lendülettel támadott, ám így is egyenlíthetett volna, mivel tizenegyeshez jutott, Báló büntetőjét azonban bravúrral védte Banai, az újpestiek kapusa. A hazaiak aztán egészen a hajráig meddő mezőnyfölényben játszottak, a 88. percben viszont – ha nehezen is -, de egyenlíteni tudtak egy szabadrúgás után (1–1).
A csapat erejét mutatja az, hogy a két hiba ellenére sem tört meg. Le a kalappal a játékosok előtt, hiszen nyolcvanöt percig megalkuvást nem tűrően futballoztak! Tizenkilencre lapot húztam, a hajrában már rengeteget kockáztattunk. Szerencsére bejött. Persze az őrült hajrá alakulhatott volna máshogy is, hiszen hátul kinyíltunk, és az Újpestnek is voltak helyzetei. Dolgozom tovább, ahogyan eddig is. Szeretném minél jobban felkészíteni a csapatot a Ferencváros elleni találkozóra.
Tudtuk, hogy a nehéz helyzetben lévő Paks mindent elkövet a győzelemért. Ennek megfelelően alakítottuk ki a taktikánkat, a gyors gól után azt hittük, nyerhetünk. Átadtuk a területet, mert a kontráinktól reméltük az újabb gólt, ennek érdekében küldtem pályára Nagy Gábort és Viktor Angelovot is. Nem így terveztem a cserét, de a légiósokra vonatkozó szabályok megkötik a kezemet. Igazságos a döntetlen, bár csalódott vagyok az elmaradt győzelem miatt.
| Csapat | Labdabirtoklás | Lövés | Kaput talált lövés | Gól | Szöglet | Szabálytalanság | Les | Sárga lap | Piros lap | Pontos passz | Megnyert párharc |
| ------ | -------------- | ----- | ------------------ | --- | ------- | --------------- | --- | --------- | --------- | ------------ | ---------------- |
| Paks   | 32:28 (58,85%) | 12    | 8                  | 1   | 2       | 17              | 3   | 4         | 0         | 517 (82,72%) | 90 (52,02%)      |
| Újpest | 22:42 (41,15%) | 11    | 3                  | 1   | 4       | 14              | 3   | 1         | 1         | 317 (78,47%) | 83 (47,98%)      |

- A hajrában pontot mentő Paks továbbra is veretlen az idényben pályaválasztóként, a mezőnyből egyedüliként. Igaz ellenben az is, hogy egyetlen más csapat sem nyert olyan kevésszer otthon, mint Csertői Aurél együttese. A mérlege: egy győzelem, hat döntetlen.
- Szakály Dénes az első gólját szerezte ősszel az OTP Bank Ligában Ezt megelőzően legutóbb április 6-án, a Groupama Arénában szerzett gólt az élvonalban.
- A Magyar kupát is beleszámítva, immár öt mérkőzés óta nyeretlen a Paks.
- Az Újpest ugyan győzött és továbbjutott a hétközi kupafordulóban, de a bajnokságban nyolc mérkőzés óta nyeretlen. A legutóbbi öt kivétel nélkül döntetlennel ért véget.
- A lila-fehéreknek 2003-ban akadt egy négy bajnoki meccsből álló döntetlenszériája. Most már azt is túlszárnyalták, nem felhőtlen örömükre.
- Nebojsa Vignejevics együttese tíz emberrel játszotta az utolsó másodperceket Kecskés kiállítása miatt (94. perc).
- Döbbenetes: az Újpest harmadik lenne a tabellán csupán az első félidei eredmények alapján. Egyetlen csapat sem „nyert meg” több első félidőt a liláknál. (A Ferencváros is hétnél tart, miként az Újpest.)[50]

| 15. forduló 2016. november 5., szombat 18:00 (M4 Sport) |

| Újpest FC                           | 2 – 2               | Vasas SC                                                           |
| ----------------------------------- | ------------------- | ------------------------------------------------------------------ |
| Windecker (1–0) 34' Bardi (2–1) 61' | (1 – 0) Jegyzőkönyv | 49' (1–1) 87' Saglik 76' (2–2) Korcsmár 32' Risztevszki 90+1' Vida |

| Széktói Stadion, Kecskemét Nézőszám: 1 442 Játékvezető: Solymosi Péter (magyar) Asszisztensek: Varga Zsolt, Albert István |

Újpest FC: Banai – Nagy T. (Nagy G.  88'), Pávkovics, Heris, Mohl – Cseke (Lázok  84'), Windecker – Balogh , Balázs, Diarra – Angelov (Bardi  56') · Fel nem használt cserék: Kovács (kapus), Perovics, Andrics, Tóth · Vezetőedző: Nebojsa Vignjevics 
Kapkodva kezdtek a csapatok, az esőáztatta talajon sok volt a hiba. Később változatos, kiegyenlített küzdelmet láthattak a nézők, bár helyzetek nem igazán alakultak ki. A játékrész hajrájához közeledve aztán az Újpest egy szöglet utáni kavarodást kihasználva megszerezte a vezetést. A szünet után szinte azonnal egyenlített a Vasas: Saglik nagyszerűen végzett el egy szabadrúgást 17 méterről, ballal a bal felső sarokba csavarta a labdát, Banai tehetetlen volt. Az újabb gólt követően az Újpest irányított, s a csereként beállt Bardi révén megint átvette a vezetést. A folytatásban is több lehetősége volt a pályaválasztónak, azonban egy nagy védelmi hibát kihasználva – egy pontrúgás után – mégis jött az újabb egyenlítés. A meccs hajrájában mindkét kapu előtt adódtak még helyzetek, de több gól már nem esett. Az Újpest sorozatban hatodszor játszott döntetlent a bajnokságban, és augusztus 17. óta nyeretlen.
Sehogy sem akar összejönni a győzelem.  Mindenesetre ezúttal is jól játszottunk. Ha azt látnám, hogy nem teljesítünk  jól, hogy lefutballoznak bennünket az ellenfelek a  pályáról, elkeseredett lennék, de így nem. Előbb-utóbb jönnek a győzelmek is, és éppen ezért nem is veszítjük el a magabiztosságunkat. Jobbak voltunk, mint az ellenfél. Kifejezetten izgalmas mérkőzés volt, sajnálhatjuk, hogy így alakult ez a kilencven perc, eldönthettük volna a találkozót, sajnos nem sikerült. Az utolsó passzok hiányoztak, hiába vezettünk néhány szép akciót, elöl a pluszkvalitás hiányzik. Az ellenfél ezt meg is büntette. Játékosaim megpróbáltak mindent, mentek előre, harcoltak, tehát nem tudom őket elmarasztalni. Jobbak voltunk, de a mindent eldöntő,  utolsó szúrást ezúttal sem sikerült bevinni.
Azt kell mondjam, hogy igen, örülök… Kétszer is vezetett az Újpest, mégsem adtuk fel, és egyenlítettünk. Ebből a szempontból meg kell dicsérnem a  csapatomat, mert a futballistáink nyugodtak maradtak, higgadtak, hittek magunkban, és ez fontos. Tetszett, mert jó és élvezetes csata volt. Mindkét  csapat bátran ment előre, ezért sok helyzet alakult ki a kapuk előterében. Az Újpest is támadni akart, mi is rohamoztunk, azt kell mondanom, időnként túlzottan is vadul. Nem volt egyszerű mérkőzés, az Újpestet  nehéz megverni, igaz, szerencsére minket is. Sok eső esett, de ehhez mostanában hozzá kell szoknunk. Igaz, hogy a stadion mindkét csapat számára szokatlan volt, de ez nem lehet kifogás. A lényeg az, hogy a szurkolók, akik elutaztak a csapatok kedvéért, jó mérkőzést láttak.
| Csapat | Labdabirtoklás | Lövés | Kaput talált lövés | Gól | Szöglet | Szabálytalanság | Les | Sárga lap | Piros lap | Pontos passz | Megnyert párharc |
| ------ | -------------- | ----- | ------------------ | --- | ------- | --------------- | --- | --------- | --------- | ------------ | ---------------- |
| Újpest | 24:41 (44,99%) | 14    | 7                  | 2   | 5       | 11              | 1   | 0         | 0         | 305 (73,67%) | 110 (52,88%)     |
| Vasas  | 30:11 (55,01%) | 5     | 3                  | 2   | 5       | 15              | 2   | 3         | 0         | 466 (82,77%) | 98 (47,12%)      |

- Kecskemét a második helyszín, ahol ősszel a lila-fehérek bajnoki mérkőzést rendeztek, eddig a Fáy utcában vendégeskedtek.
- Az Újpest sorozatban hatodszor játszott bajnoki mérkőzésen döntetlent, immár kilenc forduló óta nyeretlen. Ellenben övé a leghosszabb még élő veretlenségi rekord is az OTP Bank Ligában.
- Az Újpest a legutóbbi öt fordulóban háromszor is legalább két gólt szerzett, de egyszer sem tudott nyerni.
- Windecker József a második, Enisz Bardi a hatodik gólját érte el a bajnoki idényben.
- A piros-kékek közül Korcsmár Zsolt másodszor volt eredményes, 2010. május 23-án szerzett már gólt Újpest–Vasason, de akkor még lila-fehérben.
- A török-német Mahir Saglik a legutóbbi négy bajnoki fordulóban négy gólt ért el.
- A Vasas a legutóbbi öt idegenbeli bajnoki találkozójából csupán egyet, a debrecenit nyerte meg.[53]

| 16. forduló 2016. november 19., szombat 15:30 |

| Gyirmót FC Győr              | 1 – 2               | Újpest FC                                            |
| ---------------------------- | ------------------- | ---------------------------------------------------- |
| Bojović (1–0) 78' Filkor 13' | (0 – 0) Jegyzőkönyv | 84' (1–1) Lázok 90+3' (1–2) 67' Windecker 13' Diarra |

| Alcufer stadion, Győr Nézőszám: 1 500 Játékvezető: Szőts Gergely (magyar) Asszisztensek: Lémon Oszkár és Király Krisztián |

Újpest FC: Banai – Heris, Cseke (Nagy T.  89'), Kecskés, Mohl – Bardi, Windecker, Balázs, Balogh B.  (Andrics  65'), Diarra – Angelov (Lázok  72') · Fel nem használt cserék: Kovács (kapus), Nagy G., Szankovics, Pávkovics · Vezetőedző: Nebojsa Vignjevics 
Eleinte nem vállaltak nagyobb kockázatot a csapatok, de bő tíz perc elteltével az Újpestnek így is akadt gólhelyzete. A félidő feléhez közeledve a Gyirmót játszott némi fölényben, s egyszer közel is állt a gólszerzéshez, a játékrész vége felé viszont megint az újpestiek előtt adódtak lehetőségek. A második félidő nagy vendéghelyzettel kezdődött, az aktívan futballozó Bardi találta el ismét a felső kapufát, ahogy az első játékrészben. Az igazi izgalmak azonban a hajrára maradtak: előbb a Gyirmót vezetést szerzett, majd az Újpest hat perccel később egyenlített, a 93. percben pedig – Windecker fejesével – a győzelmet is kiharcolta.
Nehezen ment a játék egy jól szervezett és keményen védekező csapat ellen. Az első félidőben nem voltak meg a helyzetek, igazából nem hagytak nekünk területeket, nem tudtuk őket feltörni. A második játékrészben sikerült jobban felpörögni, többet támadni. Vérbeli Újpest meccs volt: izgalmas, drámai, szívroham közeli. Szerencsénk is volt. Az utolsó perces gólért talán még elnézést is kell kérnünk, de összességében mi érdemeltük meg jobban a győzelmet.
| Csapat  | Labdabirtoklás | Lövés | Kaput talált lövés | Gól | Szöglet | Szabálytalanság | Les | Sárga lap | Piros lap | Pontos passz | Megnyert párharc |
| ------- | -------------- | ----- | ------------------ | --- | ------- | --------------- | --- | --------- | --------- | ------------ | ---------------- |
| Gyirmót | 21:36 (39,91%) | 8     | 2                  | 1   | 5       | 13              | 3   | 1         | 0         | 289 (78,53%) | 80 (41,45%)      |
| Újpest  | 32:31 (60,09%) | 21    | 8                  | 2   | 6       | 14              | 0   | 2         | 0         | 511 (84,05%) | 113 (58,55%)     |

- Kilenc nyeretlen bajnoki után megtört a jég: ismét győzött az Újpest.
- Nebojsa Vignjevics együttese (amely albérletben játssza az idényben a hazai bajnoki mérkőzéseit) immár többször győzött vendégként, mint pályaválasztóként. Kettővel több pontot is szerzett.
- Lázok János már négy bajnoki gólt szerzett ősszel, a legutóbbi öt fordulóban három találatot ért el.
- Windecker József az előző fordulóban is a kapuba talált. A győri nevelésű játékos először szerzett élvonalbeli pályafutása során két egymást követő fordulóban gólt.
- A Gyirmót az egyetlen csapat, amelyet az Újpest a 2016–2017-es bajnokságban már kétszer is legyőzött.
- A hazaiak sorozatban ötödször veszítettek, ilyen rossz sorozatuk még nem volt az élvonalban.
- A montenegrói Mijusko Bojovics az első gólját érte el az OTP Bank Ligában. A Gyirmót FC még mindig csak a negyedik hazai góljánál tart az idényben.[56]

| 17. forduló 2016. november 26., szombat 15:30 |

| Újpest FC                                            | 1 – 1               | Mezőkövesd–Zsóry                                |
| ---------------------------------------------------- | ------------------- | ----------------------------------------------- |
| Andrics (1–0) 51' (11-esből) Windecker 42' Bardi 58' | (0 – 0) Jegyzőkönyv | 55' (1–1) 62' Pauljevics 55' Hudák 90+2' Tujvel |

| Szusza Ferenc Stadion, Budapest Nézőszám: 700 Játékvezető: Andó-Szabó Sándor (magyar) Asszisztensek: Erős Gábor és Kelemen Attila |

Újpest FC: Banai – Heris, Windecker, Kecskés, Mohl – Cseke, Bardi (Perovics  70') – Balázs, Balogh , Andrics (Angelov  86') – Lázok (Nagy T.  70') · Fel nem használt cserék: Kovács (kapus), Nagy G., Szankovics, Pávkovics · Vezetőedző: Nebojsa Vignjevics 
Az első félidő összességében kiegyenlített játékot hozott, valamivel mégis veszélyesebbnek tűnt a Mezőkövesd, amely egy lesgólig ugyan eljutott, de a vezetést a sok helyzete ellenére nem sikerült megszereznie. Az Újpest kevésbé tudott kezdeményezni, lehetőség így is adódott a lila-fehér csapat előtt, de a szünetben 0-0 állt az eredményjelzőn. Fordulás után hamar tizenegyeshez jutott az Újpest, a büntetőt pedig Andrics magabiztosan értékesítette. Nem kellett azonban sokat várni a vendégek válaszára, négy perc telt el ugyanis, amikor Pauljevics egyenlített. Bár a lefújásig még mindkét együttesnek voltak gólszerzési lehetőségei, a kapuba találni egyiknek sem sikerült. Az Újpest immár sorozatban kilenc, a Mezőkövesd pedig egymás után hét találkozón nem talált legyőzőre.
Pontosan ezt a játékot vártam a mezőkövesdiektől, elöl nagyon jó futballistáik vannak, tudják, hogyan kell kontrázni. Molnár Gábor és Tarmo Kink nagyon gyors, Marek Strestík jól szervezi a futballt. A labdavesztések után mi ellenben nem voltunk kellően agresszívak. A vezetés megszerzése után jó lett volna, ha marad időnk rendezni a sorokat, és mi járattuk volna a labdát. Arra kértem a csapatot, középen ne veszítsünk labdát, ám éppen ilyen szituáció után egyenlítettek a kövesdiek. Nem vagyok elégedett a döntetlennel, de el kell ismerni, a Mezőkövesd megérdemelte az egyik pontot.
Tisztában voltunk, milyen erős csapat az Újpest, ennek szellemében építettük fel a taktikánkat. Voltak lehetőségeink, amelyek végén a győztes találatot is megszerezhettük volna, de nem vagyok elégedetlen. A fordulás után gyorsabbak voltunk a középpályán. Nehéz talajon jó mérkőzést játszottunk, mindkét csapat győzelemre törekedett, nekünk és az Újpestnek is akadtak lehetőségei. Ide és oda is eldőlhetett volna a mérkőzés. Fontos volt, hogy a büntető után hamar egyenlítettünk, nem érdemtelenül. Örülök annak is, hogy szurkolóink idegenbe is elkísérnek bennünket.
| Csapat     | Labdabirtoklás | Lövés | Kaput talált lövés | Gól | Szöglet | Szabálytalanság | Les | Sárga lap | Piros lap | Pontos passz | Megnyert párharc |
| ---------- | -------------- | ----- | ------------------ | --- | ------- | --------------- | --- | --------- | --------- | ------------ | ---------------- |
| Újpest     | 34:41 (61,66%) | 12    | 3                  | 1   | 6       | 13              | 0   | 2         | 0         | 513 (85,64%) | 99 (45%)         |
| Mezőkövesd | 21:34 (38,34%) | 6     | 3                  | 1   | 2       | 13              | 5   | 3         | 0         | 283 (73,7%)  | 121 (55%)        |

- Az Újpest a nyolcadik döntetlennél tart a bajnoki idényben, ebben utolérte a Paksot. A lila-fehéreké volt a 2015–2016-os idényben is az OTP Bank Liga leggyakrabban döntetlent játszó csapata (13), sőt 2014–2015-ben is csupán eggyel előzte meg a Budapest Honvéd.
- Nebojsa Vignjevicsnek ez volt a 99. bajnoki mérkőzése az Újpesttel, ezek közül 34-en döntetlent játszott.
- Az Újpest az egész mezőnyből a legrégebb óta, szeptember 17. óta veretlen.
- Az egész őszt albérletben játszó lila-fehérek augusztus 13. óta, immár hat találkozón nyeretlenek pályaválasztóként.
- A Mezőkövesd sorozatban hatodszor maradt veretlen.
- Pintér Attila együttese vendégként csupán az első és a második helyezettől (a Vasastól és a Videoton FC-től) kapott ki az őszi idényben.
- A legutóbbi hat fordulóban a teljes mezőnyből a Mezőkövesd gyűjtötte a legtöbb pontot (14).[59]

| 18. forduló 2016. december 3., szombat 15:30 |

| MTK Budapest FC           | 1 – 1               | Újpest FC                            |
| ------------------------- | ------------------- | ------------------------------------ |
| Poór (1–1) 48' Vukmir 78' | (0 – 1) Jegyzőkönyv | 16' (0–1) Bardi 66' Heris 73' Diarra |

| Hidegkuti Nándor Stadion, Budapest Nézőszám: 2 584 Játékvezető: Bognár Tamás (magyar) Asszisztensek: Albert István és Buzás Balázs |

Újpest FC: Banai – Heris, Kecskés, Windecker Mohl – Balogh B., Bardi (Perovics  61') – Balázs, Balogh , Diarra, Andrics (Angelov  87') – Lázok (Cseke  61') · Fel nem használt cserék: Kovács (kapus), Szankovics, Pávkovics · Vezetőedző: Nebojsa Vignjevics 
Az első félidőben az Újpest támadásai voltak veszélyesebbek, ami az eredményben is megmutatkozott: egy hazai labdavesztés után Enisz Bardi góljával a szünetben a vendégek vezettek. A hajrában Nemanja Andrics a kapufát találta el. A második félidőben a századik NB I-es mérkőzését játszó Poór Patrik jóvoltából egyenlített az MTK, amely átvette a kezdeményezést, de újabb gól egyik oldalon sem született már.
Az első félidőben jobb volt az Újpest. A vendégek remekül futballoztak, jól passzoltak, helyzeteket alakítottak ki. Nehéz volt őket tartani, gólt is kaptunk. A vereség nagyon nem jött volna jól. Össze kellett szednünk magunkat. A fordulás után változtattunk, mindent megtettünk, hogy legalább egyenlítsünk, Gera Dániel előtt nagy lehetőség is adódott, hogy a vezetést is megszerezzük. Sajnos nem sikerült. Minden pontért megküzdünk, kis szerencse kellene, hogy a győzelem is összejöjjön. Olykor jól futballozunk, jó mérkőzést játszottunk, mindkét csapat ment előre becsülettel. A szünetben is éreztük, lesz még erőnk minimum a döntetlent kiharcolni.
Sejtettem, hogy a Magyar kupa-mérkőzést követően nem leszünk frissek, hiszen szerdán százhúsz percet töltöttünk pályán. Ez a félelmem beigazolódott. A második félidőben néhány játékos teljesen elfáradt, elvesztette az agresszivitását, nagy területe lett az MTK játékosainak, mi pedig ekkor kontrákra rendezkedtünk be. Könnyedén nyerhető meccs lett volna. Sajnos a fordulás után rosszkor, hamar kaptuk a gólt, azután teljesen nyílt lett a csata. Olyan volt, mintha két védősisak nélküli bokszoló püfölte volna egymást. Akadtak helyzetek itt és ott is, de láttam, a játékosaim fáradtak. Mentünk előre a második félidőben is, de energia hiányában az utolsó passzok nem sikerültek. A döntetlen összességében igazságos.
| Csapat | Labdabirtoklás | Lövés | Kaput talált lövés | Gól | Szöglet | Szabálytalanság | Les | Sárga lap | Piros lap | Pontos passz | Megnyert párharc |
| ------ | -------------- | ----- | ------------------ | --- | ------- | --------------- | --- | --------- | --------- | ------------ | ---------------- |
| MTK    | 34:30 (58,29%) | 9     | 4                  | 1   | 7       | 14              | 5   | 1         | 0         | 483 (85,04%) | 113 (53,55%)     |
| Újpest | 24:41 (41,71%) | 15    | 5                  | 1   | 1       | 16              | 2   | 2         | 0         | 370 (80,09%) | 98 (46,45%)      |

- Nem szakadt meg az utóbbi évek „hagyománya”: e párharcban 2014 novembere óta nem született vendéggyőzelem, az év májusa óta nem tudott egyik csapat sem legalább kétgólos győzelmet aratni. A két csapat legutóbbi öt egymás elleni bajnoki mérkőzéséből négy döntetlent hozott.
- Az MTK az új stadionjában még veretlen, de egyetlen győzelem mellett kétszer döntetlent játszott.
- Az Újpest hiába vezetett, ezúttal is, az őszi idényben már kilencedszer döntetlent játszott. Az előző bajnokság ugyanezen szakaszában a lila-fehéreknek hét „remije” volt.
- Enisz Bardi az újpestiek csatára a hetedik gólját szerezte az őszi idényben, a góllövőlistán csak Marco Djuricin és Feczesin Róbert előzi meg.
- A századik élvonalbeli mérkőzését játszó Poór Patrik a második gólját érte el az idényben. A védő korábban soha nem jutott két gólig egy teljes szezonban sem az NB I-ben.
- Nebojsa Vignjevics csapata a legutóbbi négy idegenbeli bajnoki mérkőzéséből hármon is 1-1-re végzett. A negyediket 2-1-re megnyerte Gyirmóton.
- Az Újpest szeptember 17. óta veretlen, viszont azóta kilenc bajnoki mérkőzéséből nyolcszor döntetlent játszott.[62]

| 19. forduló 2016. december 10., szombat 15:30 (tv: M4 Sport) |

| Újpest FC                                                             | 2 – 0               | Debreceni VSC                       |
| --------------------------------------------------------------------- | ------------------- | ----------------------------------- |
| Andrics (1–0) 48' Bardi (2–0) 78' Diarra 44' Pávkovics 46' Balázs 56' | (0 – 0) Jegyzőkönyv | 68' Szekulics 78' Takács 84' Tőzsér |

| Széktói Stadion, Kecskemét Nézőszám: 700 Játékvezető: Iványi Zoltán (magyar) Asszisztensek: Medovarszki János és Kormányos II. Gábor |

Újpest FC: Balajcza  – Balogh, Heris (Pávkovics  3'), Kecskés Mohl – Windecker, Balázs – Andrics (Lázok  90+1'), Bardi, Diarra – Perovics (Cseke  73') – Lázok · Fel nem használt cserék: Banai (kapus), Nagy G., Angelov, Szankovics · Vezetőedző: Nebojsa Vignjevics 
A nem túl nagy iramú első félidő közepén az Újpest ragadta magához a kezdeményezést, s több helyzetet is kialakított, gólt azonban nem tudott szerezni. A fordulást követően hamar vezetéshez jutott az Újpest, Verpecz nagy hibáját Andrics használta ki. Hátrányban a Debrecen megpróbált többet támadni, de játékából hiányzott az átütőerő, így az Újpest viszonylag könnyedén hárította ezeket a kísérleteket. A hajrában a fővárosiak Bardi révén növelték előnyüket, amivel gyakorlatilag el is döntötték a három pont sorsát. Balajcza Szabolcs, az Újpest kapusa így kapott gól nélkül ünnepelhette 350. bajnoki mérkőzését. A lila-fehérek ezt megelőzően legutóbb augusztus 13-án gyűjtötték be a három pontot házigazdaként.
Nem kezdődött jól az összecsapás, sajnos Herist hamar elveszítettük (a belga védő előreláthatólag 4-6 hét kihagyás után térhet vissza). Az első 45 perc kiegyenlített játékot hozott, mindkét oldalon voltak helyzetek, de nem esett gól. A félidőt követően hamar megszereztük a vezetést, majd a második találatunkkal el is döntöttük a lényegi kérdéseket. Büszke vagyok a fiúkra, ma is minden erejükkel azon voltak, hogy megszerezzük a három pontot. Szeretném megköszönni a szurkolóinknak a biztatást, amivel nemcsak a mai délután, hanem az egész őszi szezonban megtiszteltek bennünket.
Gratulálok az ellenfélnek a győzelemhez. Az első félidő elején voltak helyzeteink, a mérkőzés többi részében az Újpest akarata érvényesült, és megérdemelték a győzelmet. A második félidőben kétes szituáció előzte meg az Újpest gólját. Próbáltam kettős cserével frissíteni a játékunkon, de az új játékosok nem adtak pluszt. Utána is voltak helyzeteink, de ezek kimaradtak. A mai mérkőzésen is volt olyan szituáció, amelyen a Loki játékosait nem megfelelően ítélték meg a játékvezetők.
| Csapat   | Labdabirtoklás | Lövés | Kaput talált lövés | Gól | Szöglet | Szabálytalanság | Les | Sárga lap | Piros lap | Pontos passz | Megnyert párharc |
| -------- | -------------- | ----- | ------------------ | --- | ------- | --------------- | --- | --------- | --------- | ------------ | ---------------- |
| Újpest   | 28:01 (53,81%) | 12    | 5                  | 2   | 5       | 14              | 4   | 3         | 0         | 343 (74,4%)  | 104 (55,32%)     |
| Debrecen | 24:03 (46,19%) | 13    | 2                  | 0   | 5       | 14              | 3   | 3         | 0         | 286 (72,59%) | 84 (44,68%)      |

- Az Újpest az utolsó tíz őszi fordulóban veretlen maradt, de mindössze két győzelmet aratott ebben az időszakban.
- A lila-fehérek augusztus 21. óta minden fordulóban szereztek gólt. Még egy csapat mondhatja el ugyanezt magáról: a Budapest Honvéd.
- Pályaválasztóként a lilák augusztus 13. óta először tudtak győzni.
- Enisz Bardi a nyolcadik, Nemanja Andrics a negyedik gólját szerezte a bajnoki szezonban. Az utolsó három őszi fordulóban csak ők szereztek gólt a lila-fehéreknél.
- A DVSC-Teva sorozatban harmadszor veszített a bajnokságban. Hasonlóra legutóbb 2012 őszén volt példa.
- Leonel Pontes 3-4-8-as mutatót ért el ősszel a Lokival. Ez 35,55 százalékos teljesítmény. Ez az utóbbi tíz év leggyengébb edzői teljesítménye a klubnál – Zdeněk Ščasný 23,08 százaléka után.
- Az Újpest, amely e győzelemmel visszatért a tabella felső felébe, négy ponttal és négy hellyel marad el 2015-ös őszi önmagától. A DVSC csak két hellyel, de nyolc ponttal gyengébb a 2015 őszi Lokinál.[65]

| 20. forduló 2017. február 18., szombat 15:30 (M4 Sport) |

| Videoton FC                                                                              | 5 – 1               | Újpest FC                                         |
| ---------------------------------------------------------------------------------------- | ------------------- | ------------------------------------------------- |
| Hadzsics (1–1) 32' Scsepovics (2–1) 58' · (4–1) 83' Szuljics (3–1) 64' Stopira (5–1) 84' | (1 – 1) Jegyzőkönyv | 7' (0–1) Perovics 17' Kálnoki-Kis 65′, 65′ Diarra |

| Pancho Aréna, Felcsút Nézőszám: 2 179 Játékvezető: Solymosi Péter (magyar) Asszisztensek: Varga Zsolt és Márkus Tamás |

Újpest FC: Balajcza  – Balázs, Kálnoki-Kis, Pávkovics, Mohl – Balogh B., Diarra, Szankovics, Andrics (Windecker  77') – Perovics (Lázok  69'), Bardi (Cseke  69') · Vezetőedző: Nebojsa Vignjevics
Agresszív letámadással kezdte a találkozót az Újpest, ami megzavarta a listavezetőt. A gyorsan megszerzett vendégvezetés után a Videoton fokozta a tempót és bő félóra elteltével egyenlített. Két perccel később akár vezethettek volna a fehérváriak, de a védők közül kiugró Scsepovics az újpesti kapu mellé lőtte a labdát. Fordulást követően tovább folytatódott a nagy iramú, lüktető játék. A Videoton találta meg előbb a gólhoz vezető utat, sőt hat percen belül kétszer is a kapuba talált, ezzel gyakorlatilag eldöntötte a mérkőzést. A hátrányba került Újpest helyzetét tovább rontotta Diarra, aki a harmadik fehérvári gól utáni heves reklamálásért sárga lapot kapott, majd miután nem hagyta abba, Solymosi játékvezető második sárgával leküldte a pályáról a játékost. A folytatásban a vendégek szépíthettek volna, ehelyett a Videoton szerzett újabb két gólt, így végül fölényes győzelmet aratott.
Nagyon jó mérkőzést játszottunk, az öt egy remek eredmény. Az első tíz-tizenöt percben ugyan nem úgy játszottunk, ahogy kellett volna, de kalapot emelek játékosaim előtt, mert gyorsan tudtak változtatni. A második félidő különösen jól sikerült, elégedett vagyok vele, ahogyan játszottunk. Marko Scsepovics remekül futballozott. Nemcsak gólokat rúgott, hanem helyzeteket teremtett társainak. Az edzőmérkőzéseken sajnos nem talált be a kapuba, de a héten ő maga tréfálkozott, hogy ami a felkészülési találkozókon nem sikerült, majd az Újpest ellen bejön. Örülök, hogy igaza lett – fogalmazott a szakember, aki kérdésre válaszolva Asmir Suljicsról is beszélt. – Azért, mert valaki kihagy egy helyzetet, nem cserélem le. Az első félidei teljesítményével egyébként nem volt probléma, jól játszott, és a hozzáállása is megfelelő volt. A szünetben kértem tőle, hogy ne leszegett fejjel menjen vissza a pályára, hanem összpontosítson arra, hogy továbbra is jól futballozzon, mert csak idő kérdése, és jön a gól. Annak is örülök, hogy igazam lett.
Két részre bontanám a kilencven percet. Az első hatvan percben szervezetten, fegyelmezetten és jól játszottunk. A kiállítás után azonban egy másik mérkőzés vette kezdetét. Onnantól fogva sajnos már egy másik Újpest volt a pályán. Sajnálom, hogy így ért véget a mérkőzés.Végzetes hiba volt az egy egynél kihagyott helyzet. Addig jól játszottunk, és csakugyan könnyedén megszerezhettük volna a vezetést másodszor is. A Videoton második gólja előtt szinte a teljes csapatunk az ellenfél térfelén tartózkodott, amit aztán ki is használtak a fehérváriak. Az a gól tulajdonképpen a semmiből jött. Souleymane Diarra kiállítását nem szeretném kommentálni, mert akkor a játékvezető teljesítményét is értékelnem kellene. De annyit elmondhatok, nem tetszett, ahogyan Diarra viselkedett. A csapatomnak ugyanakkor gratulálok, mert hatvan percig csakugyan jól futballozott. Biztos vagyok benne, hogy a folytatásban lesz ez még jobb is.
| Csapat   | Labdabirtoklás | Lövés | Kaput talált lövés | Gól | Szöglet | Szabálytalanság | Les | Sárga lap | Piros lap | Pontos passz | Megnyert párharc |
| -------- | -------------- | ----- | ------------------ | --- | ------- | --------------- | --- | --------- | --------- | ------------ | ---------------- |
| Videoton | 28:57 (52,72%) | 18    | 8                  | 5   | 3       | 10              | 1   | 0         | 0         | 442 (77,14%) | 128 (54,01%)     |
| Újpest   | 25:58 (47,28%) | 8     | 2                  | 1   | 3       | 19              | 4   | 1         | 1         | 379 (74,02%) | 109 (45,99%)     |

- A Videoton FC harmadszor szerzett öt gólt, s egyben harmadszor nyert 5–1-re a mostani bajnoki idényben Felcsúton. Az első két áldozata a DVSC és a Paks volt.
- Marko Scsepovics a duplájával a góllövőlista élére ugrott, megelőzte a klub házi góllövőlistáján is a Dél-Koreába távozott Feczesin Róbertet. Harmadszor szerzett két gólt egy bajnoki találkozón az idényben.
- Henning Berg együttese a legutóbbi nyolc hazai bajnokijából – egy döntetlen mellett – hetet megnyert.
- A Vidi legutóbbi tíz bajnoki góljából csak egyet nem délszláv játékos szerzett. Stopira a harmadik gólját érte el az OTP Bank Liga 2016–2017-es idényében, ha ő a kapuba talált, a Videoton FC legalább három szerzett gólig jutott a mérkőzésen.
- Asmir Szuljics tavaly április 23-án szerzett legutóbb bajnoki gólt a mostani előtt.
- Az Újpest tíz emberrel fejezte be a mérkőzést, Diarra kiállítása miatt (65. perc).
- A lila-fehérek a legutóbbi vereségüket is a Videoton FC-től szenvedték el. A két meccs között tíz találkozón veretlenek maradtak.[68]

| 21. forduló 2017. február 25., szombat 15:30 |

| Szombathelyi Haladás | 0 – 2               | Újpest FC                                |
| -------------------- | ------------------- | ---------------------------------------- |
|                      | (0 – 1) Jegyzőkönyv | 13' (0–1) Perovics 90+3' (0–2) 78' Szűcs |

| Káposztás utcai Stadion, Sopron Nézőszám: 1 834 Játékvezető: Andó-Szabó Sándor (magyar) Asszisztensek: Szilasi Szabolcs, Németh Ádám |

Újpest FC: Balajcza  – Balázs, Pávkovics Bence, Kálnoki-Kis, Mohl – Windecker, Cseke (Szűcs  74') – Balogh B. (Kecskés  90+2'), Szankovics, Andrics – Perovics (Heris  65') · Fel nem használt cserék: Kovács (kapus), Hazard, Nagy G., Lázok · Vezetőedző: Nebojsa Vignjevics 
A három bajnoki találkozó óta nyeretlen szombathelyieknek ez volt az idei első tétmérkőzésük, ugyanis a Magyar kupából már ősszel kiestek, míg múlt héten elhalasztották a Vasas elleni meccsüket az újpesti Szusza Ferenc Stadion játékra alkalmatlan pályája miatt. Az Újpest kezdte aktívabban a mérkőzést, agilisabb játéka pedig szűk negyedórán belül eredményre vezetett. A gól utáni percekben a Haladás került fölénybe, ugyanakkor az újpesti gyors ellentámadások legalább akkora veszélyt jelentettek a kapura, sőt igazából Királynak kellett bravúrt bemutatnia ahhoz, hogy ne módosuljon az eredmény a szünetig. A folytatásban sem változott a játék képe, a Haladás futballozott fölényben, míg az Újpest kontrákra rendezkedett be. Mindkét csapat előtt adódtak helyzetek, de a befejezésekbe rendre hiba csúszott, mígnem a hosszabbításban a vendégek egy újabb találattal bebiztosították a sikerüket.
Sajnos az újpestiek egy nagy hibánkat kihasználták, és korán vezetést szereztek. Ám ez nem tört meg bennünket, küzdöttünk, hajtottunk. A helyzeteink is megvoltak, de érezzük, ennél valóban több kellett volna, sajnos nem voltunk eléggé „élesek" a vendégkapu előtt. Ezequiel Calventétől is többet vártunk. Túlságosan sokat mozgott vissza, holott a kapunál lett volna rá igazán szükségünk. Nem tudta azt a teljesítményt nyújtani, amit az edzéseken és a felkészülési mérkőzéseken láthattunk tőle. Sajnos ez hatással volt a támadójátékunkra. Ráadásul a szünetben már fájlalta a bokáját, lehet, előbb kellett volna lecserélnem. Összességében úgy éreztem, nem szedtek szét minket hátul, igaz, sajnos két gólt is kaptunk, a másodikat már a hosszabbítás hosszabbításában. Egészen addig megvolt a lehetőségünk az egyenlítésre, habár mint mondtam, hiányzott hozzá a plusz.
Nagyon örülök, hogy így alakult. Fegyelmezett, szervezett játékunk meghozta az eredményét. Jókor szereztük a vezető gólunkat, ez nagyban meghatározta a mérkőzés menetét. Elismerem, nem sok szép megoldást láthattak a nézők, a csapatok inkább azzal voltak elfoglalva, hogy megállítsák a másikat. Ezért volt több a taktikai szabálytalanság is. Több játékosunk hiányzott, ezért a taktikánkat a megmaradtakhoz kellett igazítanunk. Ez azzal járt, hogy a középpályán sajnos kevésbé voltunk kreatívak, ezt pedig szervezettséggel igyekeztünk ellensúlyozni. Elismerés jár a játékosaimnak, mert megoldották a feladatukat. A második félidőben a Haladás fokozta a nyomást, és az elöl lévő Mihajlo Perovics már nem tudta megtartani a labdát. Ezért gyors, agresszív játékosra volt a helyén szükségem. Lázok János is ott ült a kispadon, de Heris mellett döntöttem, akinek amúgy nem volt ismeretlen ez a poszt.
| Csapat  | Labdabirtoklás | Lövés | Kaput talált lövés | Gól | Szöglet | Szabálytalanság | Les | Sárga lap | Piros lap | Pontos passz | Megnyert párharc |
| ------- | -------------- | ----- | ------------------ | --- | ------- | --------------- | --- | --------- | --------- | ------------ | ---------------- |
| Haladás | 30:57 (53,78%) | 10    | 2                  | 0   | 4       | 11              | 3   | 0         | 0         | 427 (80,41%) | 97 (47,55%)      |
| Újpest  | 26:36 (46,22%) | 12    | 5                  | 2   | 4       | 28              | 3   | 1         | 0         | 361 (78,82%) | 107 (52,45%)     |

- Az Újpest november 19. óta először nyert idegenbeli bajnoki mérkőzést. A szezonban ez a negyedik győzelme vendégként.
- Mihajlo Perovics mindkét eddigi tavaszi fordulóban szerzett akciógólt. Egyedüliként az élvonal játékosai közül.
- Szűcs Kristóf élete első NB I-es mérkőzésén gólt szerzett.
- A lila-fehérek a legutóbbi nyolc mérkőzésükön veretlenek maradtak a Haladás ellen.
- Mészöly Géza együttese a legutóbbi nyolc bajnoki mérkőzéséből csupán egyet tudott megnyerni.
- Amióta Sopronban játszik pályaválasztóként, ilyen „súlyos” vereséget még nem szenvedett. Korábbi két veresége ugyanis egygólos volt.
- Sopronban, OTP Bank Liga-mérkőzésen, mindössze harmadszor maradt szerzett gól nélkül a Haladás.[71]

| 22. forduló 2017. március 4., szombat 18:00 (tv: M4 Sport) |

| Újpest FC                                          | 0 – 1               | Ferencvárosi TC                                    |
| -------------------------------------------------- | ------------------- | -------------------------------------------------- |
| Balázs 34' Cseke 52' Pávkovics 66' Windecker 90+6' | (0 – 1) Jegyzőkönyv | 35' (0–1) Gera 84' Djuricin 88' Radó 90+6' Csukics |

| Szusza Ferenc Stadion, Budapest Nézőszám: 8 005 Játékvezető: Farkas Ádám (magyar) Asszisztensek: Ring György és Buzás Balázs, alapvonali: Berke Balázs és Szilasi Szabolcs |

Újpest FC: Balajcza  – Balázs, Kálnoki-Kis, Pávkovics, Mohl – Szankovics (Hazard  83'), Cseke (Heris  58') – Balogh, Windecker, Andrics – Perovics (Lázok  58') · Fel nem használt cserék: Kovács (kapus), Nagy G., Kecskés, Szűcs · Vezetőedző: Nebojsa Vignjevics
Az Újpest és a Ferencváros derbijének első félórája kevés helyzetet hozott, becsülettel gyűrték ugyan egymást a csapatok, de nem volt látványos a játék. A 35. percben aztán egy szabadrúgásból vezetést szerzett a Fradi, Gera Zoltán 17 méterről tekert a sorfal mellett a kapuba, úgy, hogy a labda még megpattant egy újpesti játékoson (0–1). A második félidőben az Újpest valamivel bátrabban próbált támadni, de nem sok sikerrel, továbbra sem találta a fogást az ellenfél védelmén. A legnagyobb hazai helyzetet Lázok János hagyta ki a 75. percben, amikor 4 méterről a kapu fölé lőtt. Az utolsó negyedórában elkeseredetten támadott az Újpest, de hiába, a Fradi megőrizte előnyét, 1–0-ra megnyerte a találkozót.
Kidolgoztuk a helyzeteket, ilyen szempontból jobbak is voltunk a Ferencvárosnál, de a kapu előtt hiányzott az utolsó érintés, amivel meg tudtuk volna nyerni az összecsapást. A Fradi kivárta azt a lehetőséget, amivel megszerezte a győzelmet. Mindent megtettünk, ilyen teljesítmény után csak gratulálni tudok a csapatnak, menni kell tovább előre.
Alapvetően jó mérkőzés volt, inkább a küzdelem került előtérbe. Ez a két csapat Magyarország legjelentősebb derbijét játszotta, mégis egy olyan libalegelőn kellett játszanunk, amilyen pálya a német ötödosztályban sincs. Hihetetlen, hogy ilyen nehéz körülmények között kellett ma lejátszanunk a derbit. A nézők látványos akciókat, gólhelyzeteket akarnak látni, az ilyen pályán azonban csak hosszú labdákkal lehet operálni. A győzelemnek természetesen örülök, a csapatnak nagyszerű hete volt, de ha jobb lett volna a pálya, sokkal jobb mérkőzést láthattunk volna. Örülök annak, hogy nem nőtt a különbség, és begyűjtöttük a három pontot.
| Csapat      | Labdabirtoklás | Lövés | Kaput talált lövés | Gól | Szöglet | Szabálytalanság | Les | Sárga lap | Piros lap | Pontos passz | Megnyert párharc |
| ----------- | -------------- | ----- | ------------------ | --- | ------- | --------------- | --- | --------- | --------- | ------------ | ---------------- |
| Újpest      | 28:04 (55,27%) | 13    | 1                  | 0   | 4       | 23              | 0   | 4         | 0         | 417 (80,5%)  | 92 (44,02%)      |
| Ferencváros | 22:43 (44,73%) | 5     | 3                  | 1   | 3       | 9               | 1   | 3         | 0         | 275 (72,94%) | 117 (55,98%)     |

- A Ferencváros a századik győzelmét aratta az Újpest ellen bajnoki meccsen.
- A lila-fehérek három fordulón belül kétszer is kikaptak, ilyenre szeptember vége óta nem volt példa.
- Nebojsa Vignjevics együttese a 2016–2017-es bajnoki idényben harmadszor nem szerzett gólt pályaválasztóként. Éppen három fővárosi rivális, a Honvéd, az MTK és a Ferencváros ellen, csak a Vasas kapujába talált be (2–2), de ott sem nyert.
- Az Újpest–Ferencváros vagy Ferencváros–Újpest derbik közül a legutóbbi öt bajnokin nem nyert a hazai csapat.
- Gera Zoltán november 19. óta először szerzett gólt. 2002. szeptember 1. óta először lőtt bajnoki meccsen gólt az Újpestnek.
- Thomas Doll együttese tavasszal még nem kapott gólt a bajnokságban.
- A bajnok négy nyeretlen találkozója után győzött ismét a bajnokságban.[74]

### Harmadik kör
| 23. forduló 2017. március 11., szombat 18:00 |

| Újpest FC                                 | 1 – 1               | Budapest Honvéd FC                                              |
| ----------------------------------------- | ------------------- | --------------------------------------------------------------- |
| Angelov (1–1) 90+1' Heris 17' Kecskés 56' | (0 – 1) Jegyzőkönyv | 27' (0–1) 24' Zsótér 30' Holender 72' Lanzafame 90' Ikenne-King |

| Szusza Ferenc Stadion, Budapest Nézőszám: 3 130 Játékvezető: Kassai Viktor (magyar) Asszisztensek: Tóth II. Vencel, Becséri Gergely |

Újpest FC: Balajcza  – Heris (Angelov  82'), Kálnoki-Kis, Kecskés, Mohl – Cseke, Windecker – Balogh, Diarra, Andrics (Perovics  72') – Lázok (Balázs  64') · Fel nem használt cserék: Kovács (kapus), Hazard, Szankovics, Pávkovics · Vezetőedző: Nebojsa Vignjevics 
A találkozó elején az Újpest alakított ki több lehetőséget, melyek magukban hordozták a gólszerzés esélyét, egy védelmi hibát kihasználva azonban – Mohl nem tudott rendesen felszabadítani egy beadás után – Zsótér bombagóljával mégis a vendégek szereztek vezetést. Ez annyira megzavarta a lila-fehéreket, hogy kis híján gólt lövettek Lanzafaméval, de az olasz támadó nem bírt egy az egyben Balajczával, igaz, a kapus a támadó lábát is elsodorta a 16-oson belül. A fordulást követően óriási erőbedobással indultak meg a lila-fehérek az egyenlítés érdekében, és sorozatban alakították ki a helyzeteket, míg a kispestiek gyors kontrákkal próbáltak veszélyeztetni. Éppen ezért kifejezetten izgalmas, lüktető 20-30 percet láthatott a közönség, a hajrára azonban az Újpest kissé elkészült az erejével, így a támadások is alább hagytak. Ennek ellenére a 91. percben egy szöglet utáni kavarodásban az Újpest egyenlíteni tudott, ezzel egy pontot otthon tartott.
Vegyes érzések kavarognak bennem, hiszen normális esetben örülnöm kellene a hosszabbításban szerzett gólnak, de így, hogy csak döntetlenre volt elég, nem teljes az örömöm. Hasonló volt a játék képe, mint a múlt heti, Ferencváros elleni mérkőzésen, sajnos a befejezéseknél, a legfontosabb passzoknál rontottunk. Az egyéni képességek behatároltak, hiányzik az a kis plusz, amely a gólokhoz kell. Várható volt, hogy miután vezetést szereztek a kispestiek, kontrákra rendezkednek be, ez is történt. A fordulás után kicsit koncentráltabban futballoztunk, ez is kellett az egyenlítéshez. No meg az, hogy nagy erőfeszítéseket tegyünk azért, hogy legalább egy pontot szerezzünk. A sérült Enisz Bardi nyolc gólt szerzett eddig a bajnoki szezonban. Épp az ilyen kaliberű futballisták szerepét említettem, amikor a gólpasszokról, gólokról, veszélyesen belőtt szabad- és szögletrúgásokról beszéltem. Hiányzik, nagyon is, várjuk, hogy újra a segítségünkre lehessen.
Egyelőre nem tudjuk, mire lesz elég az egy pont, nyilván rendkívül bosszantó, hogy a hosszabbításban egyenlítettek a hazaiak. Akadtak lehetőségeink, de az utolsó húsz percben inkább az Újpest támadott, sajnos nem is húztuk ki kapott gól nélkül. Az előző fordulóban, a Videoton elleni három nullás vereség után kritizáltam Andó-Szabó Sándor ténykedését, és akkor megfogadtam, hogy többet nem nyilatkozom a játékvezetőkről. Úgyhogy most nem is cifráznám tovább, legyen elég annyi, hogy mindenkinek van szeme, láthatta, mi történt Lanzafame tizenhatoson belüli eseténél.
| Csapat | Labdabirtoklás | Lövés | Kaput talált lövés | Gól | Szöglet | Szabálytalanság | Les | Sárga lap | Piros lap | Pontos passz | Megnyert párharc |
| ------ | -------------- | ----- | ------------------ | --- | ------- | --------------- | --- | --------- | --------- | ------------ | ---------------- |
| Újpest | 28:02 (57,8%)  | 8     | 4                  | 1   | 9       | 13              | 8   | 2         | 0         | 376 (75,5%)  | 109 (52,4%)      |
| Honvéd | 20:28 (42,2%)  | 10    | 3                  | 1   | 5       | 20              | 3   | 4         | 0         | 250 (71,43%) | 99 (47,6%)       |

- Az Újpest továbbra is nyeretlen a Szusza Ferenc Stadionba visszatérése óta. Pályaválasztóként augusztus 13. óta egyetlen mérkőzését tudta megnyerni.
- A lila–fehérek négy gólt szereztek eddig 2017-ben a bajnokságban. Egyik gól „gazdája” sem játszotta végig az ominózus mérkőzést, Perovicsot mindkétszer lecserélte Nebojsa Vignjevics, Szűcs Kristóf és Viktor Angelov pedig egyaránt a hajrára állt be. A macedón csatár NB I–es pályafutása első gólt lőtte a Honvéd kapujába, mindössze hét perccel a beállása után.
- A mostani bajnoki szezonban az Újpest eddigi 23 mérkőzéséből tíz döntetlenre végződött.
- A két csapat legutóbbi nyolc egymás elleni bajnokijából öt döntetlenre végződött.
- Ugyanakkor a Budapest Honvéd november 19. óta először „ikszelt” az OTP Bank Ligában.
- Október 22. óta először fordult elő, hogy Marco Rossi csapata két egymást követő bajnokiján nyeretlen maradt.
- Zsótér Donát 2016. április 20. óta az első bajnoki gólját lőtte.[77]

| 24. forduló 2017. április 1., szombat 18:00 |

| Diósgyőri VTK                                                              | 3 – 1               | Újpest FC                                                      |
| -------------------------------------------------------------------------- | ------------------- | -------------------------------------------------------------- |
| Makrai (1–0) 19' Ugrai (11-esből) (2–0) 32' Karan 72' (3–1) 69' Lipták 54' | (2 – 0) Jegyzőkönyv | 52' (2–1) Lázok 14' Balogh 41' Diarra 66' Bardi 89' Szankovics |

| Városi stadion, Mezőkövesd Nézőszám: 2 295 Játékvezető: Farkas Ádám (magyar) Asszisztensek: Szert Balázs, Varga Gábor |

Újpest FC: Balajcza  – Heris, Kecskés (Cseke  64'), Kálnoki-Kis, Balázs – Windecker, Szankovics – Balogh, Angelov (Perovics  76'), Diarra – Lázok (Bardi  64') · Fel nem használt cserék: Kovács (kapus), Hazard, Nagy G., Szűcs · Vezetőedző: Nebojsa Vignjevics 
Nagy lendülettel kezdett a Diósgyőr, ennek köszönhetően korán megszerezte a vezetést. Az Újpest kicsit meg is zavarodott ettől, a vendéglátók pedig a félidő közepére növelték előnyüket. Az, hogy a három pont sorsa nem dőlt el már az első játékrészben, Balajcza Szabolcsnak, a vendégek veterán kapusának volt köszönhető, aki nem sokkal a szünet előtt egy hatalmas bravúrt mutatott be. A fordulást követően az Újpestnek gyors gólra volt szüksége, Lázok János pedig meg is szerezte ezt, így teljesen nyílt lett az összecsapás. A lilák kisebb fölénybe kerültek, ám egy szöglet után az előre húzódó Dejan Karan visszaállította a kétgólos különbséget. A hajrában ugyan megvoltak az Újpest lehetőségei, de az eredmény nem változott. A Diósgyőr idén először diadalmaskodott a pontvadászatban, ez pedig fontos három pontot jelent az utolsó előtti, azaz kieső helyen álló gárdának.
Bíztam a győzelemben. Nehéz mérkőzés volt, de szerintem megérdemelten szereztük meg a három pontot. Le a kalappal a fiúk előtt! Végig jól teljesítettek, és a szépítés után sem estek össze, tovább játszottak úgy, ahogy elterveztük, és megszereztük a harmadik gólt is, amellyel biztossá tettük a sikerünket. Rengeteget dolgoztunk, és az döntő lehetett, hogy a játékosok ki voltak éhezve egy ilyen sikerre. Tele vannak becsvággyal, és nagyon sokat dolgoztak azért, hogy ezt a mérkőzést megnyerjék.
A DVTK már a mérkőzés elejétől jobb volt. Érezni lehetett, hogy neki élet-halál ez a mérkőzés, úgy is álltak hozzá játékosai, belőlünk pedig hiányzott a kellő agresszió. Nem tudtunk felpörögni a megfelelő fordulatszámra, a két hazai gól után pedig már nagyon nehéz dolgunk volt. Azt kértem, hogy legyünk sokkal agresszívabbak, harcosabbak, és bár sikerült szépítenünk, el kell ismerni, hogy ellenfelünk megérdemelten nyert. A Diósgyőr ellen idegenben mindig jó atmoszférájú meccseket játszunk, most is így volt. A hazaiak hosszú labdákkal operáltak, és sokat küzdöttek a lepattanókért. Motiváltak voltak, egységesek, míg nálunk hiányzott a csapatjáték, mindenki egyénileg akarta megoldani a helyzetet. Kérdeztem is a szünetben: gólt akarunk szerezni, vagy valaki el akarja vinni a labdát a gólvonalig? A kettő nem ugyanaz, és a futballban a csapatjáték nagyon fontos. Ebben ezúttal alulmaradtunk.
| Csapat   | Labdabirtoklás | Lövés | Kaput talált lövés | Gól | Szöglet | Szabálytalanság | Les | Sárga lap | Piros lap | Pontos passz | Megnyert párharc |
| -------- | -------------- | ----- | ------------------ | --- | ------- | --------------- | --- | --------- | --------- | ------------ | ---------------- |
| Diósgyőr | 20:46 (51,36%) | 16    | 5                  | 3   | 6       | 25              | 3   | 2         | 0         | 215 (71,67%) | 115 (53,24%)     |
| Újpest   | 19:40 (48,64%) | 12    | 7                  | 1   | 4       | 21              | 1   | 4         | 0         | 283 (78,18%) | 101 (46,76%)     |

- A Diósgyőr először játszott bajnoki mérkőzést Bódog Tamás irányításával – és először nyert!
- A DVTK először szerzett pontokat a tavaszi idényben, rögtön hármat is.
- Amióta a Diósgyőr elköltözött saját stadionjából, öt bajnokit játszott pályaválasztóként. Ezek közül négyet megnyert, csupán az MTK-tól kapott ki.
- Makrai Gábor élete első élvonalbeli találatát érte el. Dejan Karan a másodikat, ő 2015 márciusában az elsőt éppen a Diósgyőr ellen szerezte.
- Ugrai Roland a harmadik góljánál tart a bajnoki idényben. Szerdán a Ferencváros elleni kupamérkőzésen is értékesített egy büntetőt.
- Az Újpest a legutóbbi három fordulóban csupán egy pontot szerzett.
- A lila-fehérek 2009. augusztus 9. óta nyeretlenek a bajnokságban a Diósgyőr vendégeként. Ez volt a hetedik alkalom, hogy nem tudtak nyerni.[80]

| 25. forduló 2017. április 8., szombat 18:00 |

| Újpest FC                                            | 1 – 1               | Paksi FC                                           |
| ---------------------------------------------------- | ------------------- | -------------------------------------------------- |
| Heris (1–1) 65' Kovács 31' Diarra 49' Perovics 90+3' | (0 – 1) Jegyzőkönyv | 23' (11-esből) (0–1) Bartha 59' Lenzsér 83' Vernes |

| Szusza Ferenc Stadion, Budapest Nézőszám: 1 568 Játékvezető: Karakó Ferenc (magyar) Asszisztensek: Horváth Róbert, Becséri Gergely |

Újpest FC: Kovács (Banai  szünetben) – Balázs, Pávkovics, Kálnoki-Kis, Mohl – Cseke, Windecker  – Balogh, Bardi (Perovics  85'), Andrics (Heris  64') – Diarra · Fel nem használt cserék: Kecskés, Nagy G., Szankovics, Hazard · Vezetőedző: Nebojsa Vignjevics 
Az Újpest volt kezdeményezőbb a mérkőzés elején, de fölénye meddőnek bizonyult. A vendégek büntetőből váratlanul vezetést szereztek, a bekapott gól pedig nagyon megzavarta a hazaiakat. A Paks könnyen megduplázhatta volna előnyét, de előbb egy gyors ellentámadás végén Hahn nagy helyzetben célt tévesztett, majd Bartha második 11-esét Kovács kivédte.
A folytatásban is a Paks kontrái voltak veszélyesebbek. A játékot Heris beállása változtatta meg, ugyanis az újpesti játékos első labdaérintéséből betalált. Az egyenlítéstől a vendégek zavarodtak meg, s előbb kapufa, majd Molnár bravúros védése, végül a lest jelző bíró mentette meg őket a góltól. A hajrára rendezte sorait a Paks, így sikerült megőriznie az eredményt és egy pontot elvinnie Újpestről. A pontosztozkodással mindkét csapat sorozata folytatódott: az Újpest négy meccse nyeretlen, míg a Paks nyolc találkozó óta veretlen a bajnokságban.
Nagyon szervezetten futballozott az ellenfelünk, s azt gondolom, ezt eddig valamennyi Paks elleni mérkőzésünk után elmondhattam. Jól ismerjük vetélytársunkat, tudjuk, hogy nagyon szervezett, és van elképzelése arról, hogyan építse fel a támadásait. Az első félidőben fölényben volt, el is dönthette volna a mérkőzést, ha a kialakított ziccereire vagy a büntetőkre gondolok. Kicsit úgy nézett ki, mintha bemelegítettünk volna a második félidőre. Addig úgy tűnt, néhány játékos nem kellően motivált, másokban meg nincs elegendő energia az igazán jó teljesítményhez. Ám ahhoz képest, hogy szerdán a Vasas elleni kupameccsen mekkorát küzdöttek a játékosok, elégedett lehetek a második félidőben mutatott teljesítményünkkel. Elkezdtünk futballozni, feljavult a játékunk – fogalmazott a szakember, aki kérdésre válaszolva a védő, de ismét a támadósorba beálló, és becserélése után rögtön gólt is szerző Jonathan Heris szerepéről is beszélt. – Követnünk kell a légiósokra vonatkozó előírásokat. Már a szünetben pályára küldtem volna, de akkor Kovács Zoltán vállsérülése miatt módosítani kellett a terven. Nagyon sokat hozzátett a játékunkhoz, de nem volt ez nehéz edzői döntés, hiszen gyors és fizikailag kiemelkedő képességű játékosról van szó, logikus lépés volt a pályára küldése.
Hogy elégedett vagyok-e? Nem könnyű erre felelni. Az első félidővel igen, a másodikkal már kevésbé. A szünetig el kellett volna döntenünk a mérkőzést, a második félidőben kikaphattunk volna, így igazságosnak mondható a döntetlen, amely szerintem jó mérkőzésen született. Mind a két csapat sokat támadott, több helyzet is adódott, szerintem a szurkolók jól szórakoztak. A sok kihagyott helyzet lelkileg megviselt minket. A második büntető kulcsfontosságú volt, talán másképp alakul a mérkőzés, ha két góllal tudunk vezetni. Ugyanakkor az újpestieket feldobhatta, hogy kimaradt a tizenegyes. A futballnak vannak törvényszerűségei, és ezen a mérkőzésen is érvényesültek.
| Csapat | Labdabirtoklás | Lövés | Kaput talált lövés | Gól | Szöglet | Szabálytalanság | Les | Sárga lap | Piros lap | Pontos passz | Megnyert párharc |
| ------ | -------------- | ----- | ------------------ | --- | ------- | --------------- | --- | --------- | --------- | ------------ | ---------------- |
| Újpest | 32:29 (55,99%) | 18    | 6                  | 1   | 4       | 19              | 4   | 3         | 0         | 444 (81,02%) | 87 (44,39%)      |
| Paks   | 25:32 (44,01%) | 9     | 4                  | 1   | 4       | 10              | 3   | 2         | 0         | 320 (73,39%) | 109 (55,61%)     |

- Miután a Videoton kikapott, a döntetlennel a Paks maradt a tavasz egyetlen veretlen csapata az OTP Bank Ligában. Csertői Aurél együttese november 26. óta, immár nyolc bajnokin nem talált legyőzőre.
- A zöld-fehérek az Újpest vendégeként kilenc mérkőzésből csak egyen kaptak ki.
- Bartha László a hetedik gólját szerezte a bajnoki idényben, de az elsőt büntetőből. Újpesten másodszor lőtt gólt a liláknak, először 2010. október 31-én.
- Jonathan Heris 2015. május 23. óta először szerzett gólt az NB I-ben.
- A Paks és az Újpest egyaránt tizenegyedszer játszott döntetlent, ezzel rekorderek az idényben.
- Az Újpest pályaválasztóként a legutóbbi tíz meccséből csupán egyet nyert meg, hétszer döntetlent játszott. A Megyeri útra történt visszaköltözése óta három mérkőzésen két gólt és egyben két pontot szerzett.
- Nebojsa Vignjevics együttese tavasszal eddig öt pontot gyűjtött, ezzel csak a 2017-es eredmények alapján a tizedik helyen állna, a Mezőkövesd és a Diósgyőr előtt. A Paks második lenne.[83]

| 26. forduló 2017. április 11., kedd 18:00 (tv: M4 Sport) |

| Vasas SC                                                     | 2 – 3               | Újpest FC                                                    |
| ------------------------------------------------------------ | ------------------- | ------------------------------------------------------------ |
| Gaál (1–2) 54' Király (2–3) 88' Debreceni 32' Ferenczi 90+1' | (0 – 2) Jegyzőkönyv | 4' (0–1) Heris 45+1' (0–2) Balogh 61' (1–3) Mohl 38' Kecskés |

| Bozsik József Stadion, Budapest Nézőszám: 1 100 Játékvezető: Andó-Szabó Sándor (magyar) Asszisztensek: Tóth II. Vencel, Szalai Dániel |

Újpest FC: Banai – Balázs, Kálnoki-Kis (Pávkovics  23'), Kecskés, Mohl – Diarra (Szankovics  90+2'), Windecker  – Balogh, Cseke, Andrics (Bardi  63') – Heris · Fel nem használt cserék: Balajcza (kapus), Szűcs, Nagy G., Gere · Vezetőedző: Nebojsa Vignjevics 
A találkozón hamar vezetést szerzett az Újpest, amely a meglepetésre támadóként szereplő Jonathan Heris góljával került előnybe a negyedik percben. A sérülés és eltiltás miatt tartalékosan felálló Vasas először a 22. percben veszélyeztetett, ám Berecz Zsombor tizenhat méterről nem találta el a kaput. A hajrában két ziccere is volt a "hazaiaknak", ám Banai Dávid bravúrjai után a lila-fehérek szereztek újabb gólt Balogh Balázs 25 méteres, tökéletesen helyezett szabadrúgásából. A második félidő elején felpörögtek az események: előbb Gaál Bálint közeli lövésével szépített a Vasas, majd Mohl Dávid szöglet után szerzett fejesgóljával ismét visszaállt a kétgólos különbség. Pár perccel később az angyalföldiek sarokrúgását követően Nemanja Andrics a gólvonalon állva mentett. A hajrában a csereként beállt Király Botond visszahozta a piros-kékek reményeit, ám hiába adódtak még az utolsó percekben is helyzetei a Vasasnak, ezeket sem tudta gólra váltani, így vereséget szenvedett.
Az NB I legfiatalabb tizenegyével álltunk fel, szívvel-lélekkel játszottunk. Három gólt kaptunk, kétszer visszajöttünk, harmadszor nem sikerült. Olyan tapasztalatokat szereztünk, amelyek szükségesek a továbbfejlődésünkhöz. Sok örömünk lesz még ebben a fiatal csapatban. Bíztam azokban, akiket pályára küldtem, megpróbálták megvalósítani a taktikai elképzeléseket. Kifejezetten jó mérkőzést játszottunk. Nem szeretek lamentálni azon, hogy ki hiányzott, most ezzel a csapattal léptünk pályára.
Először is gratulálok a játékosaimnak a győzelemért. Egy rendkívül feszült találkozón vagyunk túl, ami nagyon nehéz és egyben nagyon fontos volt nekünk. Több helyzetet is kialakítottunk a 90 perc alatt, amelyeket jól használtunk ki, és értékes három ponttal lettünk gazdagabbak.
| Csapat | Labdabirtoklás | Lövés | Kaput talált lövés | Gól | Szöglet | Szabálytalanság | Les | Sárga lap | Piros lap | Pontos passz | Megnyert párharc |
| ------ | -------------- | ----- | ------------------ | --- | ------- | --------------- | --- | --------- | --------- | ------------ | ---------------- |
| Vasas  | 28:07 (57,4%)  | 16    | 9                  | 2   | 7       | 16              | 1   | 2         | 0         | 356 (75,11%) | 105 (50,97%)     |
| Újpest | 20:52 (42,6%)  | 9     | 6                  | 3   | 2       | 20              | 4   | 1         | 0         | 230 (68,25%) | 101 (49,03%)     |

- A Vasas a legutóbbi öt bajnoki mérkőzéséből négyet elveszített. Az első hét tavaszi fordulóban hét pontot szerzett, szemben az első hét ősziben gyűjtött tizenhattal.
- Albérletben pályaválasztóként a piros-kékek hat mérkőzésen öt pontot szereztek, a legutóbbi három meccsüket kivétel nélkül 3–2-re veszítették el a Haladás, a Debrecen és az Újpest ellen.
- Gaál Bálint az első bajnoki gólját szerezte a Vasasban, ősszel, Haladás-játékosként hétig jutott. Király Botond a másodikat.
- Az Újpest 2017-ben másodszor nyert a Vasas vendégeként. A Magyar kupa-negyeddöntőben a hazai veresége miatt kiesett, így ez az értékesebb siker.
- Nebojsa Vignjevics együttese február 25. óta először nyert, ez volt a második tavaszi bajnoki sikere az idényben. A legutóbbi három idegenbeli bajnoki találkozóján hat pontot szerzett.
- Mohl Dávid az első, az előző fordulóban is eredményes Jonathan Heris a második, Balogh Balázs a harmadik gólját érte el az OTP Bank Liga 2016–2017-es idényében. Mohl ezt megelőzően legutóbb 2015. július 25-én, szintén egy a Vasas ellen idegenben megnyert bajnoki talált a kapuba (3–1).
- Az Újpest a Diósgyőr elleni, október 22-i 4-4 óta először szerzett a bajnokságban legalább három gólt egy mérkőzésen. Idegenben, bajnokin, szeptember végén, a Ferencváros ellen jutott háromig (3–3), Balogh Balázs akkor is szerzett gólt, sőt kettőt is.[87]

| 27. forduló 2017. április 15., szombat 18:00 |

| Újpest FC                              | 2 – 2               | Gyirmót FC Győr                                                                 |
| -------------------------------------- | ------------------- | ------------------------------------------------------------------------------- |
| Diarra 76' • (1–0) 25' Bardi (2–2) 57' | (1 – 1) Jegyzőkönyv | 36' (1–1) • 17' Bojovics 55' (1–2) • 88' Novák 59' Kolcák 77' Simon 84' Nagy S. |

| Szusza Ferenc Stadion, Budapest Nézőszám: 1 673 Játékvezető: Pintér Csaba (magyar) Asszisztensek: Viszokai László, Kóbor Péter |

Újpest FC: Banai – Balázs (Szűcs  42'), Kálnoki-Kis, Kecskés, Mohl – Cseke (Pávkovics  74'), Windecker  – Balogh, Bardi (Andrics  84'), Diarra – Heris · Fel nem használt cserék: Balajcza (kapus), Nagy G., Szankovics, Gere · Vezetőedző: Nebojsa Vignjevics 
Az Újpest ragadta magához a kezdeményezést a találkozó elején, de komolyabb helyzetig a félidő közepéig nem jutott el. Ekkor egy szöglet után Diarra révén a vezetést is megszerezte, néhány perccel később pedig az ezúttal középpályásként szereplő Heris növelhette volna az előnyt, de fejese a kapufán csattant, a kipattanót pedig közvetlen közelről az égbe lőtte. A vendégek nem sokkal később egy szöglet után egyenlítettek. A fordulást követően gyors gólváltás történt, majd a lila-fehérek pillanatai következtek, de több helyzetet is elpuskáztak. A hajrában is a hazaiak álltak közelebb a győzelemhez, a 93. percben azonban Mohl két méterről sem tudott a kapuba találni.
Egyáltalán nem abban a ritmusban futballoztunk, ahogy elterveztük. Ez természetesen több okra is visszavezethető, elsősorban arra, hogy eléggé szűk a keretünk, nem tudjuk megfelelően cserélgetni a játékosokat, ezért aztán többen tompán és fáradtan futballoznak. A vezető gólunk azonban felrázta a csapatot, s úgy tűnt, nem lehet baj. A Gyirmót egyenlítése után kezdődött minden elölről. Sőt a második félidő közepén még hátrányba is kerültünk, de mert jól küzdött a csapat, sikerült megszerezni az egy pontot. Egyébként pontosan tudtuk, hogy a vendégek nem adják meg könnyen magukat, most a saját bőrünkön is tapasztalhattuk.
Urbányi István vezetőedzőnk nagyszerűen készíti fel a játékosokat, akik, mint látható, az utolsó leheletükig küzdenek. Dinamikusan játszottunk, több lehetőségünk volt, ám váratlanul az Újpest szerezte meg a vezetést, de sikerült még az első félidőben egyenlíteni. A második találatunk után hamar jött az újpesti egyenlítés, s mert a gólunk után kicsit magasabbra toltuk a védekezést, így több helyük volt az újpesti csatároknak. Bár hozzáteszem, lesgyanús helyzetből született a hazai egyenlítés. Mi mindig csak a következő mérkőzéssel foglalkozunk, s mert mindenki tudja, mi a feladata, senki sem tekint túlságosan előre. Szeretnénk becsületesen futballozni, úgy, hogy a lehető legtöbbet hozzuk ki magunkból.
| Csapat  | Labdabirtoklás | Lövés | Kaput talált lövés | Gól | Szöglet | Szabálytalanság | Les | Sárga lap | Piros lap | Pontos passz | Megnyert párharc |
| ------- | -------------- | ----- | ------------------ | --- | ------- | --------------- | --- | --------- | --------- | ------------ | ---------------- |
| Újpest  | 27:33 (52,15%) | 13    | 4                  | 2   | 5       | 10              | 0   | 1         | 0         | 389 (80,71%) | 102 (48,11%)     |
| Gyirmót | 25:17 (47,85%) | 9     | 5                  | 2   | 5       | 20              | 1   | 5         | 0         | 378 (78,91%) | 110 (51,89%)     |

- A Gyirmót élvonalbeli történetében először szerzett pontot az Újpest ellen.
- Az Újpest a legutóbbi tizenegy, pályaválasztóként játszott bajnoki mérkőzéséből csupán egyet tudott megnyerni.
- Nebojsa Vignejevics együttese otthon november 5. óta először kapott két gólt.
- Souleymane Diarra a negyedik gólját lőtte az idényben, de az elsőt 2017-ben. Enisz Bardi a kilencedik góljánál tart, holtversenyben harmadik a góllövőlistán. Bardhi az őszi hazai mérkőzésen két gólt szerzett a kisalföldiek ellen.
- A montenegrói Mijusko Bojovics az első futballista, aki legalább három gólt szerzett a Gyirmót színeiben az élvonalban. Novák Csanád a második gólját érte el az OTP Bank Liga 2016–2017-es idényében.
- A Gyirmót élvonalbeli történetében másodszor szerzett idegenben két gólt a bajnokságban.
- A sereghajtó mindössze egy idegenbeli mérkőzését veszítette el eddig 2017-ben.[90]

| 28. forduló 2017. április 22., szombat 18:00 (tv: M4 Sport) |

| Mezőkövesd–Zsóry                                | 1 – 3               | Újpest FC                                                                |
| ----------------------------------------------- | ------------------- | ------------------------------------------------------------------------ |
| Bacselics-Grgics (1–3) 90+1' Pauljevics 3′, 85′ | (0 – 2) Jegyzőkönyv | 32' (0–1) • 64' Andrics 35' (0–2) Bardi 72' (0–3) • 39' Balázs 68' Szűcs |

| Városi stadion, Budapest Nézőszám: 1 507 Játékvezető: Kassai Viktor (magyar) Asszisztensek: Berettyán Péter, Szalai Balázs |

Újpest FC: Banai – Szűcs, Kecskés, Heris, Mohl – Cseke, Windecker  – Balogh, Bardi, Andrics (Szankovics  81') – Balázs · Fel nem használt cserék: Balajcza (kapus), Kálnoki-Kis, Nagy G., Pávkovics, Hazard, Perovics · Vezetőedző: Nebojsa Vignjevics
A lila-fehérek irányították a játékot, de egészen a félidő hajrájáig igazi nagy helyzetig nem jutottak el. Tíz perccel a vége előtt azonban "kihagyott" a hazai védelem, ezt az Újpest gyorsan két góllal büntette. A fordulást követően előnye tudatában még magabiztosabban futballozott a vendég együttes, amelynek egyik legjobbja a csatár poszton bevetett középpályás Balázs Benjámin volt, aki a 72. percben egy szép egyéni megmozdulással – némi kapushiba segítségével – eldöntötte a három pont sorsát. A végeredményt a 92. percben az ekkor már tíz emberrel futballozó hazaiak Bacselics-Grgics szépítőgóljával állították be. A lila-fehérek ezzel sorozatban ötödik tétmérkőzésükön maradtak veretlenek, a tabellán pedig a hatodik helyre léptek előre.
Megérdemelten nyertek a vendégek. Mélységesen csalódott vagyok, mert nem ismertem rá a Debrecent megverő és a Videotonnal döntetlent játszó csapatra.  Nem értem, mi történhetett… Azt reméltük, hogy majd az első félidőben átadva a területet kontratámadásokat vezetünk. Ám számításainkat keresztül húzta a távolról kapott két gól, és utána már nem sikerült váltani. Mindent megpróbáltunk, még szerkezetet is váltottunk, de nem sikerült gólra váltani a fölényünket, az Újpest újra magára talált, s aztán a harmadik góllal el is döntötte a találkozót. Nem tudom, nem értem, hogyan lehet az, hogy a bennmaradásért harcoló együttes profi játékosa úgy gondolja, sétálgathat, ha ég a csapata.
Az egyik legjobb meccsünk volt a Mezőkövesd elleni. Nemcsak a játékot kontrolláltuk, de a labdát is, sőt végig sikerült koncentráltan futballozni. Le a kalappal a játékosaim előtt, akik megmutatták, hogy milyen is az, amikor pontosan passzolva, sokat futva futballoznak. Nagyszerűen előkészített pályán futballozhattunk, s az az igazság, hogy a meccs előtti egy hét is sokat jelentett számunkra. Hiszen a korábbi szerda-szombati ritmus alaposan megviselte szűkös keretünket. Legközelebb hazai pályán fogadjuk az MTK-t, és azon leszünk, hogy folytassuk azt a futballt, amit Mezőkövesden láthattak tőlünk a szurkolóink. Egyébként pedig megtörtént már, hogy hasonló felfogásban és jól játszottunk, ám akkor eredményességgel nem párosult a teljesítményünk. Most azonban jókor, jó időben jöttek a gólok.
| Csapat     | Labdabirtoklás | Lövés | Kaput talált lövés | Gól | Szöglet | Szabálytalanság | Les | Sárga lap | Piros lap | Pontos passz | Megnyert párharc |
| ---------- | -------------- | ----- | ------------------ | --- | ------- | --------------- | --- | --------- | --------- | ------------ | ---------------- |
| Mezőkövesd | 26:08 (44,89%) | 7     | 3                  | 1   | 2       | 9               | 4   | 0         | 1         | 360 (77,59%) | 84 (46,41%)      |
| Újpest     | 32:05 (55,11%) | 18    | 8                  | 3   | 6       | 11              | 2   | 3         | 0         | 531 (82,07%) | 97 (53,59%)      |

- A Mezőkövesd már tíz emberrel lőtte szépítő gólját, mivel a játékvezető a 85. percben kiállította Pauljevicset. Ez a matyóföldiek negyedik piros lapja az idényben, Tóth Bence július végén a Haladás, Sós Bence és Marek Strestik pedig egyaránt szeptemberben a Diósgyőr ellen kapott.
- Nebojsa Vignjevics együttese immár négy forduló óta veretlen, a legutóbbi négy idegenbeli bajnokijából hármat megnyert.
- Ugyan meglehetősen sok kritikát kapnak az újpesti támadók, de a csapat az idényben hatodszor jutott legalább három gólig.
- Nemanja Andrics az ötödik bajnoki gólját érte el a szezonban. A Mezőkövesd ellen mind a három találkozón a kapuba talált.
- Enisz Bardi tíz gólnál jár, megerősítette a harmadik helyét a góllövőlistán. Balázs Benjámin a harmadik gólját szerezte.
- A Mezőkövesd két veretlen mérkőzés után kapott ki ismét. Hazai pályán ez a második hazai veresége a Vasas elleni 0-2 után.
- A horvát Stipe Bacselics-Grgics öt gólt szerzett eddig az OTP Bank Liga 2016–2017-es idényében, ezekből négyet budapesti csapatok ellen.[93]

| 29. forduló 2017. április 29., szombat 18:00 (tv: M4 Sport) |

| Újpest FC                                          | 1 – 2               | MTK Budapest FC                                                                |
| -------------------------------------------------- | ------------------- | ------------------------------------------------------------------------------ |
| Bardhi (1–1) 83' Szankovics 2' Cseke 44' Lázok 45' | (0 – 1) Jegyzőkönyv | 45+1' (0–1) Torghelle 90' (1–2) 90+5' Hrepka 30' Baki 38' Katona 64' M. Grgics |

| Szusza Ferenc Stadion, Budapest Nézőszám: 1 962 Játékvezető: Vad II. István (magyar) Asszisztensek: Varga Zsolt és Becséri Gergely |

A DVSC-nek minden pontra szüksége van, egyelőre kiesőhelyen áll, igaz, tizenegyedikként mindössze egy ponttal áll a nyolcadik Mezőkövesd mögött. A Loki a legutóbbi négy fordulóban négy pontot szerzett, ugyanakkor jobb a mérlege pályaválasztóként, idén csak a Pakstól kapott ki. A legutóbbi három hazai meccsén hét pontot gyűjtött. Az Újpest az utolsó percben kapott góllal kikapott az előző fordulóban otthon az MTK-tól, lezárva négy mérkőzésből álló veretlenségi sorozatát. Vendégként a legutóbbi négy meccséből hármat megnyert, a legutóbbi kettőn egyaránt három gólt szerzett. Idén még nem játszott egymással a két csapat, 2016-ban a DVSC mindkét meccset megnyerte a Nagyerdőben (1–0, 2–1).
Minden meccs döntő a számunkra. A bajnokság végén járunk, már csak négy mérkőzés van hátra. Először az Újpest ellen játszunk, mindent meg kell tennünk a három pontért. Egy győzelemmel szeretnénk megközelíteni a lila-fehéreket, hisz mindössze öt ponttal vagyunk lemaradva tőlük. Ráadásul nagy lökést adna a három pont a hátralévő meccsinkre. A fővárosiak ellen az egész csapat jó teljesítményére lesz szükség. Az mindenképp pozitív, hogy az elmúlt két találkozónkon hat gólt szereztünk, az öt bekapott találat viszont már nem tetszik ennyire. Azért is fájóak, mert egyéni hibákból kaptuk. De mint mondtam, most már teljes mértékben az Újpest elleni összecsapás van a középpontban. Veszélyes csapatról van szó, amely szereti játszatni a futballt. Nekik is szükségük van a sikerre, hisz legutóbb kikaptak az MTK-tól, holott nem nyújtottak rossz teljesítményt. Több olyan játékosuk is van, akire külön oda kell figyelnünk: az egyik Bardhi, aki tizenegy gólt szerzett eddig a szezon során, a másik pedig Diarra, aki egy szintén nagyon erős, jó képességű támadó. Biztos vagyok benne, hogy kemény és harcos mérkőzés lesz, de uralnunk kell a játékot. Egyáltalán nem gondolok arra, hogy kikapunk. A megfelelő mentalitásban kell pályára lépnünk, akkor nem lesz probléma.
Nehéz összecsapásra számítok, a debreceniek mindig veszélyesek otthon. Ugyanakkor győzni szeretnénk a DVSC ellen, és a saját elképzeléseinkre fókuszálva lépünk ma is pályára.
| 30. forduló 2017. május 6., szombat 18:00 |

| Debreceni VSC                               | 1 – 0               | Újpest FC    |
| ------------------------------------------- | ------------------- | ------------ |
| Heris (1–0) 83' Filip 20′, 67′ Brkovics 47' | (0 – 0) Jegyzőkönyv | 90+4' Diarra |

| Nagyerdei stadion, Debrecen Nézőszám: 5 112 Játékvezető: Iványi Zoltán (magyar) Asszisztensek: ifj. Tóth Vencel és Albert István |

Újpest FC: Banai – Heris, Kálnoki-Kis, Windecker , Bardi – Balogh, Mohl, Andrics (Hazard  85'), Diarra – Balázs (Perovics  85'), Szűcs · Fel nem használt cserék: Balajcza (kapus), Cseke, Kecskés, Szankovics, Lázok · Vezetőedző: Nebojsa Vignjevics
Lüktető játékkal indult a meccs, mindkét kapu előtt adódtak ígéretes lehetőségek (főleg szélről belőtt labdák után), de igazán nagy helyzet nem alakult ki egy ideig. 20 perc után jött az első igazán veszélyes próbálkozás, ám Diarra 20 méteres lövését a léc alól ütötte ki Danilovics. Nem sokkal később a túloldalon Handzic előbb Banaiba fejelt, majd közelről a léc fölé helyezett. Balázs kerülhetett volna ziccerbe a másik oldalon, de nagy helyzetben rálépett a labdára, így nem esett gól 45 perc elteltével. A második félidőt a Loki kezdte aktívabban, igaz, a vezetést az Újpest szerezhette volna meg Andrics helyzete után, ám Danilovics mentett – ahogy nem sokkal később a szerb támadó átlövése után is. A DVSC Holman révén kerülhetett volna előnybe, ám éles szögből leadott lövését fogta Banai. A félidő közepén aztán megfogyatkozott a hazai együttes, Filip megkapta második sárgalapos figyelmeztetését, így el kellett hagynia a játékteret. A Loki 10 emberrel sem volt veszélytelen, míg az Újpest Balogh révén dönthetett volna, aki azonban az oldalhálóba lőtt. Bő tíz perccel a vége előtt aztán vezetést szerzett a hazai csapat: a meccs egyik legjobbja, Heris szerencsétlenül ért bele egy labdába, és a fejéről az újpesti kapuba hullott a labda (1–0). A lilák csak egy meg nem adott gólig jutottak, így a DVSC értékes 3 pontot szerzett emberhátrányban.
| 31. forduló 2017. május 13., szombat 20:30 (tv: M4 Sport) |

| Újpest FC                                | 0 – 3               | Videoton FC                                                     |
| ---------------------------------------- | ------------------- | --------------------------------------------------------------- |
| Diarra 28′ Kálnoki Kis 31' Windecker 59' | (0 – 3) Jegyzőkönyv | 14' (0–1) Nego 16' (0–2) Stopira 42' (0–3) Scsepovics 77' Varga |

| Szusza Ferenc Stadion, Budapest Nézőszám: 2 160 Játékvezető: Karakó Ferenc (magyar) Asszisztensek: Berettyán Péter és Varga Zsolt |

Újpest FC: Banai – Kálnoki-Kis, Heris, Mohl – Szűcs, Diarra, Windecker , Balogh – Andrics (Hazard  65'), Balázs (Cseke  65'), Bardi (Szankovics  85') · Fel nem használt cserék: Balajcza (kapus), Perovics, Kecskés, Lázok · Vezetőedző: Nebojsa Vignjevics
A Videoton gyakorlatilag egy félidő alatt eldöntötte a három pont sorsát, hiszen Nego, Stopira és Scepovic is gólt szerzett, ráadásul az Újpest Diarra kiállítása miatt – a légiós utolsó emberként szabálytalankodott – már a 28. perctől emberhátrányban futballozott. A fordulást követően a fehérváriak nem igazán erőltették meg magukat annak érdekében, hogy még nagyobb arányban diadalmaskodjanak, de még így is elpuskáztak néhány nagy helyzetet.
| 32. forduló 2017. május 20., szombat 18:00 |

| Újpest FC                                   | 2 – 1               | Swietelsky Haladás                     |
| ------------------------------------------- | ------------------- | -------------------------------------- |
| Balogh (1–0) 21' Bardhi (2–1) 86' Szűcs 70' | (1 – 0) Jegyzőkönyv | 70' (11-esből) (1–1) Williams 61' Wils |

| Szusza Ferenc Stadion, Budapest Nézőszám: 2 000 Játékvezető: Erdős József (magyar) Asszisztensek: Varga Gábor és Szert Balázs |

| 33. forduló 2017. május 27., szombat 19:00 |

| Ferencvárosi TC | 2 – 0               | Újpest FC                                |
| --- | ------------------- | ---------------------------------------- |
| Hajnal 90' (1–0) 32' (11-esből) Varga R. (2–0) 60' Dilaver 17' Kleinheisler 63' Moutari 71' Lovrencsics 90' Nalepa 90+3' | (1 – 0) Jegyzőkönyv | 31' Pávkovics 41' Balogh 54' Kálnoki Kis |

| Groupama Aréna, Budapest Nézőszám: 10 341 Játékvezető: Farkas Ádám (magyar) Asszisztensek: Georgiou Theodoros és Berettyán Péter |

### A bajnokság állása
| #   | Csapat                    | M  | GY | D  | V  | G+ – G– | GK  | P  | Megjegyzések                    |
| --- | ------------------------- | -- | -- | -- | -- | ------- | --- | -- | ------------------------------- |
| 1.  | Budapest Honvéd (B) (I)   | 33 | 20 | 5  | 8  | 55–30   | +25 | 65 | Bajnokok Ligája 2. selejtezőkör |
| 2.  | Videoton FC (I)           | 33 | 18 | 8  | 7  | 65–28   | +37 | 62 | Európa Liga 1. selejtezőkör     |
| 3.  | Vasas SC (I)              | 33 | 15 | 7  | 11 | 50–40   | +10 | 52 | Európa Liga 1. selejtezőkör     |
| 4.  | Ferencvárosi TC (KGY) (I) | 33 | 14 | 10 | 9  | 54–44   | +10 | 52 | Európa Liga 1. selejtezőkör     |
| 5.  | Paksi FC                  | 33 | 11 | 12 | 10 | 41–37   | +4  | 45 |                                 |
| 6.  | Swietelsky Haladás        | 33 | 12 | 7  | 14 | 42–46   | −4  | 43 |                                 |
| 7.  | Újpest FC                 | 33 | 10 | 12 | 11 | 47–51   | −4  | 42 |                                 |
| 8.  | Debreceni VSC             | 33 | 11 | 8  | 14 | 42–46   | −4  | 41 |                                 |
| 9.  | Mezőkövesd Zsóry FC Ú     | 33 | 10 | 10 | 13 | 39–54   | −15 | 40 |                                 |
| 10. | Diósgyőri VTK             | 33 | 10 | 7  | 16 | 39–58   | −19 | 37 |                                 |
| 11. | MTK Budapest (K)          | 33 | 8  | 13 | 12 | 26–36   | −10 | 37 |                                 |
| 12. | Gyirmót FC Győr Ú (K)     | 33 | 5  | 9  | 19 | 21–51   | −30 | 24 |                                 |

Utolsó frissítés: 2017. május 27. 
Forrás: mlsz.hu - tabella 
A rangsorolás alapszabályai: 1. összpontszám; 2. a bajnokságban elért több győzelem; 3. a bajnoki mérkőzések gólkülönbsége; 4. a bajnoki mérkőzéseken rúgott több gól; 5. az egymás ellen játszott bajnoki mérkőzések pontkülönbsége; 6. az egymás ellen játszott bajnoki mérkőzések gólkülönbsége; 7. az egymás ellen játszott bajnoki mérkőzéseken az idegenben lőtt több gól; 8. a bajnokság fair play értékelésében elért jobb helyezés; 9. sorsolás.
(B): Bajnokcsapat, (K): Kieső csapat, (F): Feljutó csapat, (I): Kupainduló, (R): A rájátszás győztese, (KGY): Kupagyőztes

### Eredmények összesítése
Az alábbi táblázatban összesítve szerepelnek az Újpest FC 2016–17-es bajnokságban elért eredményei.

A százalék számítás a 3 pontos rendszerben történik.
| Kör (forduló)            | Otthon | Otthon | Otthon | Otthon | Otthon | Otthon | Otthon | Otthon | Idegenben | Idegenben | Idegenben | Idegenben | Idegenben | Idegenben | Idegenben | Idegenben |
| Kör (forduló)            | M      | GY     | D      | V      | LG–KG  | GK     | P      | %      | M         | GY        | D         | V         | LG–KG     | GK        | P         | %         |
| ------------------------ | ------ | ------ | ------ | ------ | ------ | ------ | ------ | ------ | --------- | --------- | --------- | --------- | --------- | --------- | --------- | --------- |
| Első kör (1–11.)         | 6      | 2      | 2      | 2      | 8–8    | 0      | 8      | 44,4   | 5         | 2         | 1         | 2         | 8–7       | +1        | 7         | 46,7      |
| Második kör (12–21.)     | 5      | 1      | 3      | 1      | 9–8    | +1     | 6      | 40,0   | 6         | 2         | 3         | 1         | 8–9       | –1        | 9         | 50,0      |
| Harmadik kör (22–33.)    | 6      | 1      | 3      | 2      | 7–10   | –3     | 6      | 33,3   | 4         | 2         | 0         | 2         | 7–7       | 0         | 6         | 50,0      |
| Összesen (1–33. forduló) | 17     | 4      | 8      | 5      | 24–26  | –2     | 20     | 39,2   | 15        | 6         | 4         | 5         | 23–23     | 0         | 22        | 48,9      |

### Helyezések fordulónként
| Forduló  | 1   | 2   | 3  | 4  | 5  | 6  | 7  | 8  | 9  | 10 | 11 | 12 | 13 | 14 | 15 | 16 | 17 | 18 | 19 | 20 | 21 | 22 | 23 | 24 | 25 | 26 | 27 | 28 | 29 | 30 | 31 | 32 | 33 |
| -------- | --- | --- | -- | -- | -- | -- | -- | -- | -- | -- | -- | -- | -- | -- | -- | -- | -- | -- | -- | -- | -- | -- | -- | -- | -- | -- | -- | -- | -- | -- | -- | -- | -- |
| Helyszín | O   | I   | O  | I  | O  | I  | O  | I  | O  | O  | I  | I  | O  | I  | O  | I  | O  | I  | O  | I  | I  | O  | O  | I  | O  | I  | O  | I  | O  | I  | O  | O  | I  |
| Eredmény | V   | V   | GY | GY | GY | GY | D  | V  | V  | D  | D  | D  | D  | D  | D  | GY | D  | D  | GY | V  | GY | V  | D  | V  | D  | GY | D  | GY | V  | V  | V  | GY |    |
| Helyezés | 12. | 12. | 7. | 5. | 4. | 3. | 4. | 5. | 6. | 6. | 6. | 6. | 6. | 8. | 8. | 6. | 7. | 7. | 6. | 7. | 6. | 7. | 8. | 8. | 7. | 7. | 7. | 6. | 6. | 7. | 7. | 7. |    |

Helyszín: O = Otthon; I = Idegenben. Eredmény: GY = győzelem; D = döntetlen; V = vereség.
A csapat helyezései fordulónként, idővonalon ábrázolva.

### Szerzett pontok ellenfelenként
Az OTP Bank Ligában lejátszott mérkőzések és a megszerzett pontok az Újpest FC szemszögéből, 
ellenfelenként bontva, a csapatok nevének abc-sorrendjében.
| Ellenfél             | Eredmény            | Eredmény            | Eredmény     | Eredmény     | Pontok | Előző 5 bajnoki szezon eredményei | Előző 5 bajnoki szezon eredményei | Előző 5 bajnoki szezon eredményei | Előző 5 bajnoki szezon eredményei | Előző 5 bajnoki szezon eredményei | Előző 5 bajnoki szezon eredményei | Előző 5 bajnoki szezon eredményei | Előző 5 bajnoki szezon eredményei | Előző 5 bajnoki szezon eredményei | Előző 5 bajnoki szezon eredményei | Előző 5 bajnoki szezon eredményei | Örökmérleg* | Örökmérleg* | Örökmérleg* | Örökmérleg* | Örökmérleg* | Örökmérleg* |
| Ellenfél             | Első és második kör | Első és második kör | Harmadik kör | Harmadik kör | Pontok | 2015–2016                         | 2015–2016                         | 2015–2016                         | 2014–2015                         | 2014–2015                         | 2013–2014                         | 2013–2014                         | 2012–2013                         | 2012–2013                         | 2011–2012                         | 2011–2012                         | M           | GY          | D           | V           | LG–KG       | GK          |
| Ellenfél             | Otthon              | Idegenben           | Otthon       | Idegenben    | Pontok | Otthon                            | Idegenben                         | Harmadik kör                      | Otthon                            | Idegenben                         | Otthon                            | Idegenben                         | Otthon                            | Idegenben                         | Otthon                            | Idegenben                         | M           | GY          | D           | V           | LG–KG       | GK          |
| -------------------- | ------------------- | ------------------- | ------------ | ------------ | ------ | --------------------------------- | --------------------------------- | --------------------------------- | --------------------------------- | --------------------------------- | --------------------------------- | --------------------------------- | --------------------------------- | --------------------------------- | --------------------------------- | --------------------------------- | ----------- | ----------- | ----------- | ----------- | ----------- | ----------- |
| Budapest Honvéd FC   | 0–2                 | 1–1                 | 1–1          | –            | 2      | 1–1                               | 2–1                               | 2–0 (o)                           | 0–0                               | 2–2                               | 1–1                               | 2–3                               | 2–4                               | 2–2                               | 2–0                               | 0–2                               | 201         | 101         | 45          | 55          | 451–285     | +166        |
| Debreceni VSC        | 2–0                 | 1–2                 | –            | 0–1          | 3      | 1–1                               | 1–1                               | 0–1 (i)                           | 1–0                               | 0–0                               | 1–4                               | 1–3                               | 0–0                               | 1–0                               | 1–5                               | 2–3                               | 91          | 42          | 31          | 18          | 184–118     | +66         |
| Diósgyőri VTK        | 4–4                 | 1–2                 | –            | 1–3          | 1      | 2–1                               | 1–2                               | 1–0 (o)                           | 1–1                               | 1–2                               | 2–0                               | 0–2                               | 1–1                               | 1–2                               | 1–1                               | 0–1                               | 99          | 45          | 38          | 16          | 213–116     | +97         |
| Ferencvárosi TC      | 0–1                 | 3–3                 | –            |              | 1      | 1–2                               | 2–1                               | 1–1 (i)                           | 2–1                               | 0–2                               | 1–2                               | 1–3                               | 2–1                               | 1–2                               | 1–1                               | 0–3                               | 217         | 61          | 58          | 98          | 307–408     | –101        |
| Gyirmót FC Győr      | 3–1                 | 2–1                 | 2–2          | –            | 7      | –                                 | –                                 | –                                 | –                                 | –                                 | –                                 | –                                 | –                                 | –                                 | –                                 | –                                 | 0           | 0           | 0           | 0           | 0–0         | 0           |
| Mezőkövesd–Zsóry     | 1–1                 | 2–0                 | –            | 3–1          | 7      | –                                 | –                                 | –                                 | –                                 | –                                 | 6–1                               | 1–0                               | –                                 | –                                 | –                                 | –                                 | 2           | 2           | 0           | 0           | 7–1         | +6          |
| MTK Budapest FC      | 0–0                 | 1–1                 | 1–2          | –            | 2      | 2–2                               | 1–2                               | 1–1 (o)                           | 1–0                               | 1–0                               | 0–4                               | 1–0                               | 1–1                               | 1–2                               | –                                 | –                                 | 211         | 82          | 51          | 78          | 359–361     | –2          |
| Paksi FC             | 1–0                 | 1–1                 | 1–1          | –            | 5      | 0–1                               | 0–1                               | 1–1 (o)                           | 1–2                               | 0–0                               | 1–2                               | 4–2                               | 0–1                               | 0–6                               | 0–2                               | 0–2                               | 21          | 5           | 5           | 11          | 26–38       | –12         |
| Szombathelyi Haladás | 1–1                 | 2–0                 | 2–1          | –            | 7      | 0–0                               | 3–0                               | 1–1 (i)                           | 1–0                               | 1–0                               | 1–1                               | 0–1                               | 0–1                               | 0–2                               | 4–1                               | 1–1                               | 116         | 69          | 29          | 18          | 263–121     | +142        |
| Vasas SC             | 2–2                 | 1–0                 | –            | 3–2          | 7      | 2–0                               | 3–1                               | 2–3 (i)                           | –                                 | –                                 | –                                 | –                                 | –                                 | –                                 | 2–0                               | 0–3                               | 171         | 86          | 40          | 45          | 340–255     | +85         |
| Videoton FC          | 3–4                 | 1–5                 | 0–3          | –            | 0      | 1–0                               | 0–3                               | 0–3 (o)                           | 0–1                               | 0–2                               | 1–2                               | 0–3                               | 0–1                               | 1–1                               | 0–2                               | 0–3                               | 99          | 38          | 21          | 40          | 147–142     | +5          |

*A 2016-17-es szezon kezdetéig

## Magyar kupa
Az MLSZ szabályzatának értelmében, a nemzeti bajnokságokban (NB I, NB II, NB III) szereplő csapatok a kupasorozat 6. fordulójában, a legjobb 128 között kapcsolódnak be a versenybe.
      Győzelem
      Döntetlen
      Vereség
| 2016. szeptember 14. |

| BTE Felsőzsolca (megye I.) | 0 – 4 | Újpest FC |
| -------------------------- | ----- | --------- |
|                            |       |           |

| Részletek |

| 2016. október 26. |

| Mád FC (megye I.) | 0 – 4 | Újpest FC |
| ----------------- | ----- | --------- |
|                   |       |           |

| Részletek |

| 2016. november 30. |

| Kozármisleny FC (NB II.) | 1 – 1 | Újpest FC |
| ------------------------ | ----- | --------- |
|                          |       |           |

| Részletek |

| 2017. február 11. |

| Zalaegerszegi TE (NB II.) | 1 – 4 | Újpest FC |
| ------------------------- | ----- | --------- |
|                           |       |           |

| Részletek |

| 2017. március 1. |

| Újpest FC | 2 – 0 | Zalaegerszegi TE (NB II.) |
| --------- | ----- | ------------------------- |
|           |       |                           |

| Részletek |

| 2017. március 29. |

| Újpest FC | 1 – 2 | Vasas SC |
| --------- | ----- | -------- |
|           |       |          |

| Részletek |

| 2017. április 5. |

| Vasas SC | 0 – 1 | Újpest FC |
| -------- | ----- | --------- |
|          |       |           |

| Részletek |

### 6. forduló
| 2016. szeptember 14., szerda 15:30 |

| Mojito-Lemon BTE Felsőzsolca (megye I.) | 0 – 4               | Újpest FC                                                         |
| --------------------------------------- | ------------------- | ----------------------------------------------------------------- |
|                                         | (0 – 1) Jegyzőkönyv | 31' (0–1) Balázs 49' (0–2) Boczki 64' (0–3) Balogh 89' (0–4) Gere |

| Felsőzsolca Nézőszám: 950 Játékvezető: Takács János (magyar) Asszisztensek: Szilágyi Norbert és Dr. Kulcsár Judit |

Újpest FC: Banai – Nagy G., Pávkovics, Kecskés, Windecker (Mohl  63') – Balogh , Balázs – Diarra (Bardi  63'), Gere, Angelov – Tóth · Fel nem használt cserék: Balajcza (kapus), Nagy T., Kálnoki-Kis, Andrics, Lázok · Vezetőedző: Nebojsa Vignjevics 
Az első és legfontosabb, hogy győztünk, így megtettük az első lépést a kupában. A mérkőzésen több olyan játékos is lehetőséget kapott a bizonyításra, aki eddig kevesebbet szerepelt az együttesben.

### 7. forduló
| 2016. október 26., szerda 13:30 |

| Mád FC (megye I.) | 0 – 4               | Újpest FC                                                              |
| ----------------- | ------------------- | ---------------------------------------------------------------------- |
| Szűcs 30'         | (0 – 2) Jegyzőkönyv | 28' (0–1) Windecker 34' (0–2) 60' (0–3) 72' (0–4) Perovics 39' Angelov |

| Mád Játékvezető: Ducsai József (magyar) Asszisztensek: Kelemen Attila, Varga Gábor |

Újpest FC: Kovács – Nagy T., Pávkovics, Kecskés (Balázs  75'), Mohl  (Balogh  62') – Nagy G., Windecker (Cseke  62') – Andrics, Diarra, Angelov – Perovics · Fel nem használt cserék: Banai (kapus), Heris, Bardi, Lázok · Vezetőedző: Nebojsa Vignjevics 
Nagyon jól teljesítettünk a mai napon, kontrolláltuk az összecsapást, és szép gólokat szereztünk. A legfőbb célunk a továbbjutás volt, amit sikeresen abszolváltunk a mádiak ellen. A vendéglátóink kitettek magukért, és igazán emlékezetessé tették az észak-magyarországi kirándulásunkat.

### 8. forduló
| 2016. november 30., szerda 17:00 |

| HR-Rent Kozármisleny FC (NB II.)          | 1 – 1 (h. u.)       | Újpest FC                      |
| ----------------------------------------- | ------------------- | ------------------------------ |
| Nagy T. (1–1) 62' Beke 78' Szekszárdi 99' | (0 – 0) Jegyzőkönyv | 50' (0–1) Perovics 82' Kecskés |
| Büntetőpárbaj                             |                     |                                |
| Dinjar Sinanovics Városi Beke             | 2 – 4               | Mohl Bardi Perovics Andrics    |

| PMFC Stadion, Pécs Nézőszám: 1 000 Játékvezető: Oláh Gábor (magyar) Asszisztensek: Kis Zoltán, Kovács II. Gábor |

Újpest FC: Balajcza  – Nagy T., Kecskés, Heris, Mohl – Cseke (Balázs  68'), Szankovics – Balogh B. (Bardi  58'), Angelov (Andrics  szünetben), Diarra – Perovics · Fel nem használt cserék: Kovács (kapus), Windecker, Pávkovics, Lázok · Vezetőedző: Nebojsa Vignjevics 
Bár nehéz meccsen, de az Újpest is bebiztosította a továbbjutást. A lila-fehérek gólnélküli első játékrész után viszonylag hamar megszerezték a vezetést a fordulást követően, Souleymane Diarra beadását Mihajlo Perovics fejelte a hazai kapuba (0–1). Nem kellett sokáig várni a Kozármisleny válaszára, egy jobb oldali lapos passzt Városi Viktor váltott gólra (1–1). A rendes játékidő hátralévő részében és a hosszabbításban sem született újabb gól, jöttek a tizenegyesek. A vendégek részéről senki sem hibázott, ellenben a hazaiaknál a gólszerző Városi csak a lécet találta el, valamint Beke büntetőjét kivédte Balajcza, így az Újpest jutott tovább a párharcból.
Jó játékvezetés mellett, nagyon jól küzdött a csapatunk a jó erőkből álló NB I-es Újpest ellen. A játékosok mindent kiadtak magukból, hogy jól tudjunk szerepelni. Büszke vagyok arra, hogy egyenrangú ellenfelei voltunk az Újpestnek és csak 11-es rúgásokban maradtunk alul. A játékosok hittek abban, hogy ezen a mérkőzésen van keresni valónk és megtettek mindent a sikerért. Sajnos a Fortuna nem állt mellénk a büntetőknél, de emelt fővel tudunk búcsúzni a Magyar kupától.
A továbbjutás volt a cél a mai napon, amit sikerrel abszolváltunk, talán ez az egyetlen jó dolog, amit erről a meccsről elmondhatok. Jól játszott az ellenfelünk, mi sajnos nem úgy futballoztunk, ahogy az elvárható lett volna. Sokat kell javulnunk a jövőben, hogy elérjük a céljainkat.

### Nyolcaddöntők

#### Első mérkőzés
| 2017. február 11., szombat 14:00 |

| Zalaegerszegi TE FC (NB II.) | 1 – 4               | Újpest FC                                                        |
| ---------------------------- | ------------------- | ---------------------------------------------------------------- |
| Bobál (1–4) 88' Nagy T. 65'  | (0 – 2) Jegyzőkönyv | 10' (0–1) Mohl 18' (0–2) Bardi 69' (0–3) Balogh 71' (0–4) Diarra |

| ZTE Aréna, Zalaegerszeg Nézőszám: 3 150 Játékvezető: Bognár Tamás (magyar) Asszisztensek: Viszokai László, Becséri Gergely |

Újpest FC: Kovács – Balázs, Pávkovics, Kálnoki-Kis, Mohl – Balogh , Szankovics – Diarra, Bardi (Cseke  40'), Andrics (Szűcs  75') – Perovics (Lázok  62') · Fel nem használt cserék: Balajcza (kapus), Windecker, Hazard, Nagy G. · Vezetőedző: Nebojsa Vignjevics 
A félidő közepére kétgólos előnyre tettek szert a lila-fehérek – a második ráadásul nem akármilyen találat volt. Balogh Balázs vezető gólja után nyolc perccel Mihajlo Perovics csúsztatta tovább a labdát, amelyet egy pattanás után Enisz Bardi ollózott hat méterről a kapuba. Bár a macedón játékost még az első félidőben le kellett cserélni, nem torpant meg az Újpest, amely újabb két gólt szerzett Balogh és Souleymane Diarra révén. Bobál Gergely ugyan nem sokkal a vége előtt szépített, az Újpest azonban így is nagyon simán, 4–1-re nyert Zalaegerszegen, gyakorlatilag formalitássá téve a visszavágót.
Már a sorsolásnál tudtuk, hogy a mezőny egyik legjobb csapatát kaptuk. Most ezt tapasztaltuk is. Gyorsabbak, lendületesebbek, remek együttes. Azt nem mondom, hogy nem voltak villanásaink, de akadtak hibáink is. A jó dolgokat többször kellene megismételnünk, a hibákat pedig a bajnokságra mindenképpen szeretnénk kijavítani.
Nagyon jó meccs volt, mind a két együttes a fair play szellemében futballozott. A hosszú szünet után kicsit tartottam az „éles” meccstől, de agresszív labdaszerzésünk gyorsan gólt, gólokat eredményezett. Összességében szinte végig uraltuk a mérkőzést, ezzel közelebb kerültünk a továbbjutáshoz.

#### Második mérkőzés
| 2017. március 1., szerda 18:00 |

| Újpest FC                          | 2 – 0               | Zalaegerszegi TE FC (NB II.) |
| ---------------------------------- | ------------------- | ---------------------------- |
| Nagy G. (1–0) 49' Diarra (2–0) 57' | (0 – 0) Jegyzőkönyv |                              |

| Szusza Ferenc Stadion, Budapest Nézőszám: 1 009 Játékvezető: Bogár Gergő (magyar) Asszisztensek: Horváth Zoltán, Szalai Balázs |

Újpest FC: Kovács – Balázs (Kecskés  59'), Pávkovics, Heris, Szűcs – Windecker, Nagy G. – Cseke (Andrics  64'), Diarra, Hazard – Lázok (Angelov  73') · Fel nem használt cserék: Banai (kapus), Balogh, Mohl, Gere · Vezetőedző: Nebojsa Vignjevics 
A továbbjutás lényegében már az odavágón eldőlt, hiszen a Megyeri útra ezen a találkozón visszatérő Újpest 4–1-re nyert Zalaegerszegen. Ennek megfelelően a visszavágó is az újpestiek szája íze szerint alakult, igaz, az első félidőben nem esett gól. Nem úgy, a másodikban: előbb Nagy Gábor talált közelről a hálóba, majd Souleymane Diarra távoli lövése akadt be, így az Újpest 2–0-s győzelemmel ünnepelte a visszatérését a Szusza Ferenc Stadionba, összesítésben pedig 6–1-gyel lépett a következő körbe.
Rendkívül lassú mérkőzés volt, ezt kár lenne tagadni. Mindkét csapat a hétvégi bajnoki találkozóra tartalékolt. Győzelemmel hangoltunk a Fradi elleni derbire, és ez jó előjel.
Az Újpest továbbjutása megérdemelt a két mérkőzés alapján. Voltak lehetőségeink otthon is, itt is, úgyhogy nem vallottunk szégyent.
Továbbjutott az Újpest, 6–1-es összesítéssel.

### Negyeddöntők

#### Első mérkőzés
| 2017. március 29., szerda 20:00 (tv: M4 Sport) |

| Újpest FC                                                   | 1 – 2               | Vasas SC                                       |
| ----------------------------------------------------------- | ------------------- | ---------------------------------------------- |
| Lázok (1–0) 5' Mohl 7' Diarra 38' Heris 78' Kálnoki-Kis 90′ | (1 – 0) Jegyzőkönyv | 62' (1–1) 38' James 86' (1–2) Remili 42' Vaskó |

| Szusza Ferenc Stadion, Budapest Nézőszám: 1 733 Játékvezető: Vad II. István (magyar) Asszisztensek: Ring György, Tóth II. Vencel |

Újpest FC: Balajcza  – Balázs, Heris, Kálnoki-Kis, Mohl (Hazard  70') – Windecker, Diarra – Balogh, Cseke (Szankovics  57'), Andrics – Lázok (Perovics  32') · Fel nem használt cserék: Kovács (kapus), Nagy G., Kecskés, Szűcs · Vezetőedző: Nebojsa Vignjevics 
A forduló utolsó összecsapásán az Újpest a Vasast fogadta, és bár a hazaiak már a mérkőzés elején vezetést szereztek, a Vasas annak ellenére megfordította a találkozót, hogy tizenegyest hibázott. A második félidőben előbb James használta ki az újpesti védelem hibáját, a mérkőzés végén pedig Remili emelt gyönyörűen Balajcza felett a kapuba.
Úgy gondolom a mai napon 6-7 játékosom tudott csak felnőni a feladathoz, a többiek nem tudták kezelni a negyeddöntővel járó nyomást, amiért vállalom a felelősséget. Ugyanakkor biztos vagyok benne, hogy a jövő heti összecsapáson sokkal jobban teljesítünk majd, hiszen nem lesz veszíteni valónk. Bízom benne, hogy a visszavágón megfordítjuk az állást, és mi kerülünk ki győztesen a párharcból.

#### Második mérkőzés
| 2017. április 5., szerda 20:30 |

| Vasas SC           | 0 – 1               | Újpest FC                     |
| ------------------ | ------------------- | ----------------------------- |
| Gaál 49' James 66' | (0 – 1) Jegyzőkönyv | 45+2' (0–1) Andrics 81' Heris |

| Hidegkuti Nándor Stadion, Budapest Nézőszám: 1 300 Játékvezető: Szőts Gergely (magyar) Asszisztensek: Georgiou Theodoros, Szalai Balázs |

Újpest FC: Kovács – Balázs, Pávkovics, Heris, Mohl – Diarra, Windecker  – Andrics (Szankovics  80'), Cseke, Bardi (Szűcs  75') – Lázok (Balogh  29') · Fel nem használt cserék: Balajcza (kapus), Perovics, Nagy G. Kecskés · Vezetőedző: Nebojsa Vignjevics 
Az Újpest nagy lendülettel kezdte a visszavágót, szinte saját térfelére szorította a piros-kékeket, de a fölény gólhelyzetet nem eredményezett. A 19. percben aztán megtörtént a meccs első lövése, Remili kapufáját a Balajcza helyére kerülő Kovács csak végignézte. A szünetig az Újpestnek még két nagy helyzete akadt. Bardi közeli lövését nagyot vetődve még védte Nagy Gergely, az első félidő hosszabbításában Nemanja Andrics fejesét azonban már csak beljebb segíteni tudta (0–1). A fordulás után újabb újpesti lehetőségek alakultak ki. Előbb Diarra veszélytelen próbálkozása, majd Cseke tiszta gólhelyzete maradt ki. A mérkőzés vége felé a lila-fehérek egyre kapkodóbbá váltak, az utolsó puskaport Windecker lőtte el.
Jól játszottunk a mai napon, végig nyomtuk az ellenfelünket, talán csak az utolsó 10 percre fogyott el az energiánk. Az első gólt követően is megvoltak a helyzeteink, de sajnos nem tudtuk kihasználni őket, pedig mindent megpróbáltunk. Csalódott vagyok, hogy nem mi jutottunk tovább, ugyanakkor büszke vagyok a játékosaimra, akik végigküzdötték a 90 percet.
Továbbjutott a Vasas, 2–2-es összesítésnél több idegenben szerzett találattal.

## Felkészülési mérkőzések
Győzelem
      Döntetlen
      Vereség

### Nyár
| 2016. június 19., vasárnap 18:00 |

| HNK Hajduk Split (horvát I.) | 1 – 1               | Újpest FC         |
| ---------------------------- | ------------------- | ----------------- |
| Sušić (1–1) 80'              | (0 – 1) Jegyzőkönyv | 19' (0–1) Angelov |

| Steyr, Ausztria |

Újpest FC: Balajcza  – Nagy T., Diarra, Kecskés, Mohl – Szankovics, Bardi – Balázs., Pávkovics, Andrics – Angelov 
Cserék: Banai, Knap, Windecker, Virág Sz., Szűcs K., Nagy G., Gere, Lázok, Fék, Tóth P. · Vezetőedző: Nebojsa Vignjevics 
| 2016. június 21., kedd 18:00 |

| SKN St. Pölten (osztrák I.)                          | 3 – 2               | Újpest FC                        |
| ---------------------------------------------------- | ------------------- | -------------------------------- |
| Thürauer (1–0) 16' Mader (2–0) 51' Segovia (3–0) 54' | (1 – 0) Jegyzőkönyv | 73' (3–1) Mohl 88' (3–2) Andrics |

| Ybbs an der Donau, Ausztria |

Újpest FC: Kovács – Szűcs K., Knap, Pávkovics, Fék – Windecker, Nagy G.  – Lázok, Virág Sz., Gere – Tóth P. 
Cserék: Balajcza, Nagy T., Mohl, Kecskés, Angelov, Szankovics, Andrics, Diarra, Balázs, Bardi, Filkor · Vezetőedző: Nebojsa Vignjevics 
| 2016. június 24., péntek 18:30 |

| FK Rosztov (orosz I.)            | 2 – 2               | Újpest FC       |
| -------------------------------- | ------------------- | --------------- |
| Doumbia (1–0) 6' Poloz (2–1) 30' | (2 – 1) Jegyzőkönyv | 12' (1–1) Bardi |

| Straßwalchen, Ausztria |

Újpest FC: Banai  – Nagy T., Pávkovics, Kecskés, Mohl – Szankovics, Diarra – Andrics, Gere, Bardi – Angelov 
Cserék: Kovács, Knap, Kalitov, Windecker, Virág Sz., Szűcs K., Nagy G., Starikov, Balázs, Tóth P., Cseke, Lázok, Fék · Vezetőedző: Nebojsa Vignjevics 
| 2016. július 2., szombat |

| Újpest FC | 0 – 0               | Ceglédi VSE (NB II.) |
| --------- | ------------------- | -------------------- |
|           | (0 – 0) Jegyzőkönyv |                      |

| Szusza Ferenc Stadion edzőpálya, Budapest |

| 2016. július 9., szombat |

| Újpest FC           | 3 – 0       | Budaörsi SC (NB II.) |
| ------------------- | ----------- | -------------------- |
| Angelov Balázs Gere | Jegyzőkönyv |                      |

| Szusza Ferenc Stadion edzőpálya, Budapest |

Újpest FC 1. félidő: Banai  – Nagy T., Pávkovics, Kálnoki-Kis, Diarra – Cseke, Windecker – Andrics, Balázs, Bardi – Angelov 
Újpest FC 2. félidő: Banai  – Szűcs, Knap, Cseke, Fék – Szankovics, Nagy G. – Gere, Virág Sz., Lázok – Tóth P. · Vezetőedző: Nebojsa Vignjevics 

### Ősz
| 2016. szeptember 3., szombat 11:00 |

| Budapest Honvéd FC                                                               | 5 – 0               | Újpest FC |
| -------------------------------------------------------------------------------- | ------------------- | --------- |
| Balázs Zs. (1–0) 11' • (2–0) 15' Holender (3–0) 62' • (4–0) 74' Gazdag (5–0) 87' | (2 – 0) Jegyzőkönyv |           |

| Bozsik József Stadion, Budapest Nézőszám: 471 |

Újpest FC: Balajcza  – Szűcs (Nagy G.  ), Pávkovics, Knap, Mohl – Windecker (Balogh  ), Diarra (Virág  ) – Gere (Nagy T.  ), Balázs (Németh  ), Andrics – Lázok (Tóth  ) · Vezetőedző: Nebojsa Vignjevics 
Tapasztalatszerzésnek jó volt a mai összecsapás, és néhány játékosnak is jót tehet ez a vereség, hogy újra tisztán lásson. A bajnoki győzelmi szériát követően többen is úgy gondolták, hogy most már minden megy magától, de a mai nap megtapasztalhatták, hogy csak az lehet sikeres, aki keményen megdolgozik érte. Ezen felül több olyan futballistának is lehetőséget adtam, akik eddig kevesebbet szerepeltek a csapatban. Szerettem volna látni őket éles helyzetben, hogy lássam, mire képesek és miben kell még fejlődniük.
| 2016. október 8., szombat 11:00 |

| Újpest FC        | 1 – 1               | BFC Siófok (NB II.) |
| ---------------- | ------------------- | ------------------- |
| Diarra (1–0) 63' | (0 – 0) Jegyzőkönyv | 70' (1–1) Elek      |

| Szusza Ferenc Stadion, edzőpálya, Budapest |

Újpest FC: Kovács – Nagy G. (Szűcs  szünetben), Heris (Knap  ), Pávkovics, Mohl – Windecker (Virág  ) – Diallo (Németh G.  ), Andrics, Balázs (Diarra  szünetben), Balogh  (Gere  ) – Lázok (Perovics  ) · Vezetőedző: Nebojsa Vignjevics 
A kezdés után mezőnyfölényben játszott az Újpest, a lilák szereztek les miatt jogosan érvénytelenített gólt, volt veszélyes lövésük, de a siófoki kapu nem forgott állandó veszélyben. A vendégek fél óra elteltével tértek magukhoz, de a szünet előtti hajrá már ismét az újpestieké volt. A 63. percben Souleymane Diarra egyéni megmozdulás végén juttatta vezetéshez a lilákat, majd Mihajlo Perovics hagyott ki ziccert. Nem sokáig vezettek az újpestiek: a 70. percben Elek Bence egyenlített siófoki részről.
A mérkőzés elérte a célját, sok olyan játékos kapott ma lehetőséget, aki korábban kevesebbet játszott, illetve több sérülésből visszatérő labdarúgó is kipróbálhatta magát éles helyzetben.
- Az Újpest az élvonalban 11 fordulót követően 15 ponttal a hatodik helyen áll, a Siófok 12 forduló után 18 ponttal a kilencedik az NB II-ben.

### Tél
| 2017. január 26., csütörtök 14:00 |

| Újpest FC       | 1 – 1               | KKS Lech Poznań (lengyel I.) |
| --------------- | ------------------- | ---------------------------- |
| Bardi (1–1) 34' | (1 – 1) Jegyzőkönyv | 26' (0–1) Majewski           |

| Lárnaka, Ciprusi Köztársaság |

Újpest FC: Balajcza  – Balázs, Kálnoki-Kis, Pávkovics, Mohl – Cseke, Balogh – Diarra, Bardi, Andrics – Perovics 
Cserék: Kovács (kapus), Nagy T., Hazard, Nagy G., Szankovics, Gere, Szűcs, Németh, Windecker · Vezetőedző: Nebojsa Vignjevics 
A mérkőzés elején mindkét csapat igyekezett magához ragadni a kezdeményezést, ám az első félidő első felében nem született gól. Utána viszont szűk tíz perc leforgása alatt kettő is. A Lech Poznań szerezte meg a vezetést a 26. percben Radosław Majewski találatával (0–1), ám az Újpest nem sokkal később Enisz Bardi jóvoltából egyenlített (1–1). A macedón támadó két percre rá ismét közel állt a gólszerzéshez, de ekkor nem járt sikerrel. A szünet után inkább a lengyel csapat kezdeményezett, de az Újpest gyors szélsői révén veszélyes kontratámadásokat vezetett, nagy helyzet azonban egyik oldalon sem alakult ki. A második játékrész második felében már mindkét kapu előtt több volt a veszélyes szituáció, de újabb gól nem született, 1–1-es döntetlennel zárult a mérkőzés.
Az első mérkőzésünk volt egy igen kemény kéthetes felkészülést követően, amiben eddig „csak” edzés edzést követett. Boldog vagyok a játékosok teljesítményét látva, egy kicsit még fáradtak vagyunk, de ez a kezdeti kemény munka miatt van. Úgy gondolom, a felkészülés jelenlegi szakaszában egy jó mérkőzést játszottunk a Lech Poznań csapata ellen. Az is az örömömet szolgálja, hogy a fiatal játékosaink megmutatták, hogy egy mérkőzés alkalmával is tudnak csatlakozni a csapat ritmusához. Sok jó elemet láttam a játékunkban, a néhány rosszat pedig megpróbáljuk mihamarabb kijavítani. A jövőben szeretném továbbcsiszolni a csapat technikáját és taktikáját. A táborban előttünk álló két felkészülési mérkőzésre tovább építjük a csapatot, hiszen csak a harmadik mérkőzést követően fogjuk meglátni, hol is tartunk.
| 2017. január 29., vasárnap 14:00 |

| Újpest FC        | 1 – 2               | PFK Levszki Szofija (bolgár I.) |
| ---------------- | ------------------- | ------------------------------- |
| Hazard (1–2) 58' | (0 – 1) Jegyzőkönyv | 43' (0–1) • 51' (0–2) Adenidzhi |

| Paralímni, Ciprusi Köztársaság |

Újpest FC: Balajcza  – Nagy T., Pávkovics, Szűcs, Nagy G. – Balogh, Szankovics – Gere, Windecker, Hazard – Perovics 
Cserék: Kovács (kapus), Kálnoki-Kis, Cseke, Mohl, Andrics, Diarra, Balázs, Németh · Vezetőedző: Nebojsa Vignjevics 
Ahogy korábban is említettem, ezek az edzőtábori összecsapások elsősorban tanulási célt szolgálnak, ahol nem az eredmény a legfontosabb. Ettől függetlenül természetesen nem örülök, hogy nem mi nyertünk, de láthattuk, hogy miben vagyunk jók és miben kell még fejlődnünk a jövőben mind egyénileg, mind csapatszinten. Ha beépítjük az itt szerzett tapasztalatokat, akkor biztos vagyok benne, hogy a tavaszi idényben ez több szerzett pontban mutatkozik majd meg. Néhány labdarúgónkon látszott ma a fáradtság, ami annak tudható be, hogy az elmúlt pár napban rendkívül keményen dolgoztak. Ebből a szempontból a következő héttől már könnyebb dolguk lesz, mert hétfőtől a taktikai és a technikai elemekre fókuszálunk.
| 2017. február 2., csütörtök 14:00 |

| Újpest FC             | 1 – 0               | FK Teplice (cseh I.) |
| --------------------- | ------------------- | -------------------- |
| Kálnoki-Kis (1–0) 74' | (0 – 0) Jegyzőkönyv |                      |

| Paralímni, Ciprusi Köztársaság |

Újpest FC: Kovács (Banai  86') – Balázs (Szűcs  73'), Kálnoki-Kis, Pávkovics, Mohl – Balogh  (Nagy G.  90'), Szankovics (Hazard  87') – Diarra (Windecker  61'), Bardi (Cseke  42'), Andrics (Gere  90+1') – Perovics (Lázok  66') · Vezetőedző: Nebojsa Vignjevics 
A mérkőzés első tíz percben a Teplice nagy erőkkel rohamozott, Kovács Zoltán viszont több nagy védést is bemutatva megmentette csapatát. Fél óra elteltével felocsúdott az Újpest, és már a magyar együttestől is fel lehetett jegyezni helyzetet. A második félidőben már inkább a lila-fehérek akarata érvényesült, az egyre sűrűsödő helyzetek közül pedig a 74. percben góllá érett az egyik: Balogh Balázs szöglete után Kálnoki-Kis Dávid juttatta a kapuba a labdát – mint később kiderült, ez a találat győzelmet ért a magyar együttesnek.
Korábban is mondtam, hogy a táborok alatti összecsapások elsődleges célja a csapat fejlesztése, ugyanakkor persze jó érzés volt győztesként lejönni a pályáról. Egy igazán kemény ellenféllel szemben nyertünk, aki néha talán már „piszkosan” is játszott. Sokan kaptak ma lehetőséget tőlem a bizonyításra, és jó volt látni, hogy megragadták ezt az alkalmat. Szerencsére nem sérült meg senki a 90 perc alatt, ami a közeledő szezont figyelembe véve tényleg örvendetes hír.

### Tavasz
| 2017. március 23., csütörtök 15:00 |

| Újpest FC                                            | 3 – 0               | Dunaújváros PASE (NB III.) |
| ---------------------------------------------------- | ------------------- | -------------------------- |
| Lázok (1–0) 48' Windecker (2–0) 80' Hazard (3–0) 88' | (0 – 0) Jegyzőkönyv |                            |

| Szusza Ferenc Stadion, Budapest |

Újpest FC: Balajcza  – Szűcs, Heris, Kálnoki-Kis, Mohl – Szankovics, Diarra – Andrics, Cseke, Balogh – Lázok
Cserék: Kovács (kapus), Windecker, Hazard, Nagy G., Németh K., Németh Á., Hajnal · Vezetőedző: Nebojsa Vignjevics 
Az első félidőben nem esett gól, a másodikban azonban három is: a pihenő után Lázok János váltotta gólra Kylian Hazard passzát, majd a hajrában még kétszer a hálóba talált Nebojsa Vignjevics együttese. A 80. percben Windecker József vette be a kaput, majd Hazard lőtt bombagólt, így az Újpest 3–0-ra nyert a harmadosztályú Dunaújváros ellen.
Jó meccset játszottunk, több futballistánk is lehetőséget kapott a bizonyításra a 90 perc alatt. Az összecsapás elérte a célját, megfelelő első lépés volt a Vasas elleni kupamérkőzésre való felkészülésben.